# Tornalja
Tornalja (szlovákul Tornaľa, 1948–1990 között Šafárikovo) város Szlovákiában, a Besztercebányai kerület Nagyrőcei járásában. A városka a Dél-Sajóvidék központja. Beje, Sajókirályi és Sajószárnya tartozik hozzá.

## Fekvése
Tornalja a Sajó völgyében fekszik, a Sajó bal partján, a Túróc-patak torkolatának közelében. Rimaszombattól 30 km-re keletre, Pelsőctől 17 km-re délnyugatra, Sajószentkirálytól 14 km-re északra található.
Nyugatról Oldalfala és Zsór, északnyugatról Otrokocs, északról Sajógömör, északkeletről Gömörpanyit, Csoltó, Kecső és Gömörhosszúszó, keletről Aggtelek és Szuhafő, délkeletről Hubó, délről pedig Méhi és Sajólenke községekkel határos. Keleti határa egyben államhatárt alkot Magyarország és Szlovákia között.
Tornalja közigazgatási területe 57,77 km², mely négy kataszteri területre oszlik (közülük 3 önálló község volt, Sajókirályi kataszterét egyesítették Tornaljáéval):
- Tornalja – 42,799 km²
- Beje – 6,215 km²
- Vasas (korábban Sajószárnya községhez tartozó exklávé) – 3,008 km²
- Sajószárnya – 5,745 km².

## Élővilága

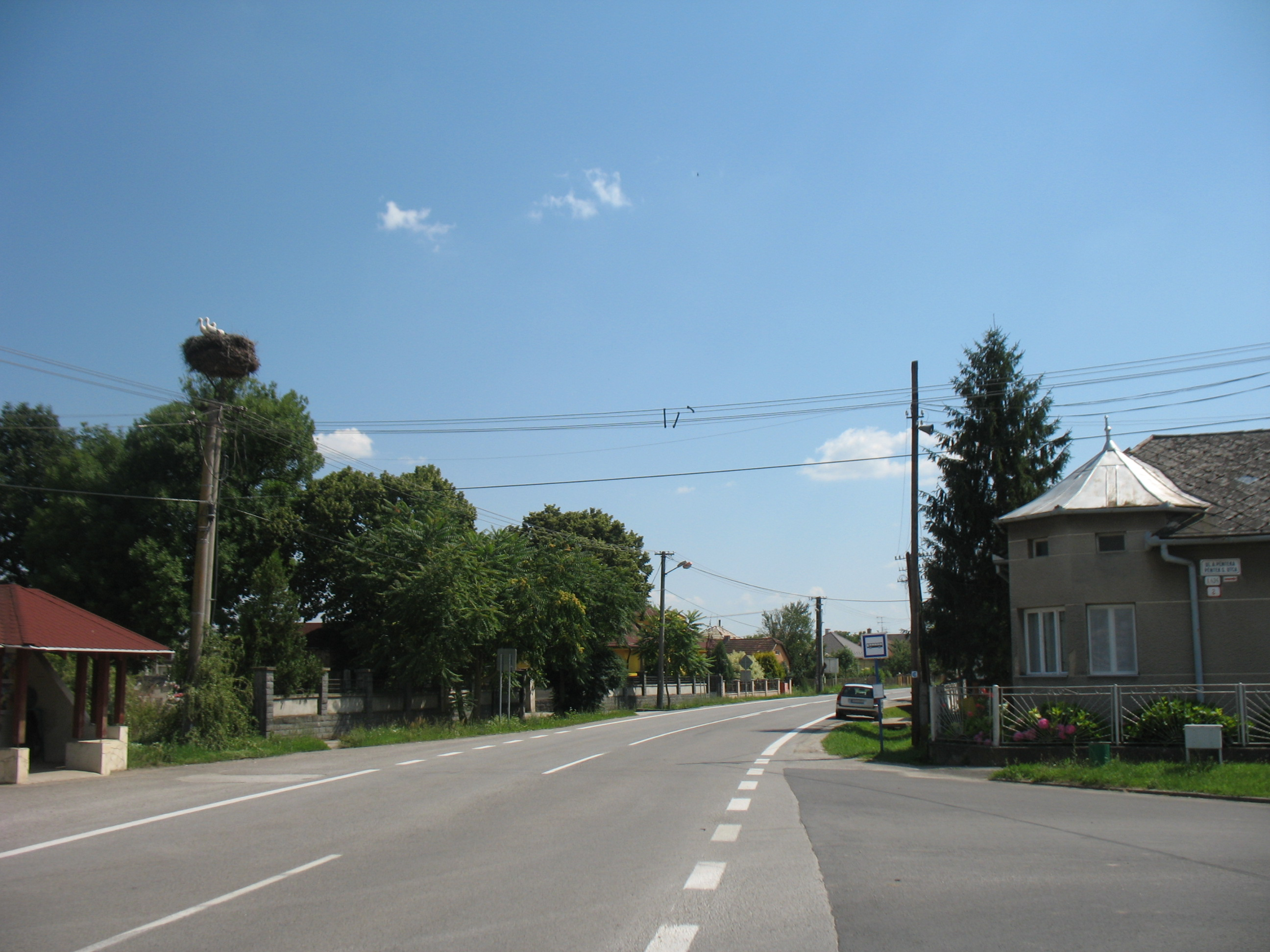
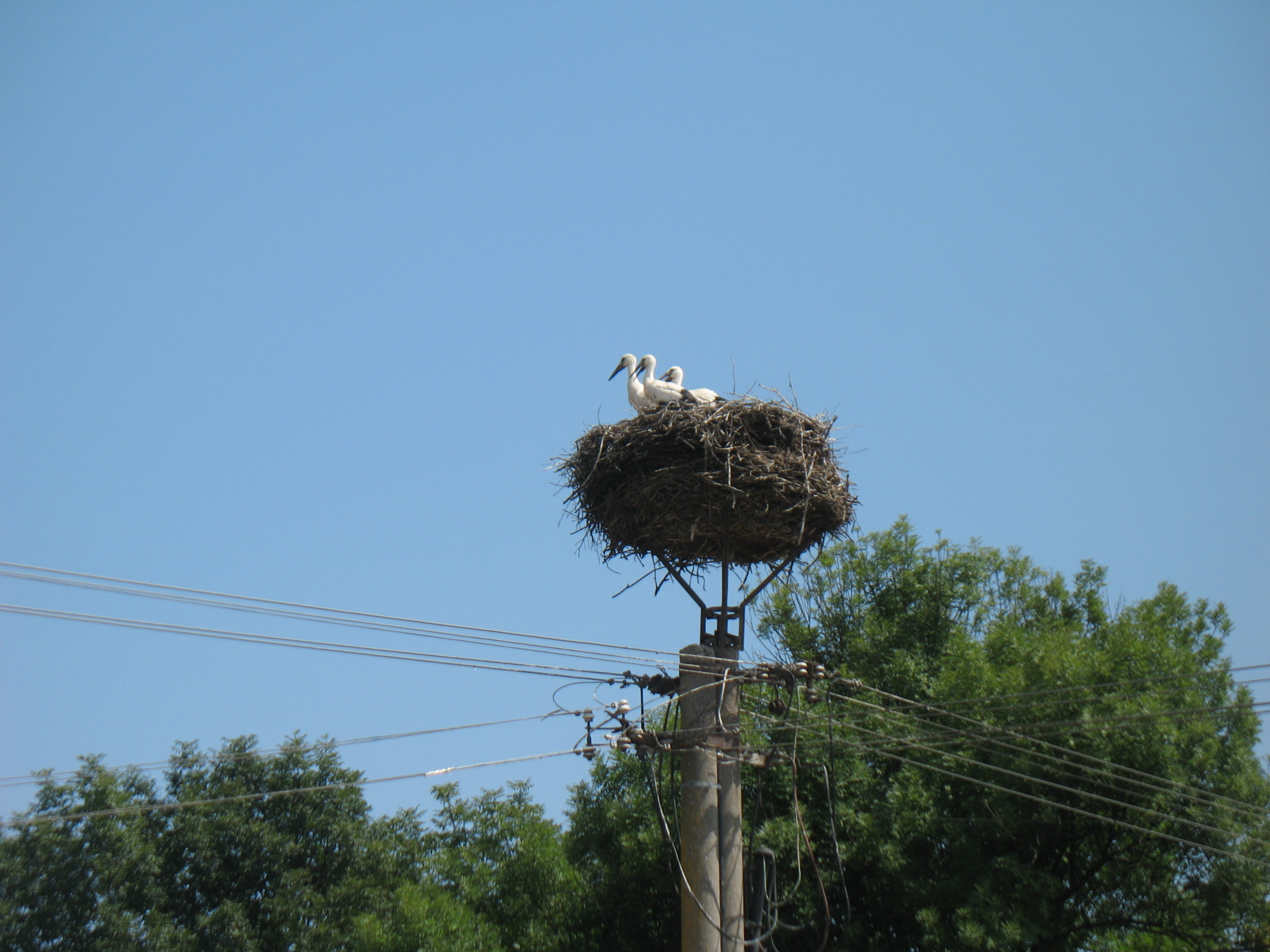
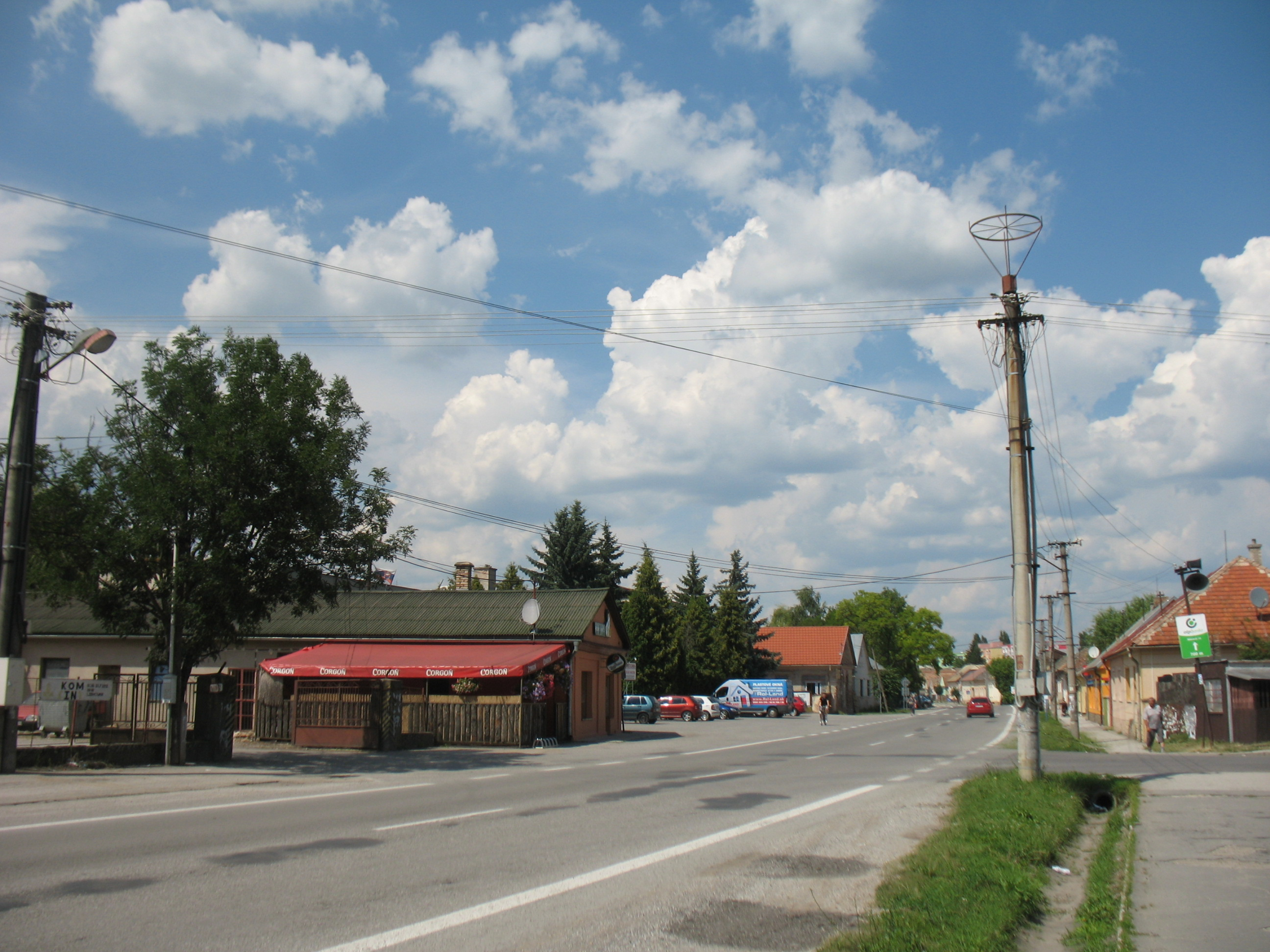
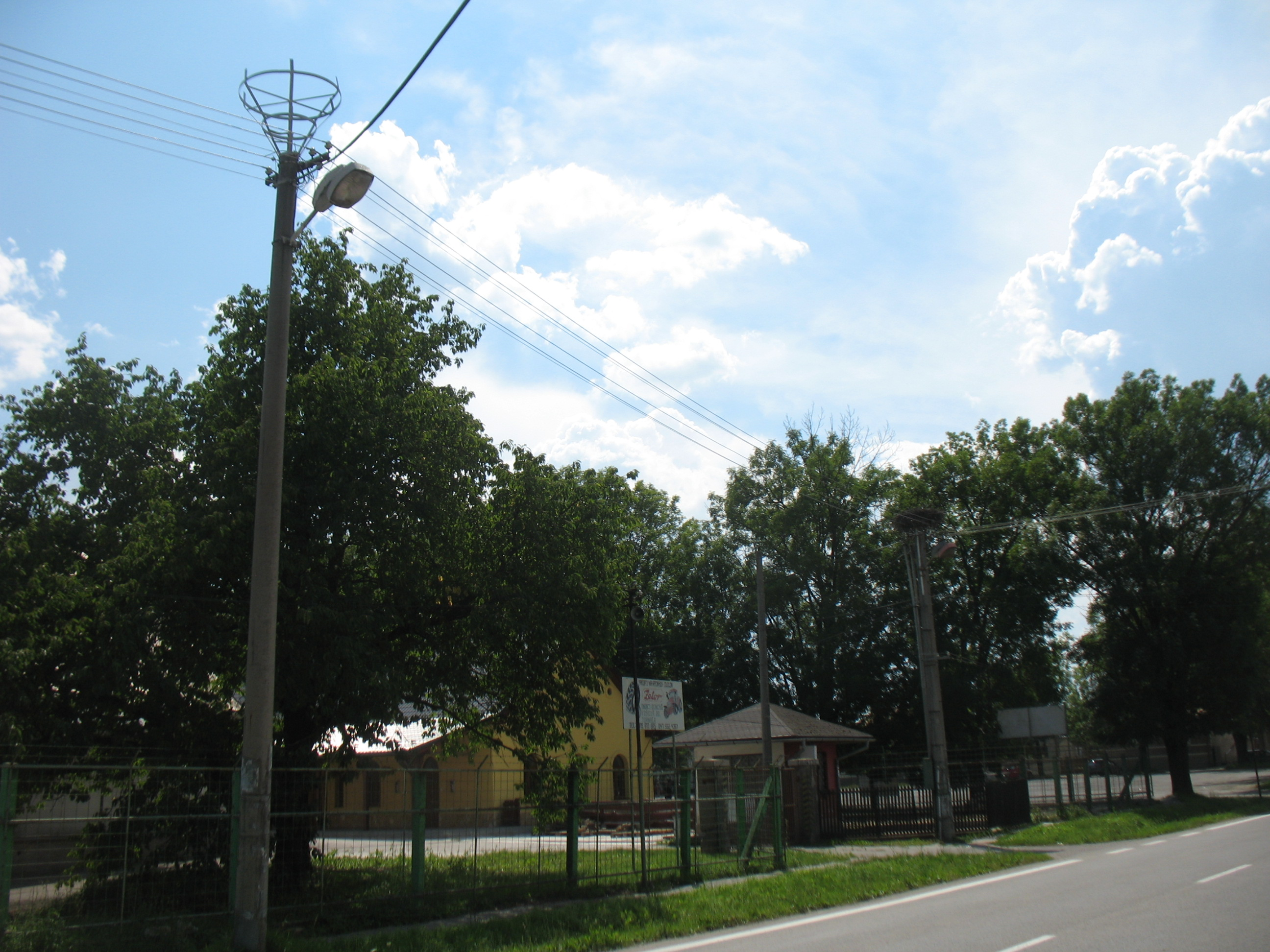

A városban 5 gólyafészket tartanak nyilván. 2014-ben az egyikben 3, a másikban 1, a harmadikban 3, a negyedikben pedig 2 fiókát számoltak össze.

## Nevének eredete
Neve a régi magyar torn (torony) és alja szavak összetétele, az itt állt egykori őrtoronnyal kapcsolatos. A szlovák Tornaľa a magyarból való, korábban Šafárikovo volt a neve, melyet 1948-ban kapott Pavel Jozef Šafárik szlovák régész, történész emlékére. A rendszerváltás után a város visszavehette korábbi nevét.

## Története
Ősi település, ahol már a bronzkorban is éltek emberek; 1926-ban területén a pilinyi és a kijétei kultúra népének temetőjét tárták fel. Az egykori angolpark egyik részén pedig rézkori településnyomok találhatók még feltáratlanul.
A középkorban először 1245-ben említenek itt egy „Köwy" nevű települést, amely a tornaljai határban feküdt. A mai települést 1291-ben „Tornallya al. Nom. Kevy" néven említik először. Ekkor kapott engedélyt Boluk, a Tornallyayak őse, hogy megerősítse a természetes sziklát – azaz a követ –, amiről 1241-ből van leírás. Ez lehetett a település névadója.
Tornalja 1427-ben már jelentős település volt, az évi adólajstromban 46 jobbágyportával szerepel. Mint a környék többi települését, a 15. században ezt is husziták foglalták el. 1459-ben Mátyás serege visszafoglalta. A település egy időben két részre, Alsó- és Felső-Tornaljára oszlott. Kastélyában több megyegyűlést is tartottak. Ura, Tornallyay János a mohácsi csatában esett el. 1556-ban török sereg dúlta fel.
A 18. században forgalmas postaállomás lett. A század végén Vályi András így ír róla: „TORNALLYA. Magyar falu Gömör Várm. földes Ura Uraság, lakosai katolikusok, és reformátusok, fekszik Méhihez közel, és annak filiája; postája is van, földgye gabonát bőven termő, piatza két, és négy mértföldnyire; legelője elég, fája is van mind a’ kétféle."
1828-ban 96 házában 622 lakos élt. 1837-ben már 708 lakosa volt, akik főként mezőgazdasággal és kézművességgel foglalkoztak. 1848-ban a falu a szabadságharc mellé állt, 1849-ben itt ütközött meg Henryk Dembiński honvédserege Franz von Schlik császári seregével.
A 19. század közepén Fényes Elek eképpen írja le: „Tornaalja, magyar falu, Gömör vmegyében, felülről Sztárnya, alulról királyi helységek szomszédságában, közel a Sajó vizéhez, rónaságon fekszik. Ezen helységet nemcsak a Rosnyótól Miskolcz felé vivő országut két oldalán sorba épült földmüvelők lakhelyeik, emeletre épült vendégfogadóház, ez évben épült gyógyszertár, 4 évvel ezelőtt épült paplak, már eléggé ékesítik; de ezeken kivül még felső végén Hevessi Bertalan, alsó végén pedig Hámos Antal és Tornalljai Luciánféle díszes urilakok, majorsági nagy épületek, s mindenikét körülövedző rendesen alakult s jó karban tartott nagyszerű kertek, mellyek közül emlitésre méltó Hevessi Bertalan ur regényes kertje, mellyben emlitést érdemel régi nevezetességéről a Csonkavár, melly nem egyéb, mint 25–26 ölre kidomborodott kerek kőszirt, mellynek tetejéről szép látvány esik a Sajó mentin; mindezek az utazóknak kellemes látványul szolgálnak. A lakosok száma 725-re megy, az uri családokat kivéve; mind reformatusok, s mindnyájan eredetszülte magyarok. A közbirtok áll 23 urbéri házhelyből, a Tornallja és hozzá tartozó Lapsa, Vasas pusztabeli határok kiterjedése mindössze 7000 holdat tesznek. Postahivatal és váltás Putnok és Rosnyó, ismét Rosnyó és Rimaszombat közt."
1873-ban a vasút elérte a települést és ez nagy fellendülést hozott fejlődésében. Ekkor vált a környék politikai, gazdasági és kulturális központjává. 1853-ban járási székhely is lett.
Borovszky monográfiasorozatának Gömör-Kishont vármegyét tárgyaló része szerint: „Tornallya, sajóvölgyi magyar nagyközség, 237 házzal és 1793 lakossal, a kik közül 486 róm. katholikus, 92 evangélikus, 1166 ev. református és 656 zsidó. Multja messzire visszanyúlik. A Tornallyay család ősi fészke. Neve belekerült már a pápai tizedszedők jegyzékébe Tornalia alakban. 1291-ben Tornalya al. nom. Kevy néven említik. 1427-ben már jelentékeny hely, a hol a Tornallyayaknak 46 jobbágyportájuk volt. A 15. században megyegyűlések is voltak itt, a Tornallyay család várkastélyában; e kastély nyomai Tornallyay Zoltán szép kertjében ma is látszanak. Egyébiránt még Korabinszky is említi e várkastélyt 1786-ban megjelent munkájában, ekkor a község nevezetes postaállomás volt. A Tornallyay család eleitől fogva birtokosa volt a községnek és ma is van itt birtoka, de rajta kívül még a Hevessy és a Hámos családok is szereztek itt birtokokat. Most Tornallyay Zoltánnak, Tornallyay Dezsőnének, Hevessy Lászlónak, Hevessy Bertalannak, Hámos Árpádnak és Radvánszky Györgynek van itt nagyobb birtokuk. A községben három szép úrilak van: a Tornallyay Zoltáné, özv. Tornallyay Dezsőnéé és Hámos Árpádé. Van itt szolgabírói hivatal, járásbíróság, telekkönyvi és adóhivatal, pénzügyőrség és csendőrség, takarékpénztár, társaskör, posta, távíró és vasútállomás. A református templom a 15. században épült és az egyház több érdekes szent-edényt őriz, melyek a 18. század elejéről valók. 1849-ben Dembinszky itt verte meg Schlick tábornokot. Tornallyához tartoznak Uras, Foglalás, Betekints és Lapsa puszták, melyek közül az utóbbi hajdan külön község volt és 1427-ben szintén a Tornallyay család birtoka. 1489-ben még mint község szerepel."
A trianoni diktátumig Gömör-Kishont vármegye Tornaljai járásának székhelye volt. Az 1930-as években itt működött a Kazinczy Könyv és Lapkiadó Szövetkezet, mely a „Magyar Írás” című irodalmi folyóiratot kiadta. 1938 és 1944 között Tornalja újra Magyarország része, 1944. december 19-én foglalták el a II. Ukrán Front csapatai. 1944-ben a város több mint 650 zsidó polgárát hurcolták koncentrációs táborba és gyilkolták meg.
Tornalja 1853-tól 1960-ig a Tornaljai járás központja volt, melynek megszűnésekor a Rimaszombati járáshoz csatolták. 1996-ban, a közigazgatási átszervezéskor a Nagyrőcei járáshoz került.
1964-ben a várossal egybeépült Sajókirályi, 1971-ben pedig a távolabbra fekvő Sajószárnya és Beje községeket Tornaljához csatolták. A város mezőgazdasági jellege az iparosítások ellenére a mai napig fennmaradt.

## Népessége
| Év:            | 1994. | 2004.   | 2014.   | 2024.   |
| -------------- | ----- | ------- | ------- | ------- |
| Emberek száma: | 8457  | 8016    | 7364    | 6702    |
| Eltérés:       |       | -5,21 % | -8,13 % | -8,98 % |

| Év:            | 2023. | 2024.   |
| -------------- | ----- | ------- |
| Emberek száma: | 6741  | 6702    |
| Eltérés:       |       | -0,57 % |

1880-ban Tornalja 1115 lakosából 1043 magyar és 19 szlovák anyanyelvű volt.
1880-ban Beje 464 lakosából 439 magyar anyanyelvű volt.
1880-ban Sajókirályi 459 lakosából 425 magyar és 8 szlovák anyanyelvű volt.
1880-ban Sajószárnya 351 lakosából 302 magyar és 7 szlovák anyanyelvű volt.
1890-ben Tornalja 1510 lakosából 1461 magyar és 23 szlovák anyanyelvű volt.
1890-ben Beje 534 lakosából 528 magyar és 4 szlovák anyanyelvű volt.
1890-ben Sajókirályi 496 lakosából 493 magyar, 2 német és 1 egyéb anyanyelvű volt, ebből 238 római katolikus, 218 református, 31 evangélikus és 9 izraelita vallású volt.
1890-ben Sajószárnya 365 lakosából 363 magyar anyanyelvű volt.
1900-ban Tornalja 1793 lakosából 1749 magyar és 25 szlovák anyanyelvű volt.
1900-ban Beje 508 lakosából 507 magyar és 1 szlovák anyanyelvű volt.
1900-ban Sajókirályi 515 lakosából 508 magyar és 6 szlovák anyanyelvű volt.
1900-ban Sajószárnya 393 lakosából 392 magyar volt.
1910-ben Tornalja 2033 lakosából 1995 magyar és 16 szlovák anyanyelvű volt.
1910-ben Beje 539 lakosából 534 magyar és 4 szlovák anyanyelvű volt.
1910-ben Sajókirályi 520 lakosából 517 magyar és 1 szlovák anyanyelvű volt.
1910-ben Sajószárnya 402 lakosából 391 magyar és 6 szlovák anyanyelvű volt.
1921-ben Tornalja 2195 lakosából 1811 magyar és 153 csehszlovák volt.
1921-ben Beje 580 lakosából 553 magyar és 15 csehszlovák volt.
1921-ben Sajókirályi 479 lakosából 459 magyar és 20 csehszlovák volt, ebből 238 római katolikus, 192 református, 30 evangélikus és 19 izraelita vallású.
1921-ben Sajószárnya 428 lakosából 363 magyar és 31 csehszlovák volt.
1930-ban Tornalja 3469 lakosából 1772 magyar és 835 csehszlovák volt.
1930-ban Beje 604 lakosából 504 magyar és 20 csehszlovák volt.
1930-ban Sajókirályi 539 lakosából 477 magyar, 57 csehszlovák, 1 zsidó és 4 állampolgárság nélküli volt, ebből 299 római katolikus, 175 református, 57 evangélikus, 7 izraelita és 1 egyéb vallású.
1930-ban Sajószárnya 569 lakosából 501 magyar és 40 csehszlovák volt.
1941-ben Tornalja 3799 lakosából 3517 magyar és 99 szlovák volt.
1941-ben Beje 520 lakosából 475 magyar és 3 szlovák volt.
1941-ben Sajókirályi 457 lakosából 369 magyar és 9 szlovák volt.
1941-ben Sajószárnya 655 lakosából 528 magyar és 80 szlovák volt.
Sajókirályi 1964 óta, Beje és Sajószárnya 1971 óta Tornalja része.
1970-ben Tornalja 4966 lakosából 3574 magyar és 1341 szlovák volt.
1980-ban Tornalja 7021 lakosából 4959 magyar és 1988 szlovák volt.
1991-ben Tornalja 8185 lakosából 5547 magyar és 2270 szlovák volt.
2001-ben Tornalja 8169 lakosából 5076 magyar és 2432 szlovák volt.
2011-ben Tornalja 7509 lakosából 4331 fő magyar, 2262 szlovák és 334 cigány.
2021-ben Tornalja 6971 lakosából 4067 magyar (58,3%), 2156 szlovák, 198 cigány, 24 cseh, 10 kínai, 9 ukrán, 4 lengyel, 3 bolgár, 2 orosz, 2 angol, 1 horvát, 9 egyéb, 486 ismeretlen nemzetiségű.

## Oktatás
- Magyar Tannyelvű Gimnáziumát 1953-ban alapították
- Kazinczy Ferenc Magyar Tannyelvű Általános Iskola
- Szlovák Tannyelvű Általános Iskola
- Zeneművészeti Alapiskola
- Szakközépiskola

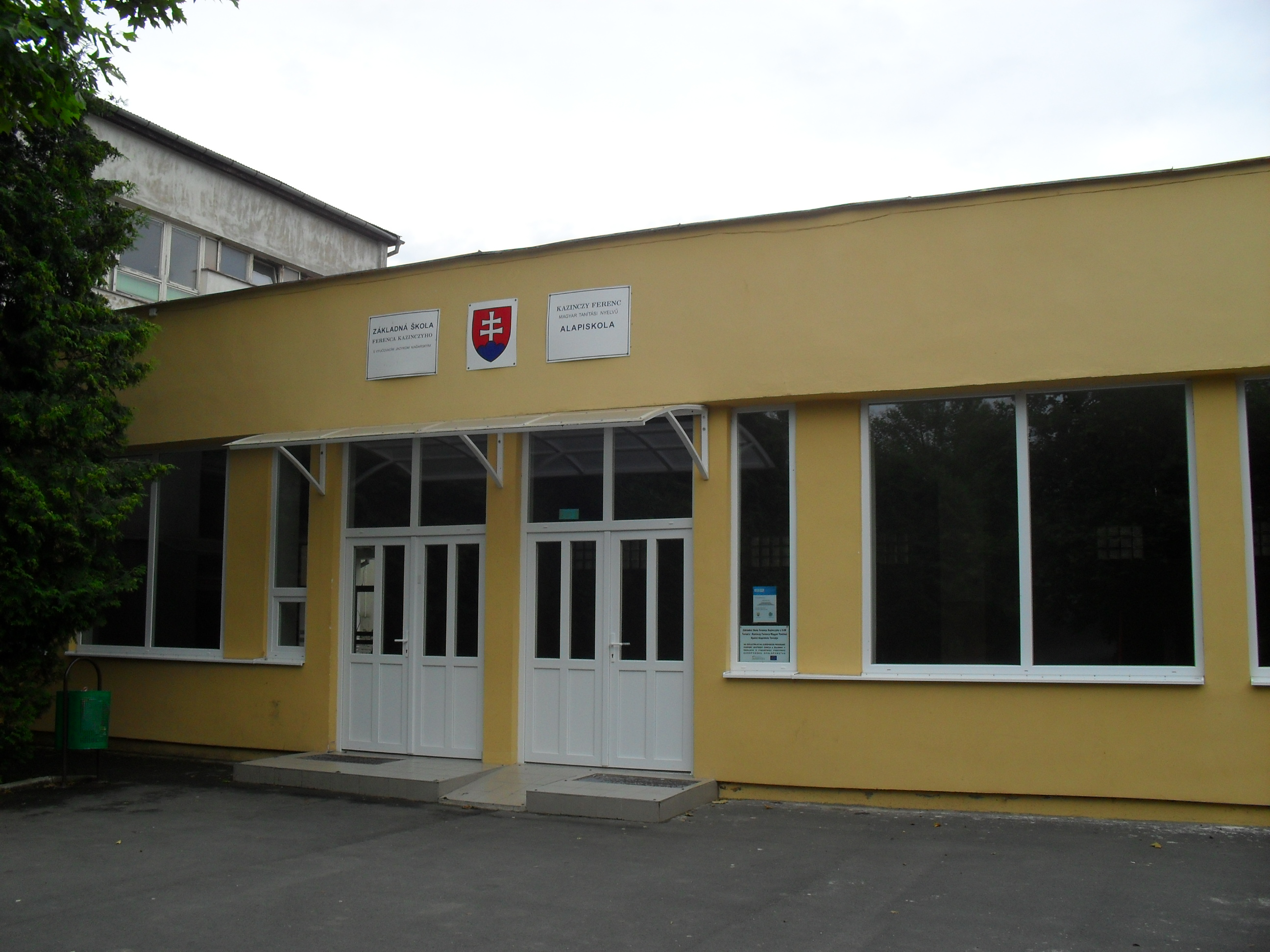
Kazinczy Ferenc Alapiskola
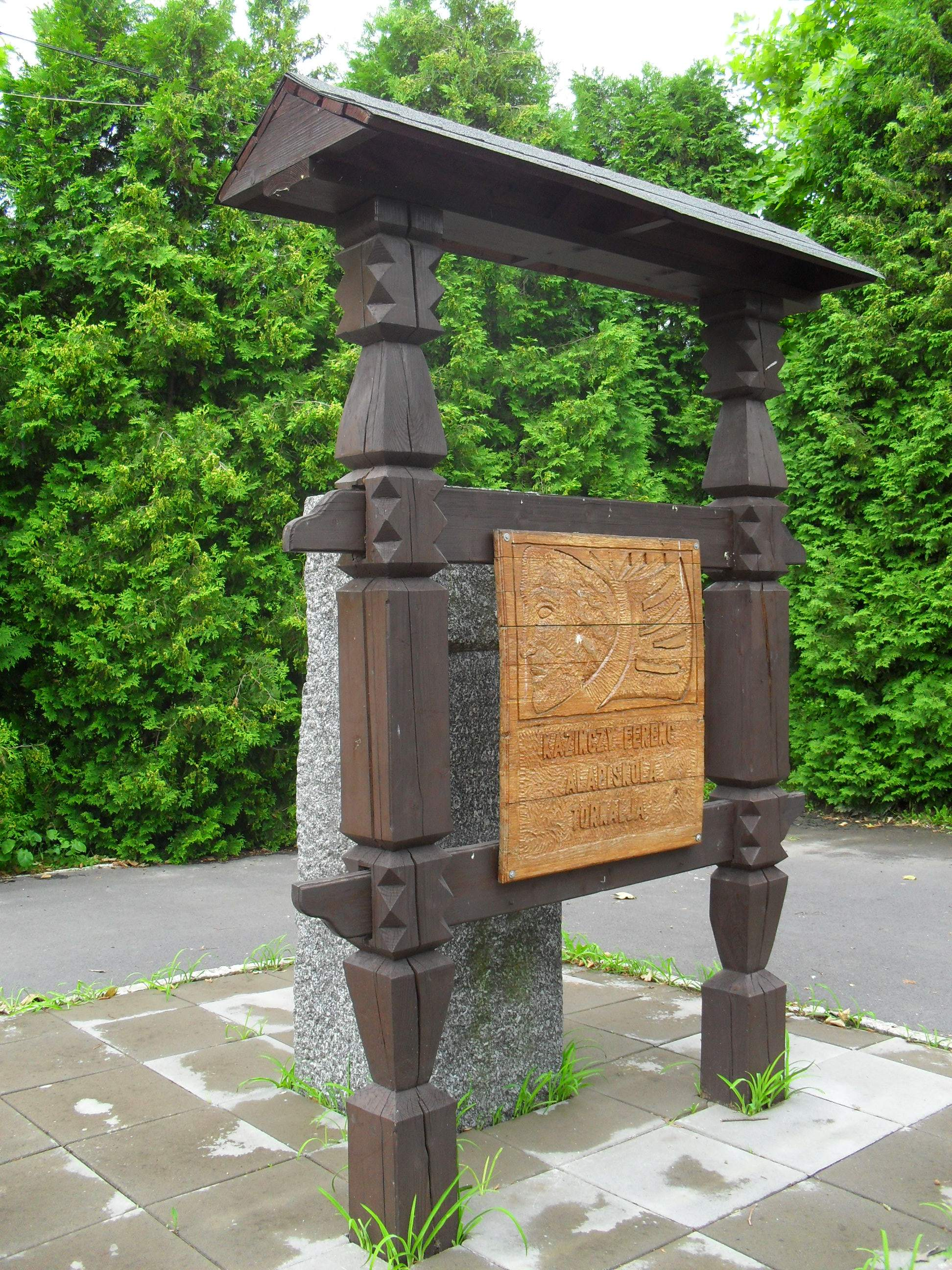
Kazinczy Ferenc Alapiskola
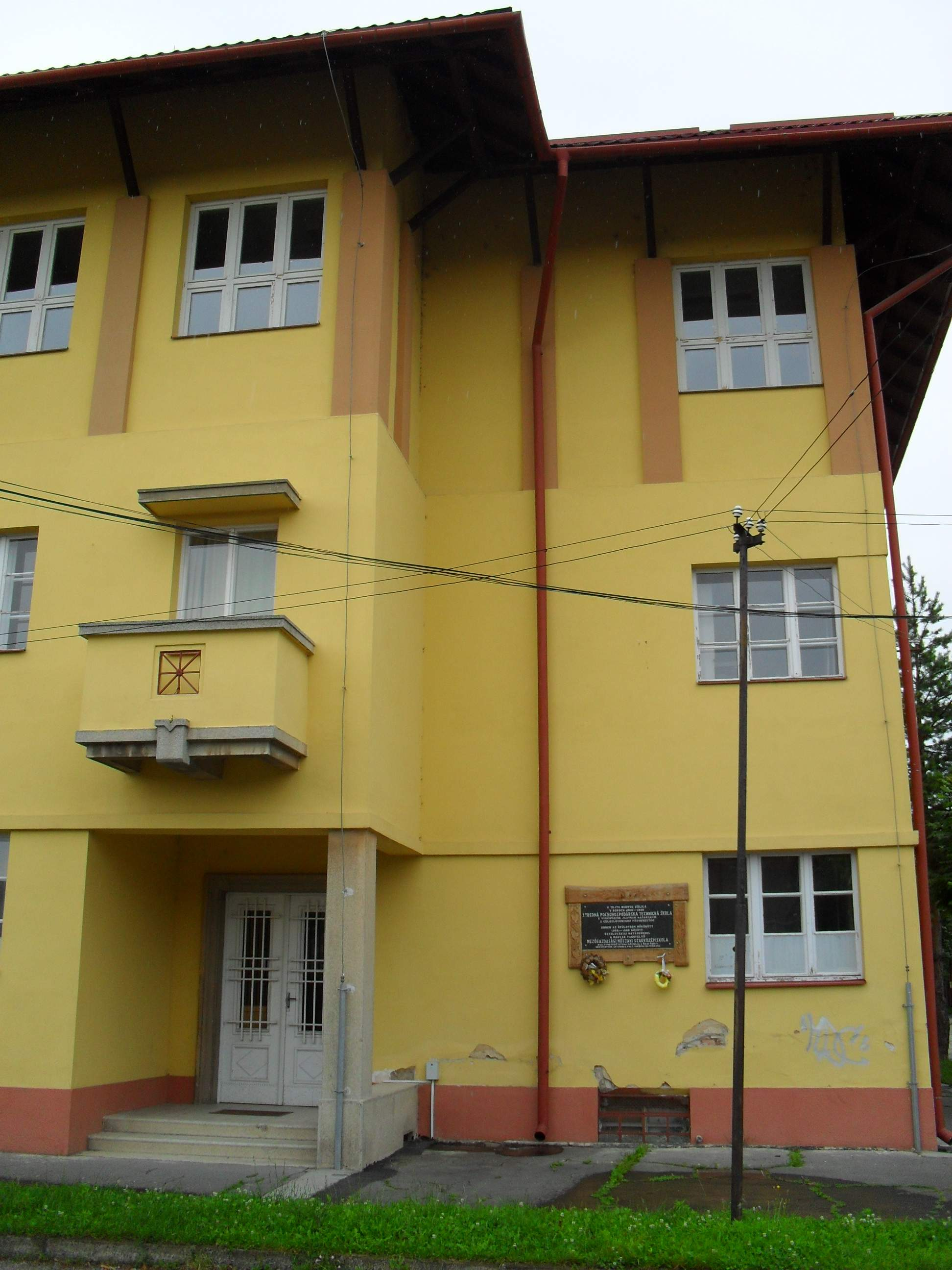
Gimnázium
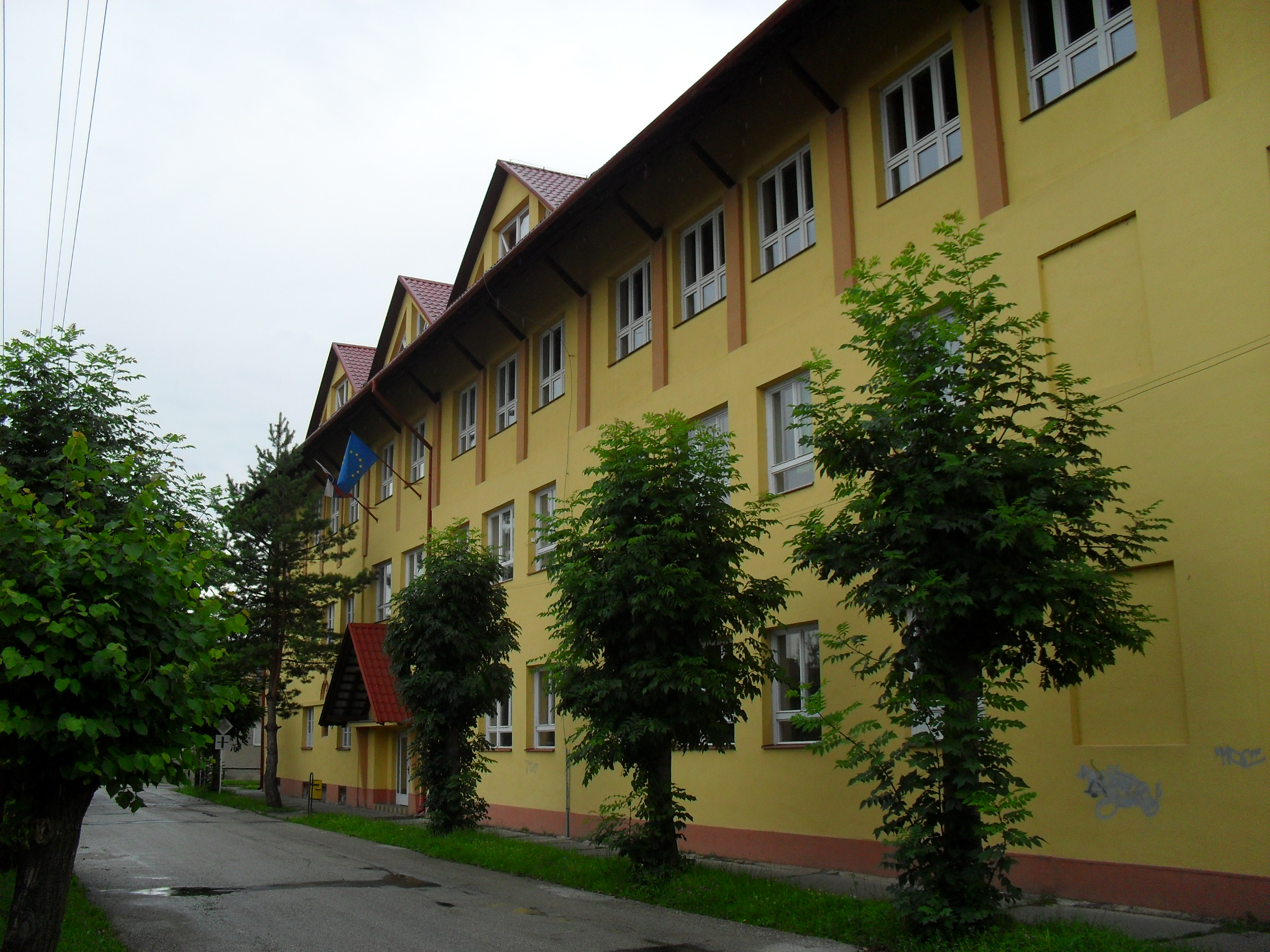
Gimnázium
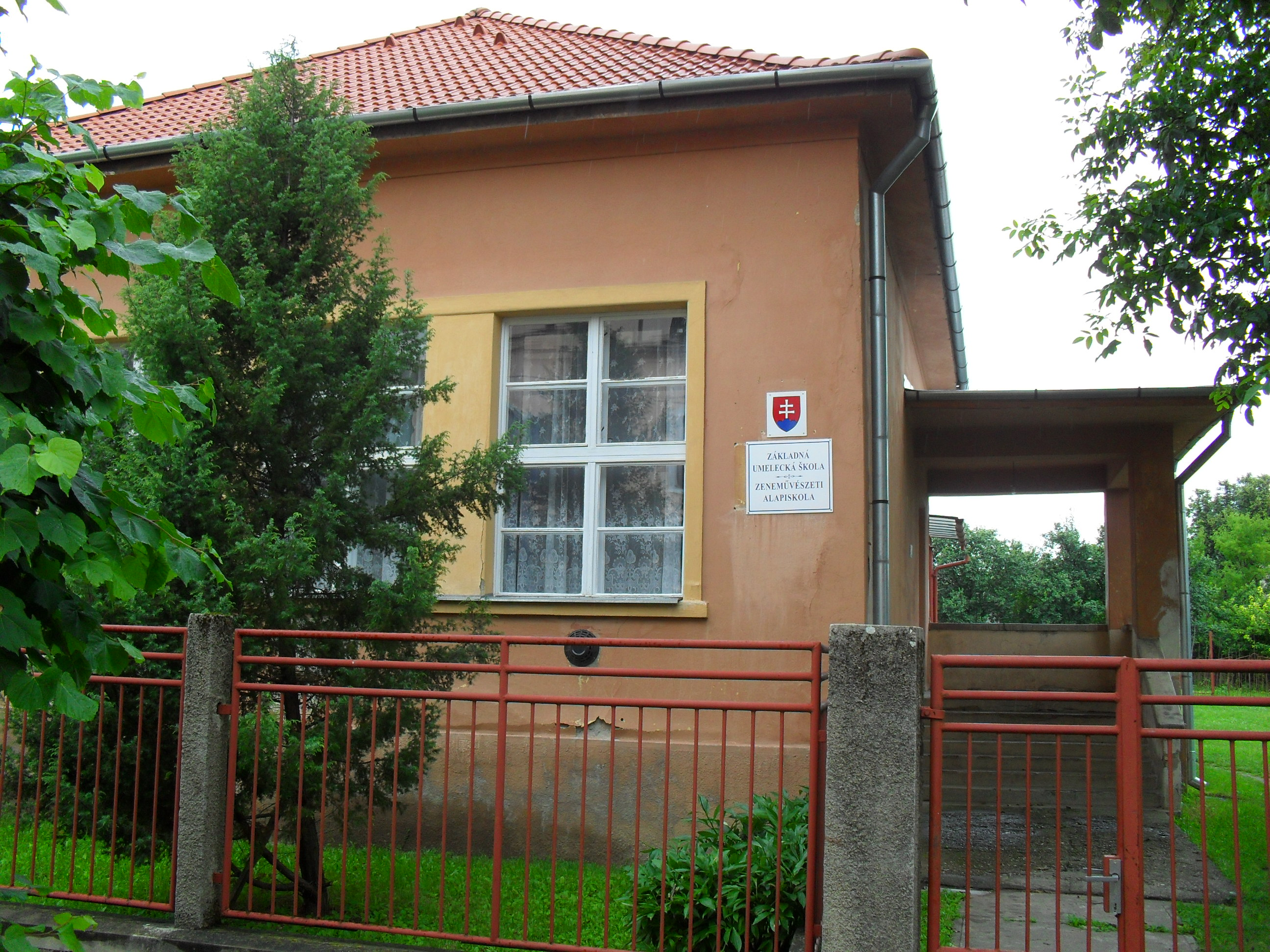
Zeneművészeti Alapiskola
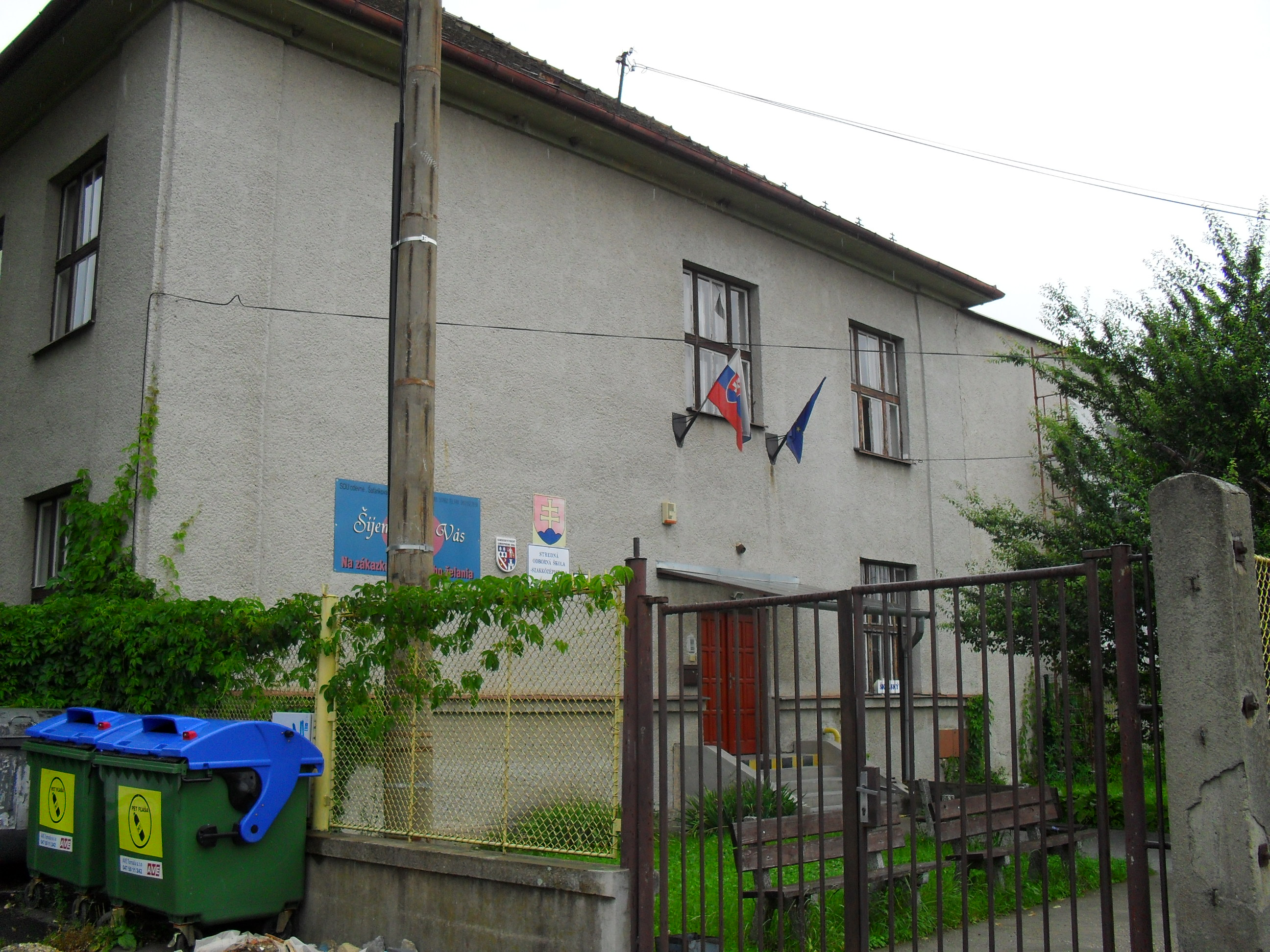
Szakközépiskola
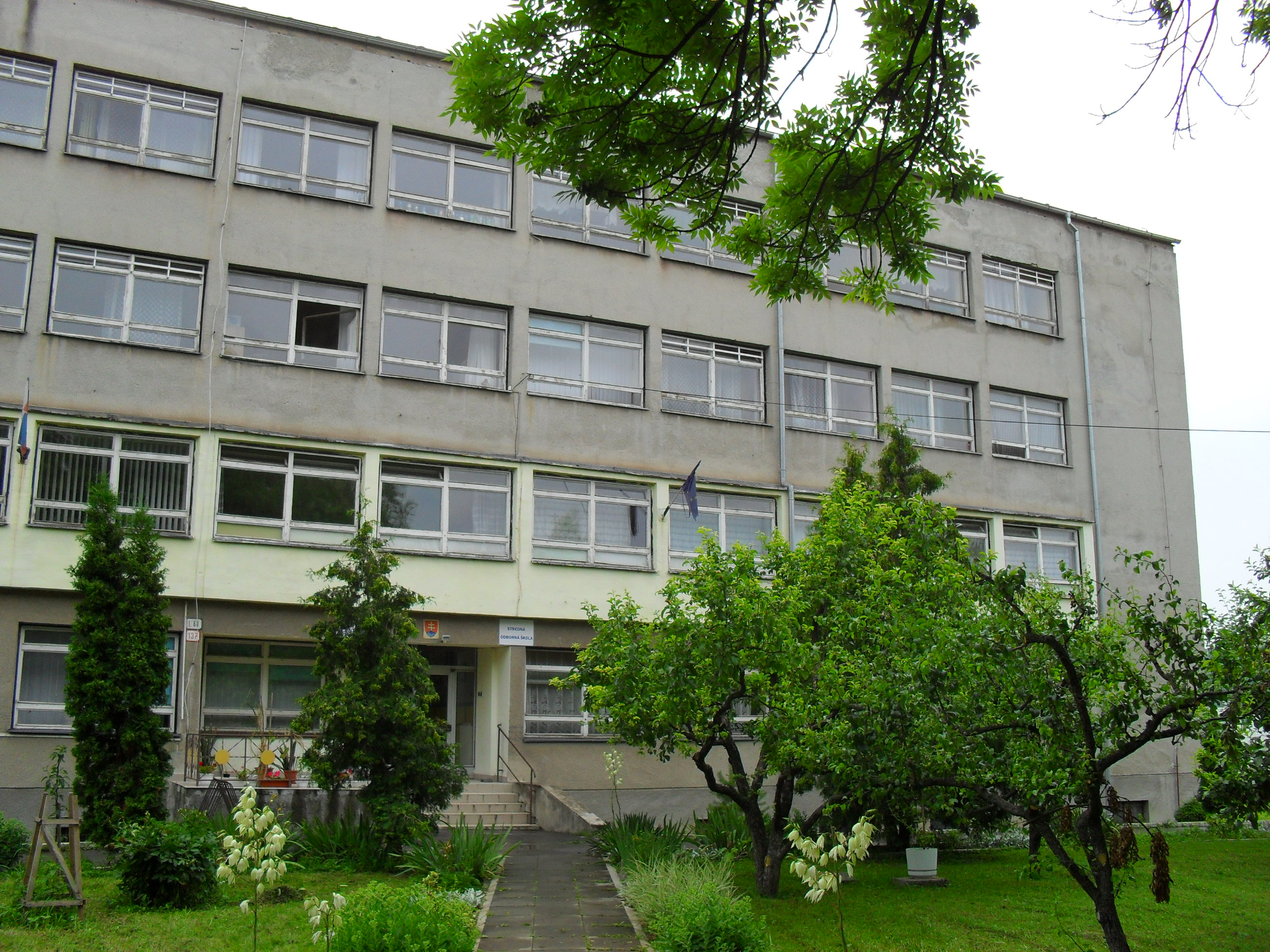
Szakközépiskola

## Gazdaság
Ma a városban egy jelentős ipari üzem működik: az VSŽ UNICORN gépgyár. Régebben működött a férfiruha-konfekciót gyártó OZETA és az Ipolymenti Téglagyárak helyi üzeme.

## Közlekedés
A város a Kassa–Pozsony, illetve a Poprád–Miskolc főutak fontos kereszteződésében fekszik. A szlovák-magyar államhatár, a Sajószentkirály–Bánréve határátkelő mindössze 10 kilométerre van a várostól.
2020 novemberében adták át a város új autóbusz-állomását, amely 1,2 millió euró összköltséggel épült meg.

## Nevezetességei
- Református temploma a 15. században épült huszita templomként, védőfal övezi. 1786-ban és 1936-ban megújították. Szószéke 1600-ból való.
- Bején és Szárnyán egy-egy református templom, Sajókirályiban református templom található.
- A római katolikus templom 1931-ben épült.
- Az evangélikus templom 1933-ban létesült.
- A városháza 1926 és 1928 között épült.
- A Tornallyay-kúriában gyermeknevelő intézet működik, parkjában csevice-kút található.
- A Zoltán-kert ma városi park, itt áll az a hatalmas mészkőszikla, amelyen a városnak nevet adó középkori őrtorony állt.
- A Királyi városrészben található a több mint két hektáron elterülő strandfürdő. Medencéit az egykor malmot hajtó Melegvíz nevű tengerszem vizével töltik fel. A strandfürdőben sportpályák, szálloda és autókemping, valamint üzletek várják a vendégeket.
- A Csevice nevű ásványvíz egyik forrása itt tör fel a mélyből.
- A városban négy kastély található.

### Szobrok, emlékművek
- A második világháborúban elesettek és a koncentrációs táborokban meggyilkoltak emlékműve a főtéren található.
- A honfoglalási emlékmű (1996) a katolikus templom mellett áll.
- A tornaljai temetőben a Csemadok 1994-ben kopjafát állított a második világháború áldozatainak emlékére.
- Szovjet hősi emlékmű a főtéren.
- Emlékpad a Tornallyay-kúria belső udvarán.
- Kopjafa a Kazinczy Ferenc Alapiskola udvarán (a 2000-es kézművestábor során állították).
- A Tornallyay-kúria előtti kopjafa-parkot 1989-ben létesítették, 2002-ben Kossuth Lajos emlékopjafával gazdagodott.
- Második világháborús emlékművek a sajószárnyai és a bejei (2009. június 13.) temetőben.

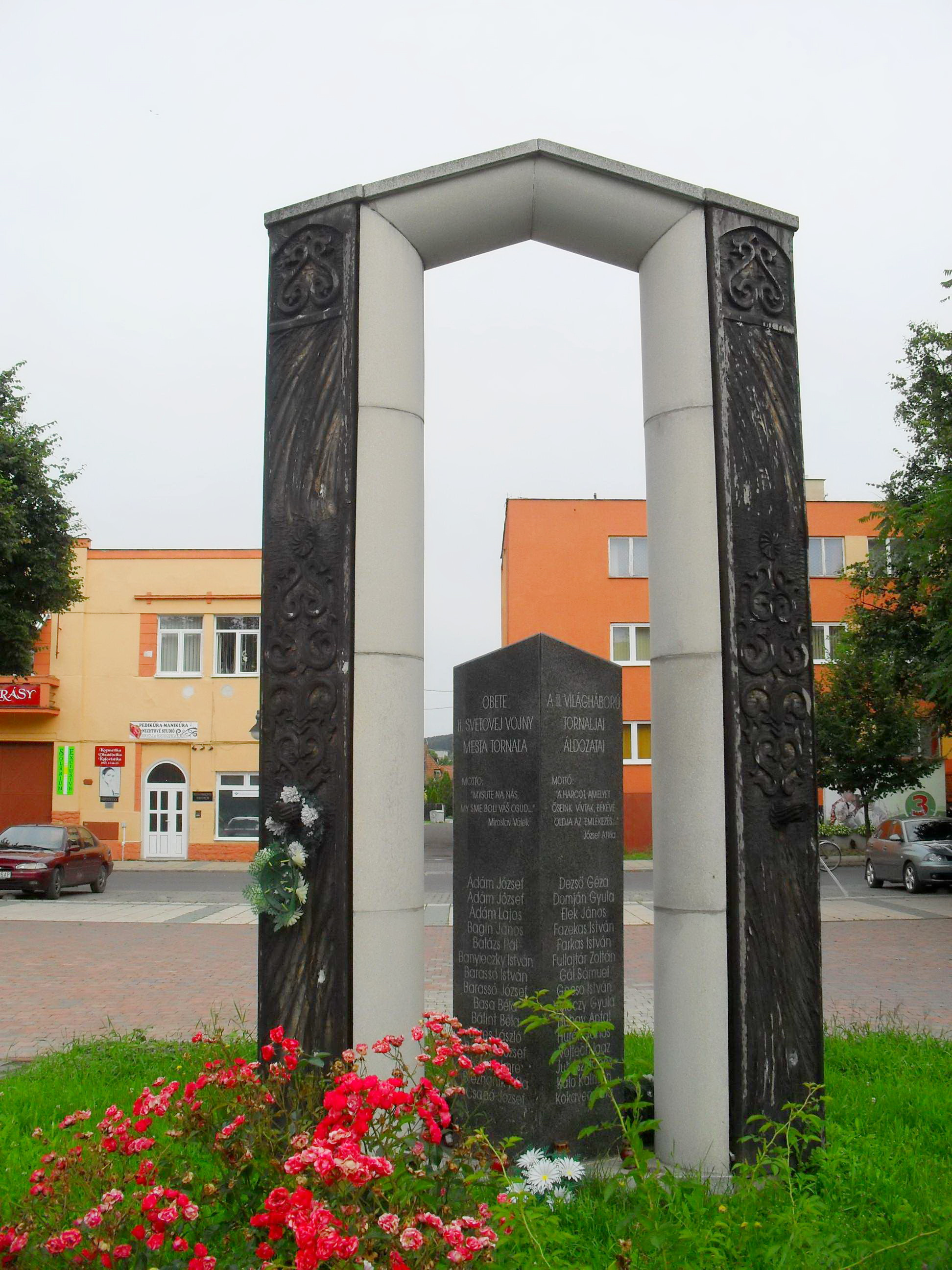
Második világháborús emlékmű
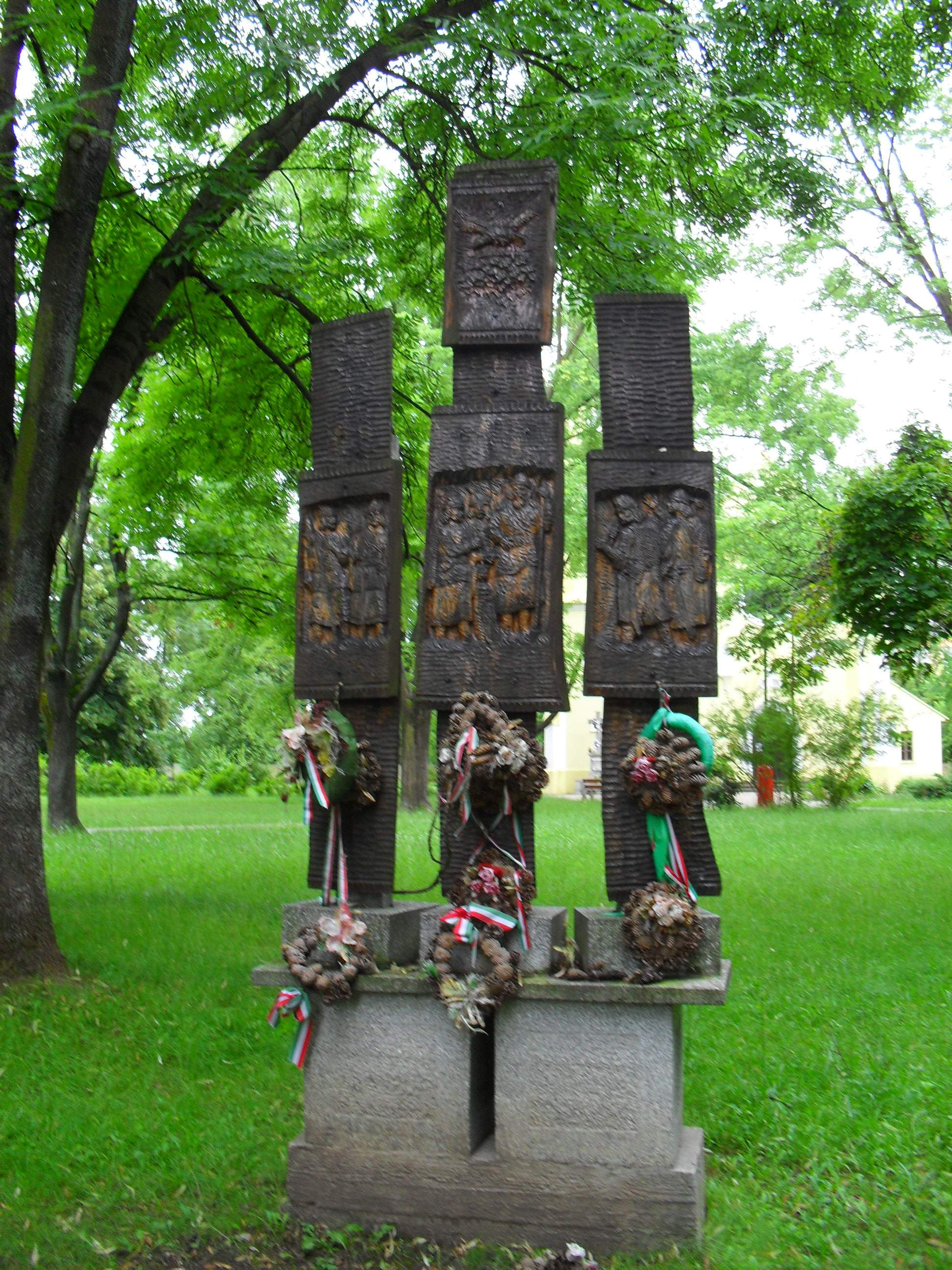
Honfoglalási emlékmű
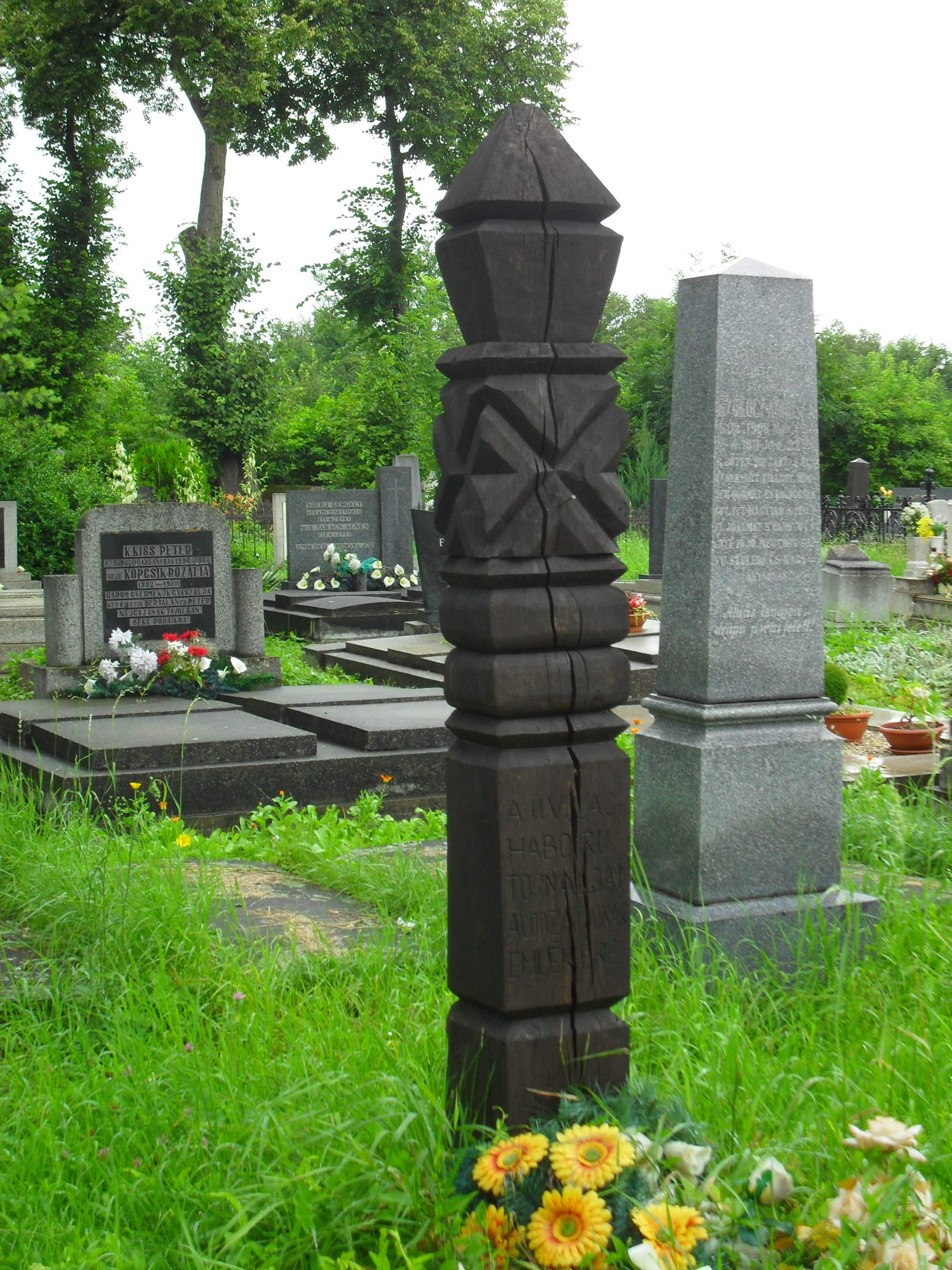
Második világháborús emlékkopjafa
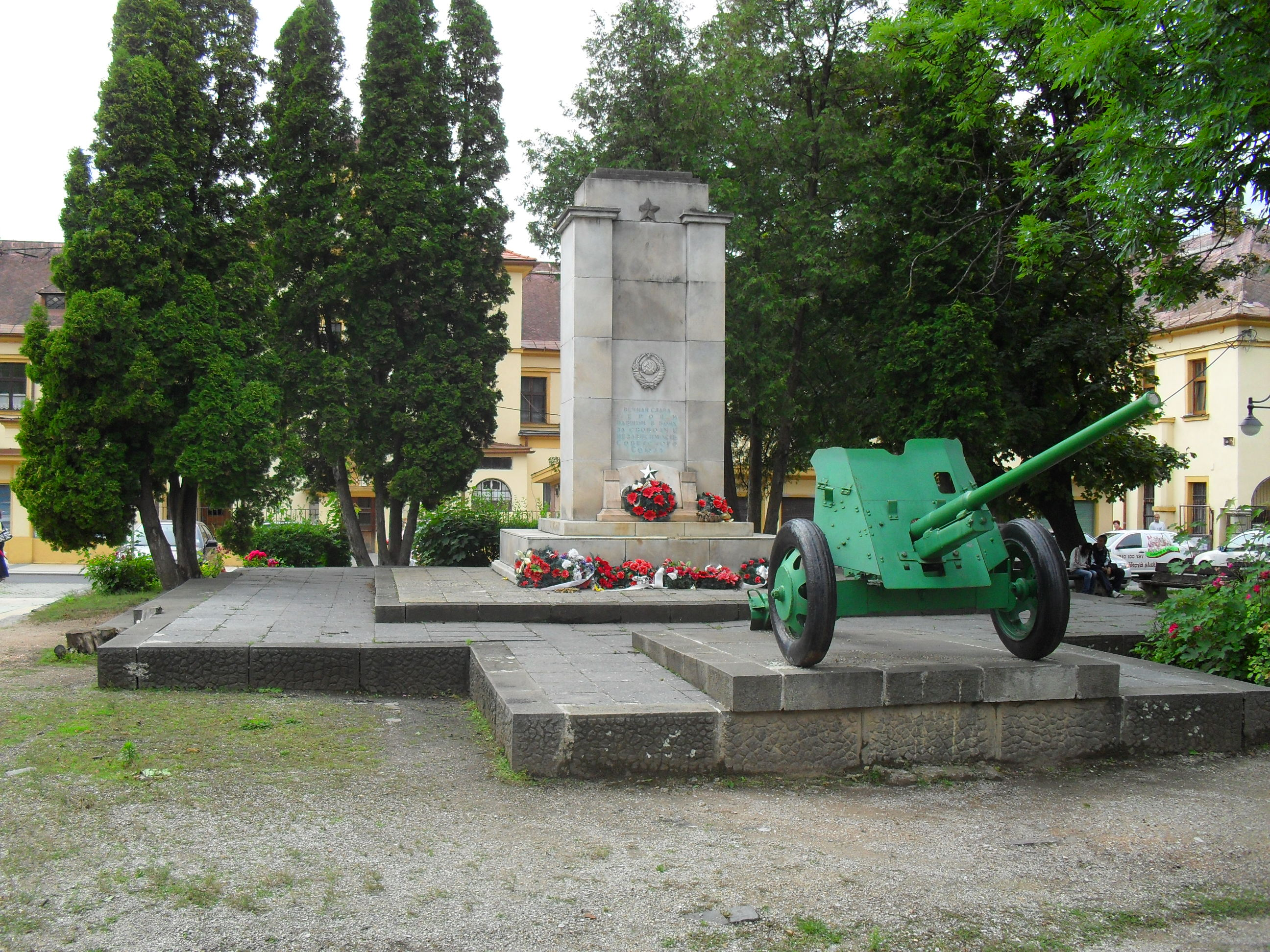
Szovjet katonai emlékmű
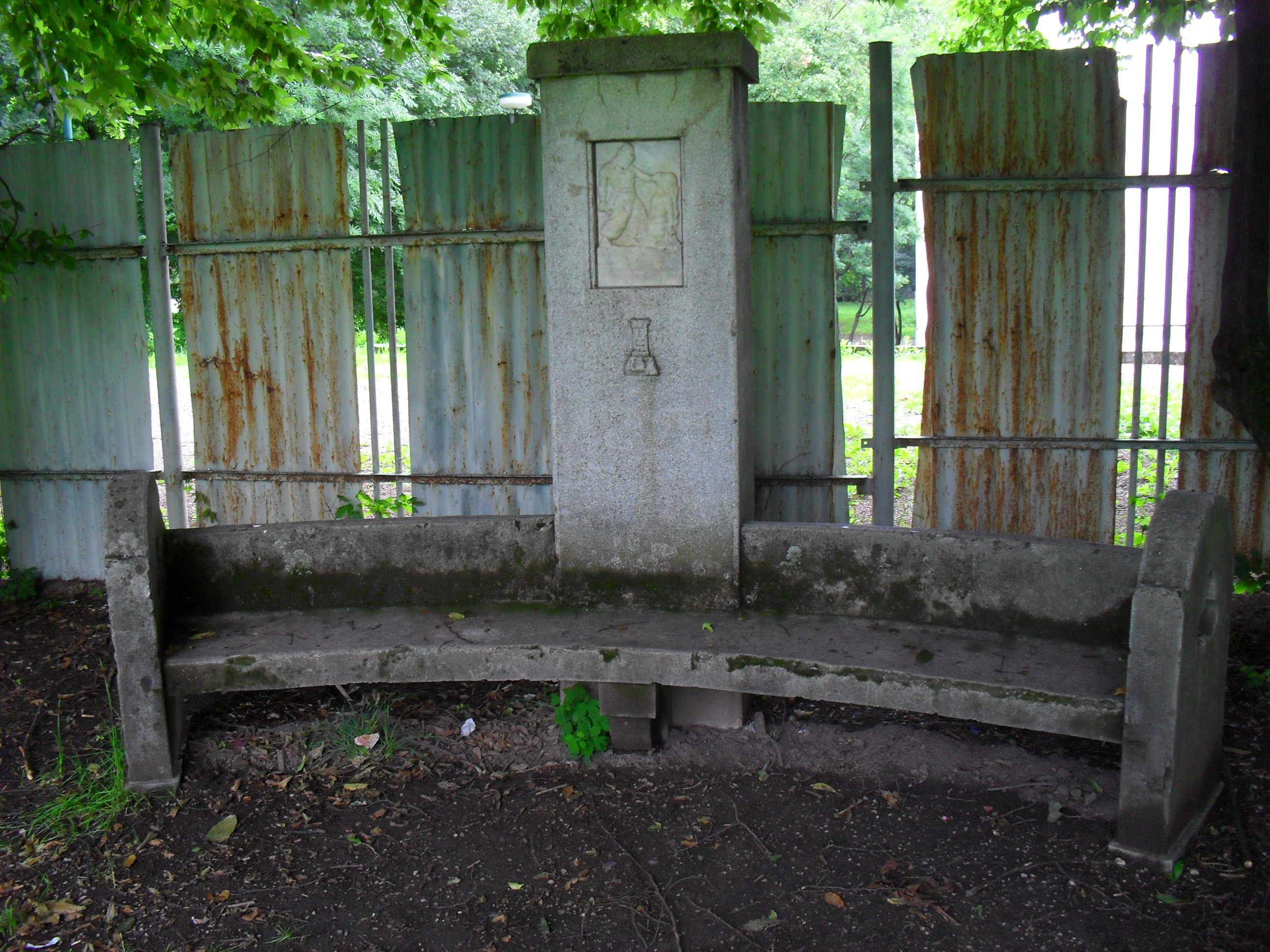
Emlékpad
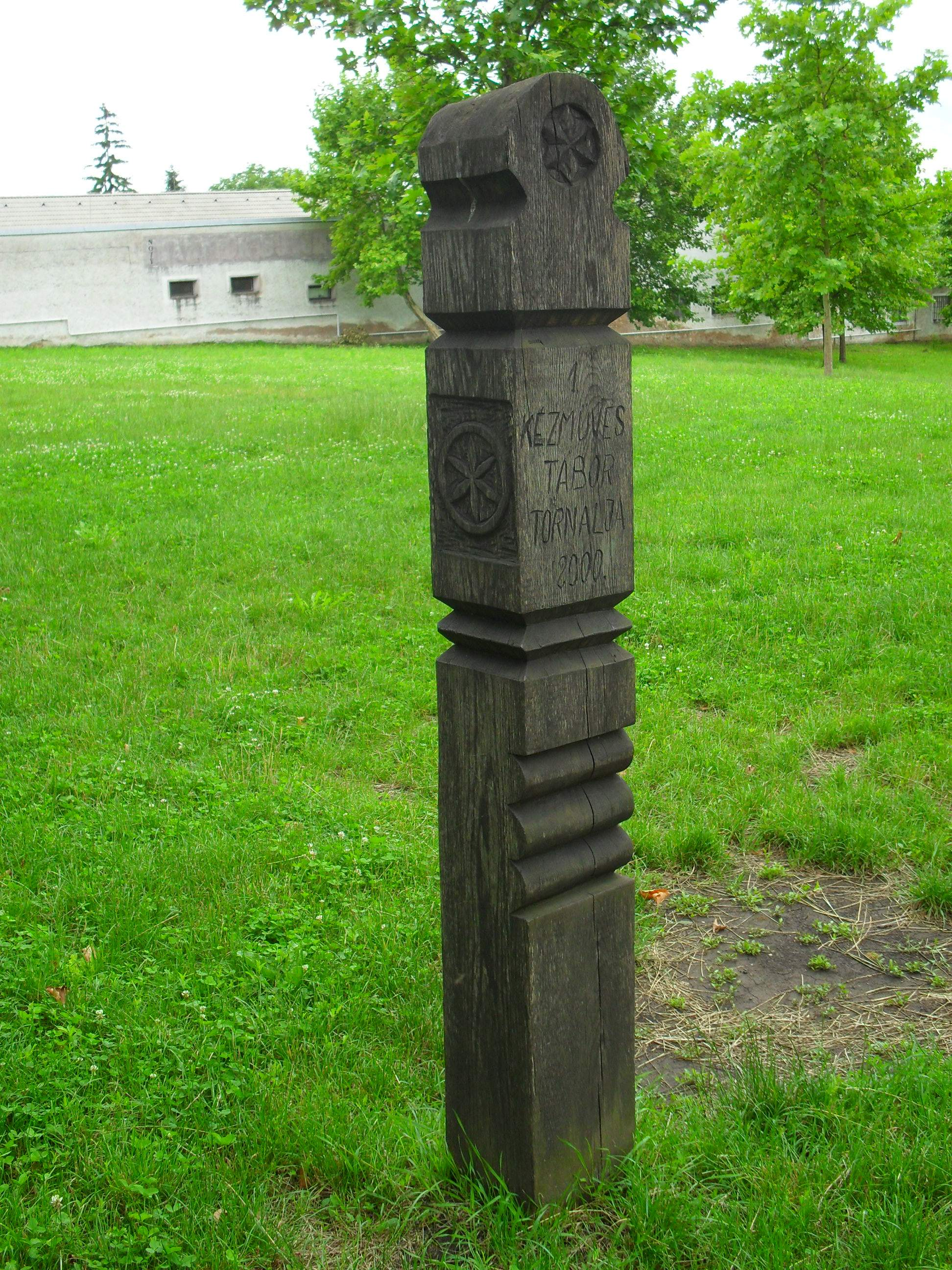
Kopjafa (2000)
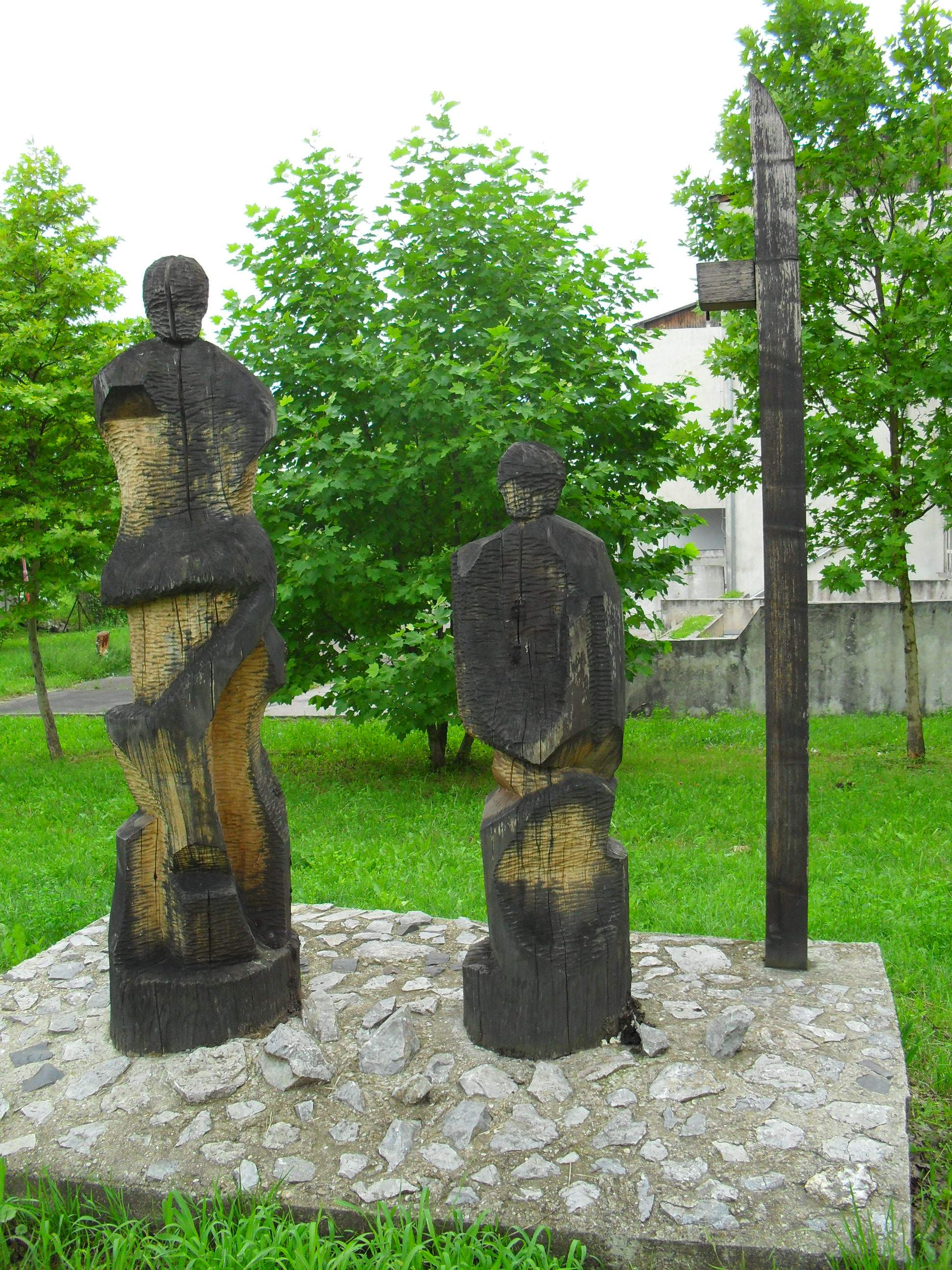
Faszobor a Kazinczy Ferenc Alapiskola udvarán
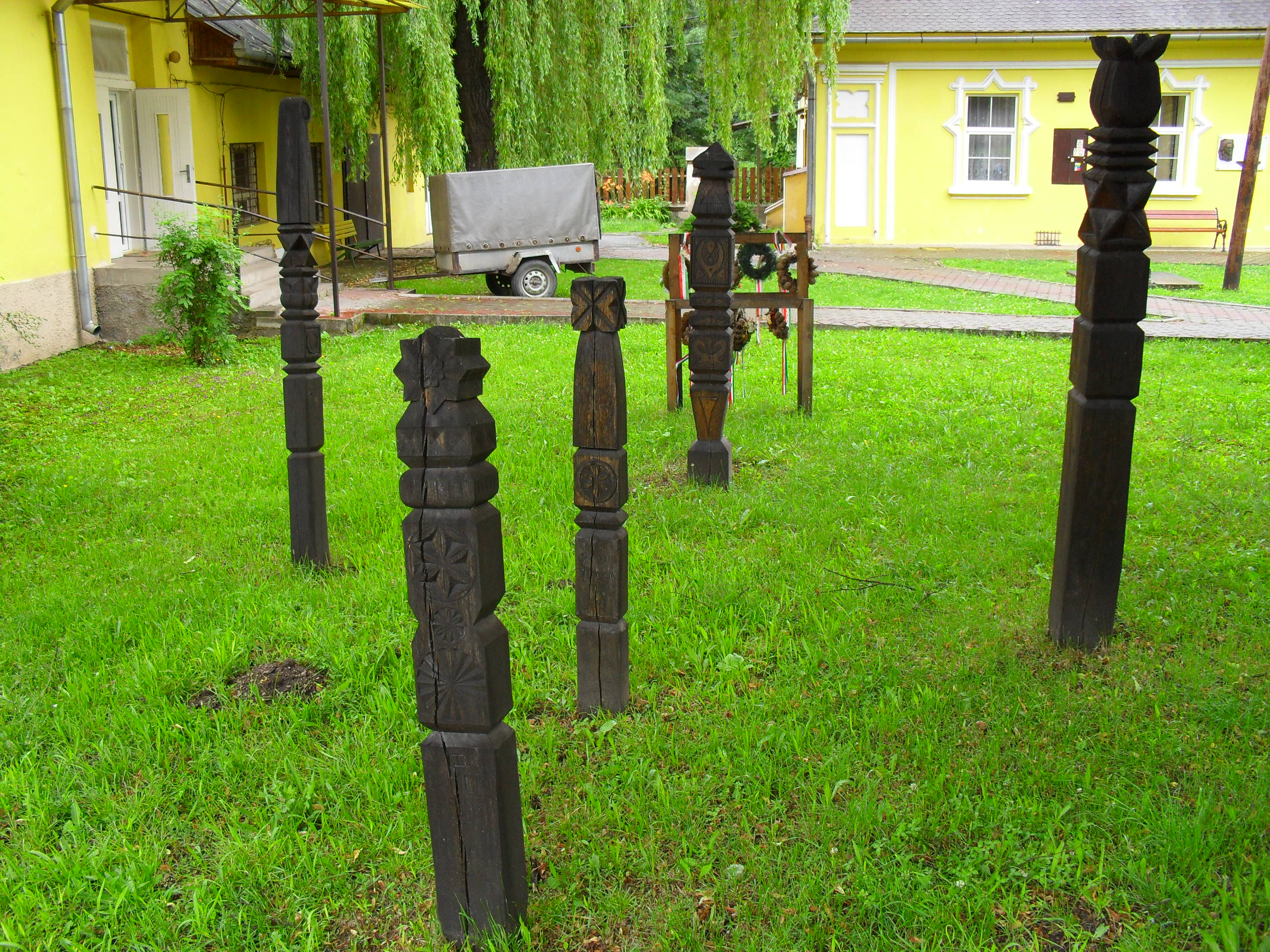
Kopjafa-park
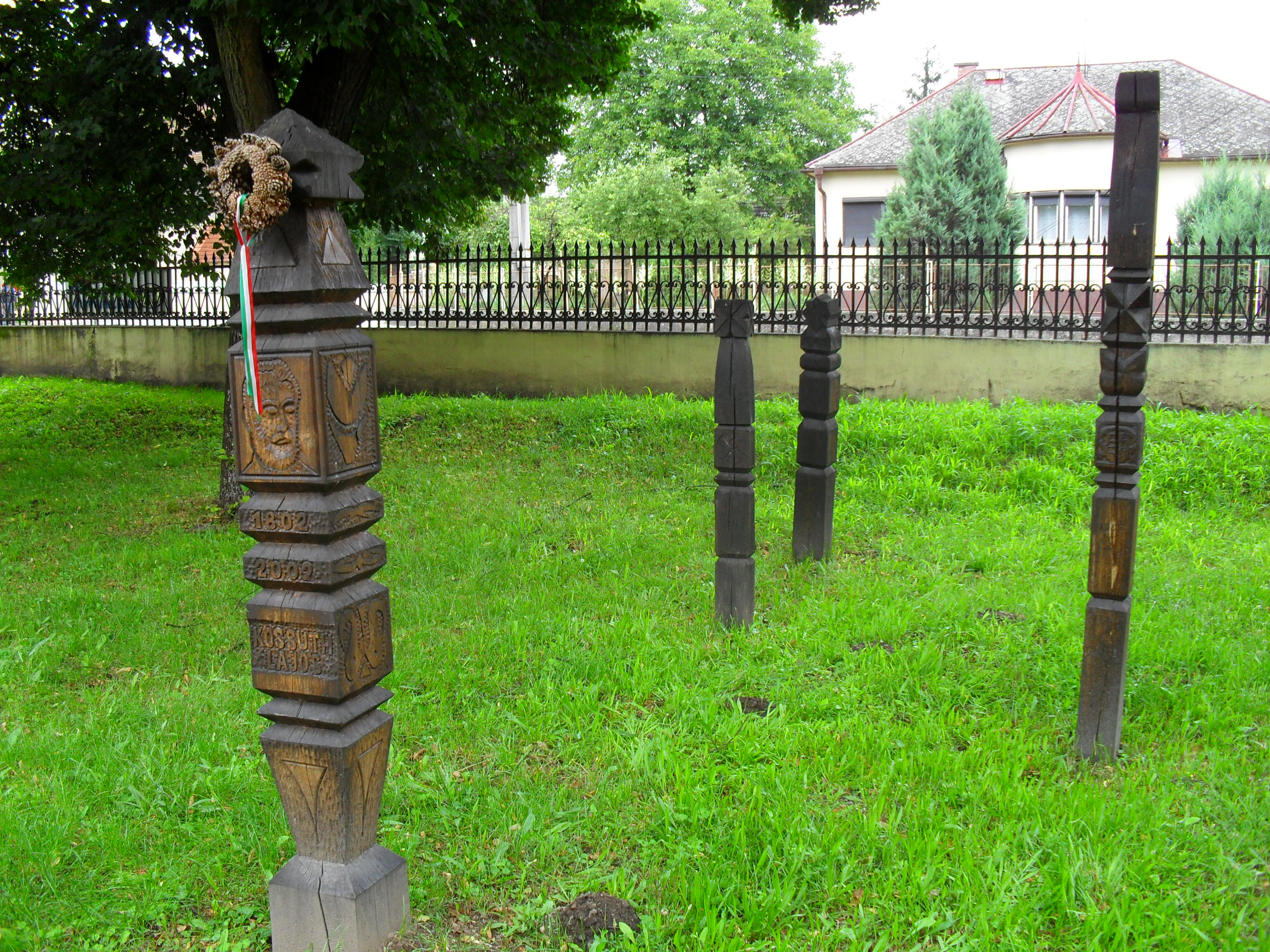
Kopjafa-park
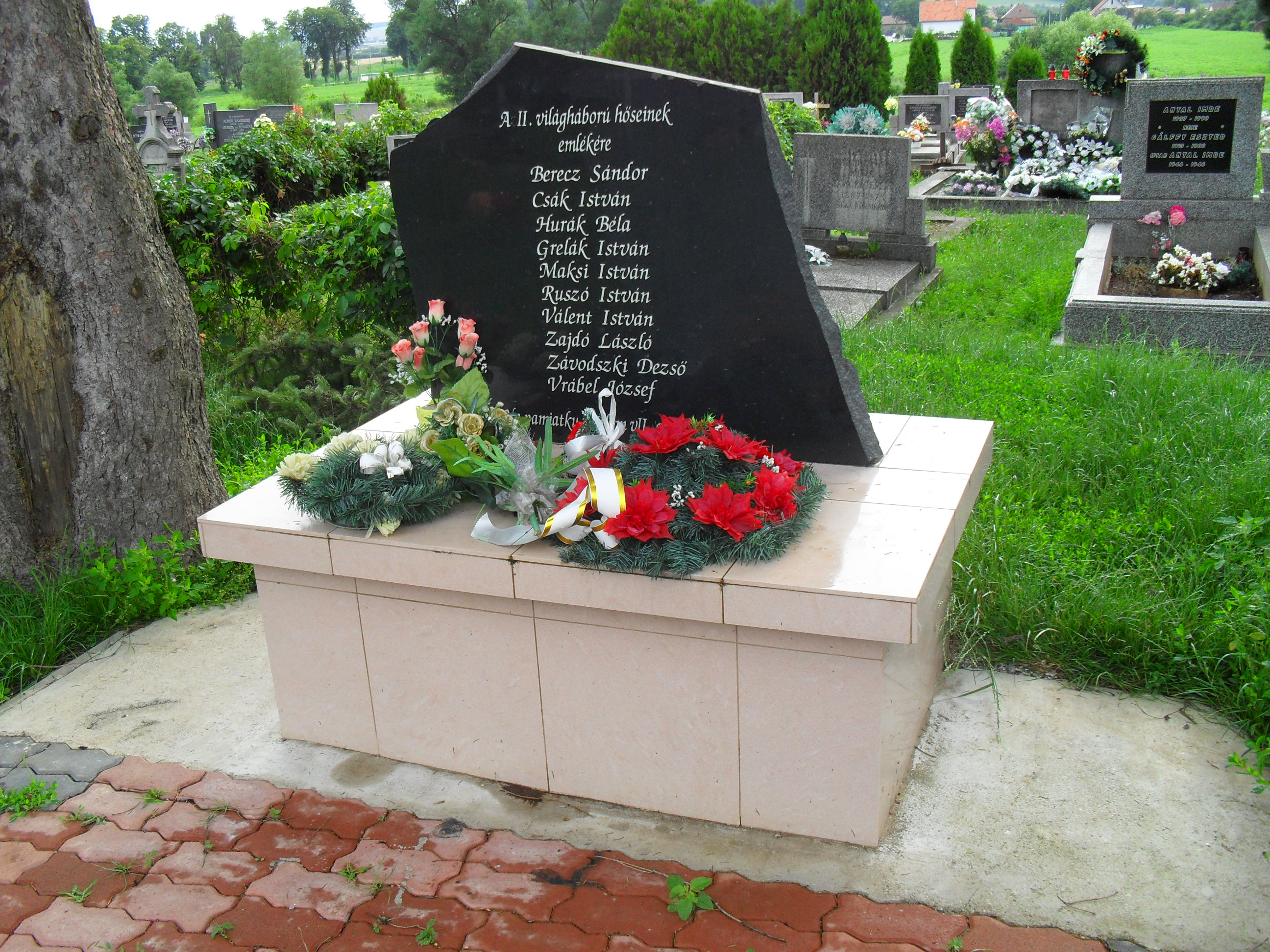
Második világháborús emlékmű (Sajószárnya)
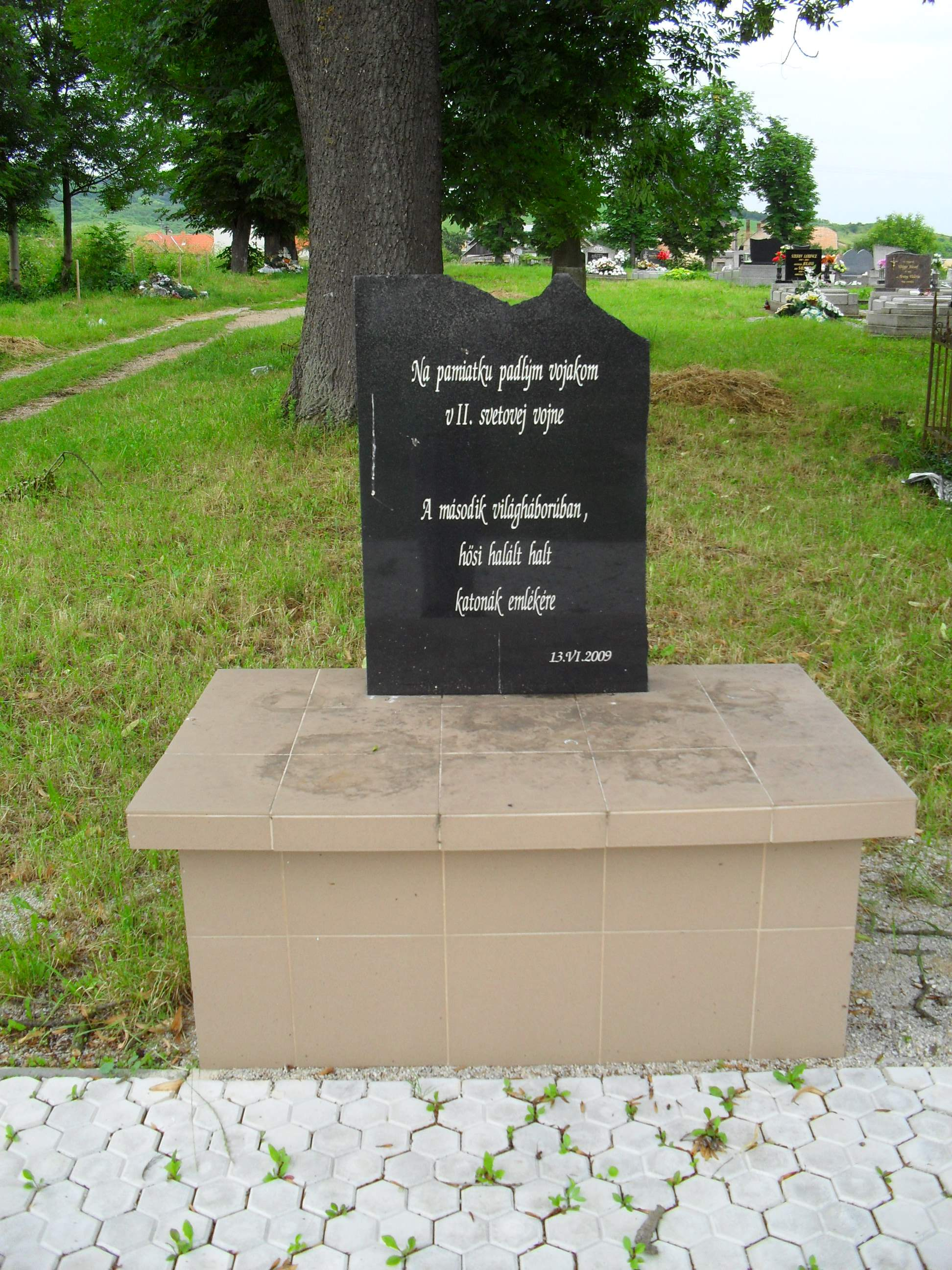
Második világháborús emlékmű (Beje)

### Emléktáblák
- Petőfi Sándor és Tompa Mihály emléktábláját 1994-ben helyezték el a bejei református templom falán.
- Kazinczy Ferenc és Kazinczy Lajos emléktáblája (2000. október 6.) a Tornallyay-kúria falán.
- Az egykori ipartestületi székház (jelenleg szabadidőközpont) falán 2007-ben emléktáblát helyeztek el. 2006. október 7-én Mikuláš Senko folklórszervező emléktábláját szintén az épület falán avatták fel.
- Az első világháború tornaljai halottainak emléktáblája a városháza első emeletén található.
- A gimnázium épületének falán 2005 óta emléktábla hirdeti, hogy itt működött 1958–1985 között a magyar nyelvű Mezőgazdasági Műszaki Szakközépiskola.
- A református templomban 1936-ban felújítási emléktáblát és P. Tatai Sámuel gályarab prédikátor emléktábláját helyezték el.
- Emléktáblák a temető bejáratánál.
- „Európai művészetek tere"-alapkő a főtéren (2007. április 14.).
- A városháza falán találhatóak Péntek Sándor és Nagy István tornaljai kommunisták emléktáblái, melyeket 1961. december 19-én helyeztek el.
- A főtér sarkán álló épületben alakult meg 1923-ban a CSKP helyi szervezete, ennek emlékére emléktáblát helyeztek el.
- Malinovszkij marsall emléktábláját 1959-ben helyezték el a rendőrség épületének falán.

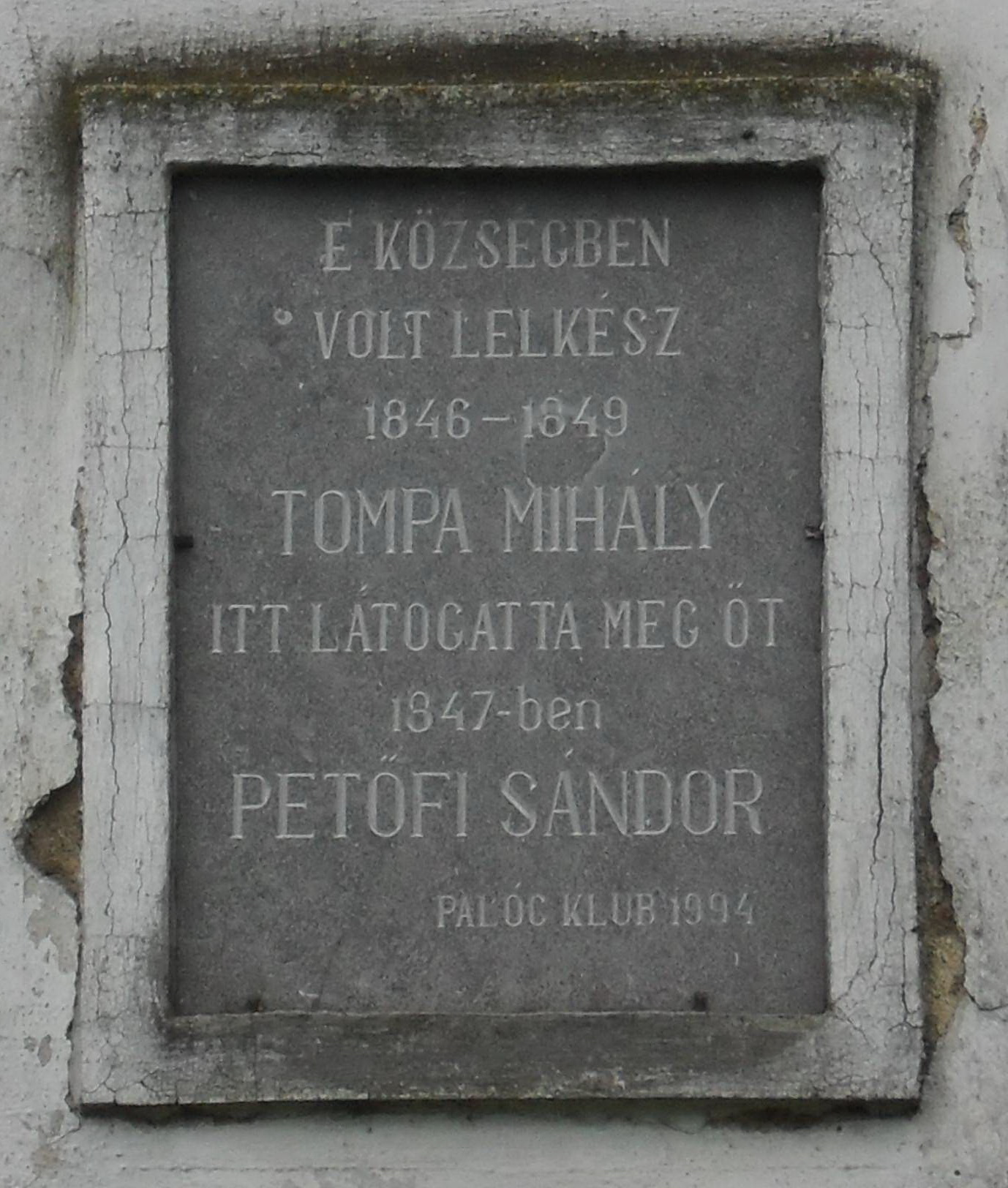
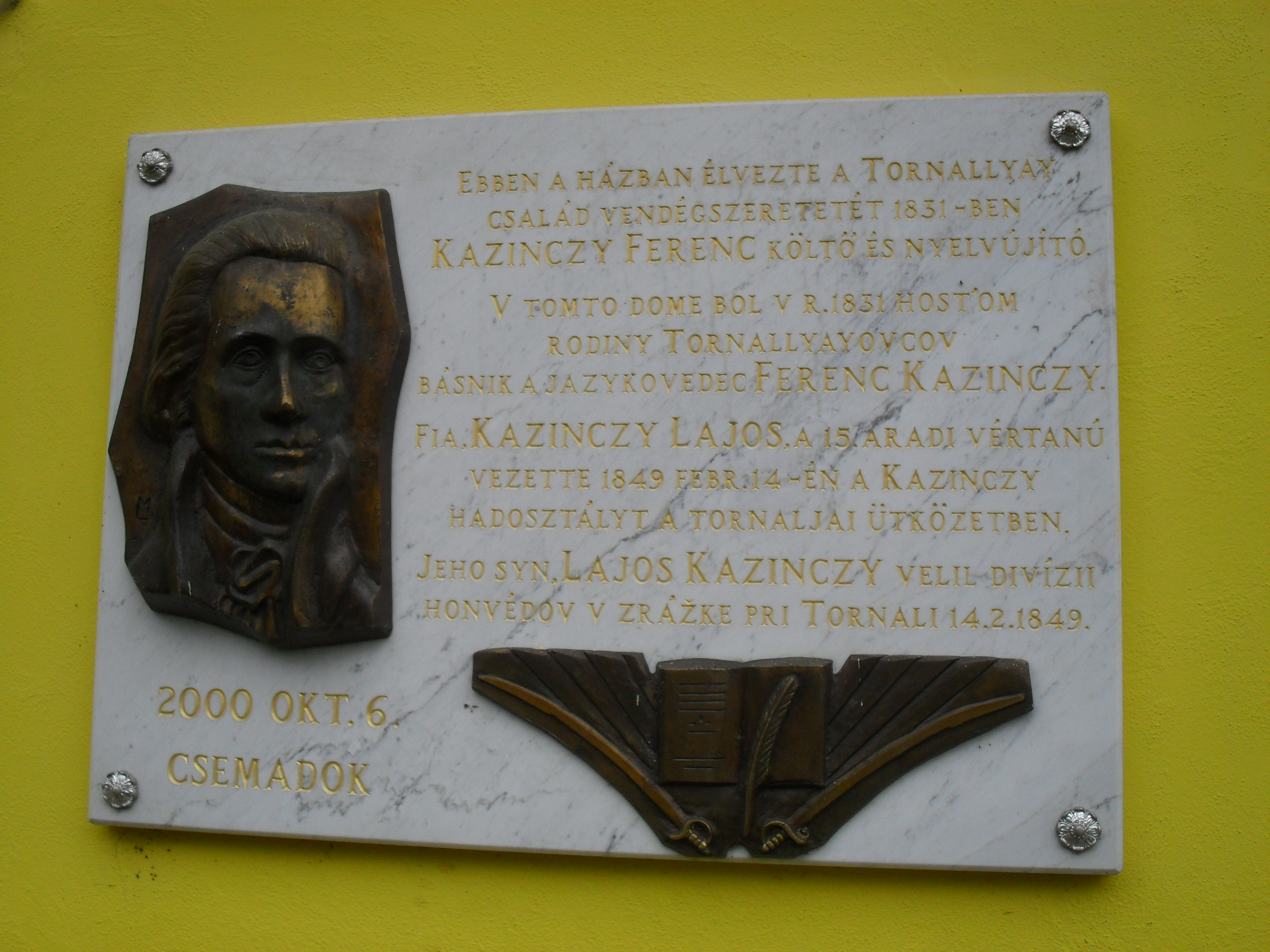
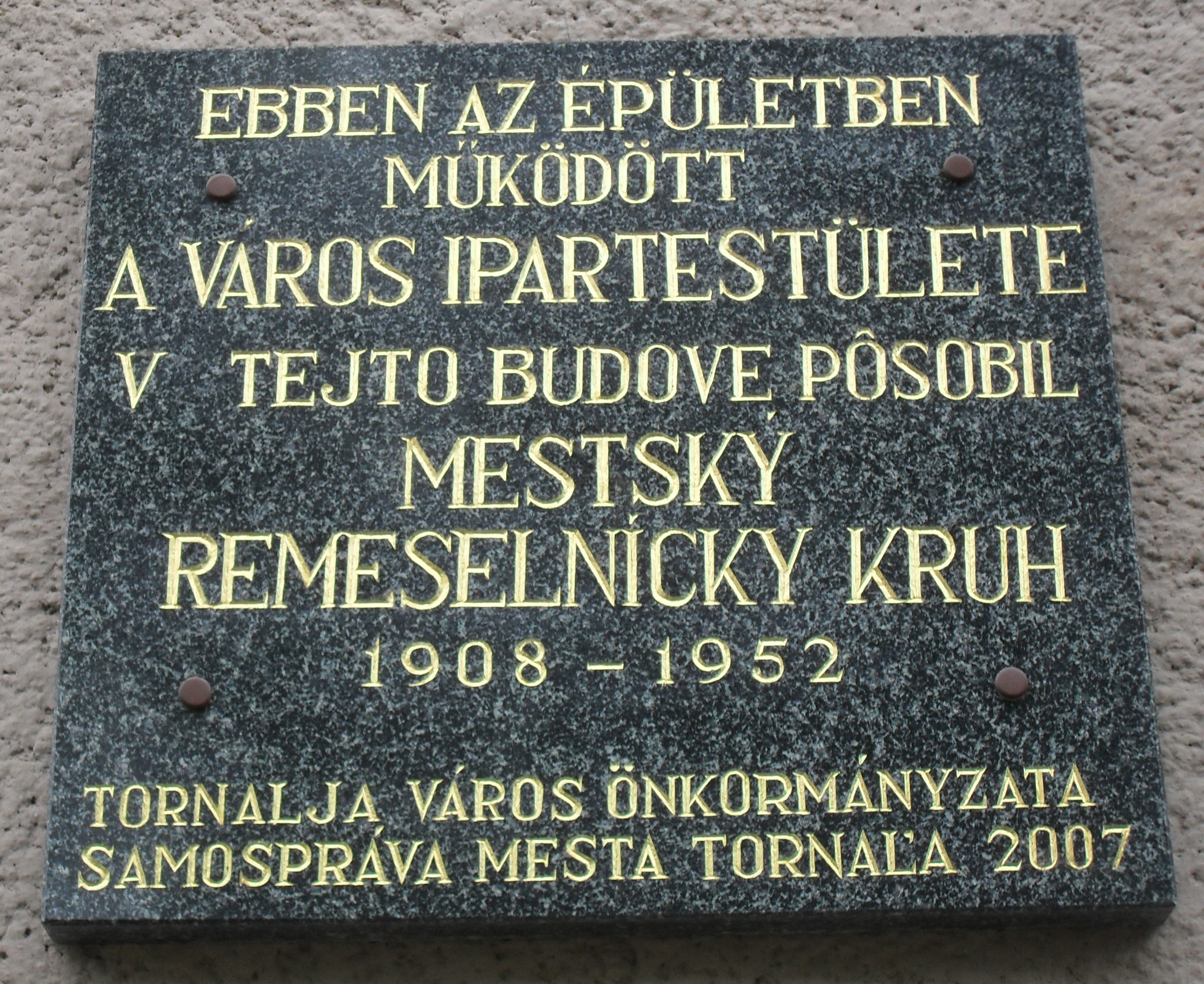
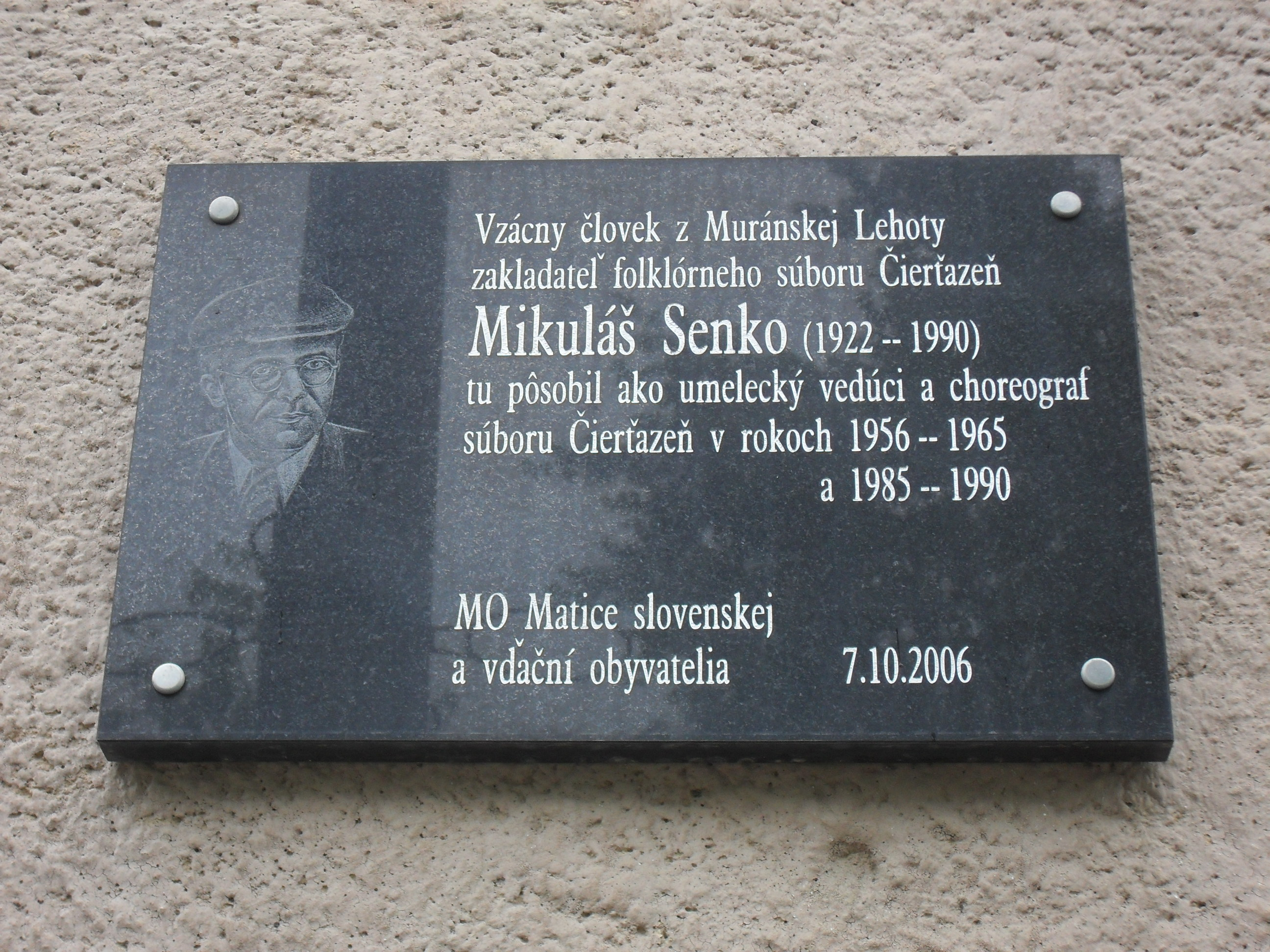
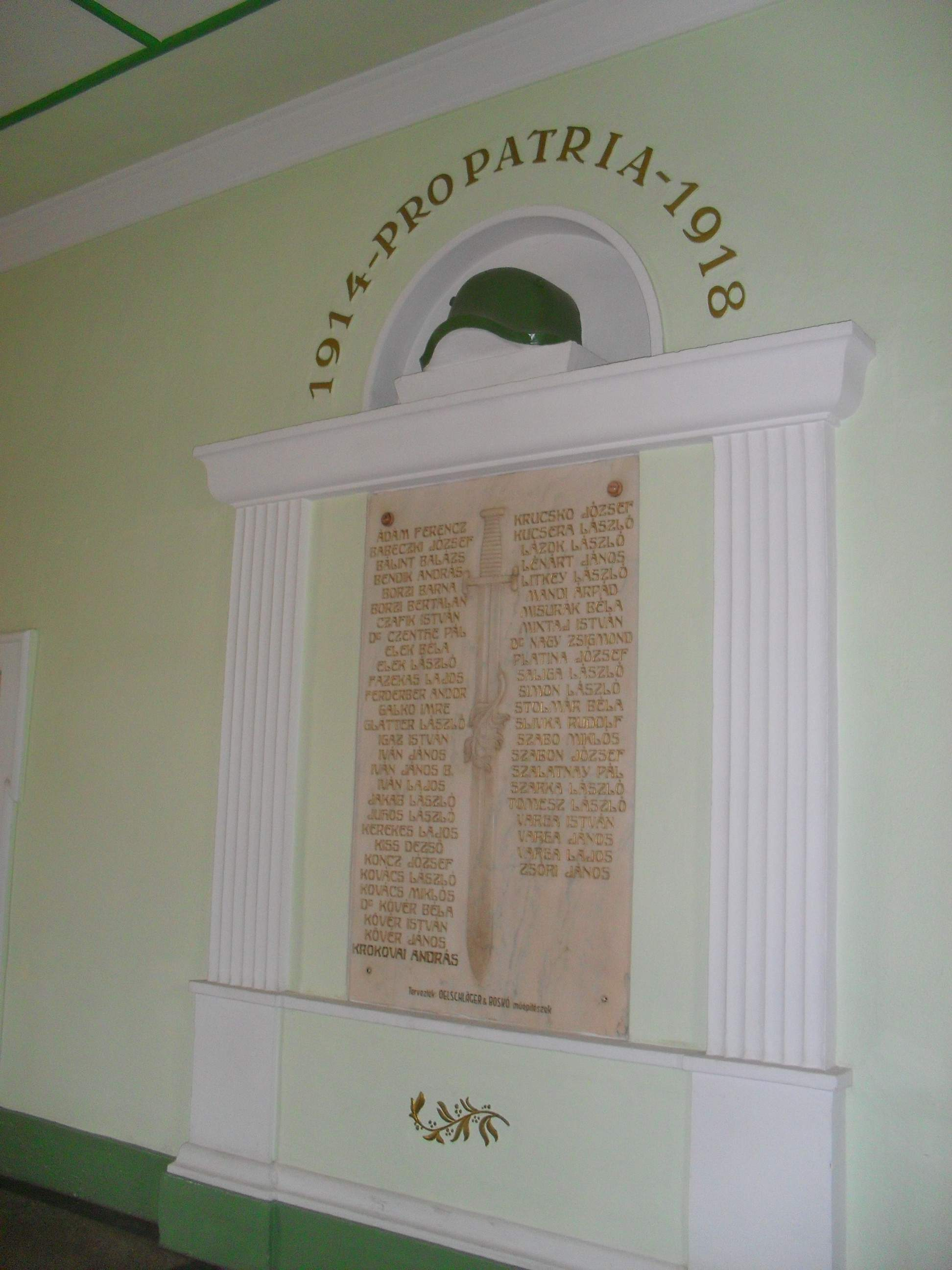
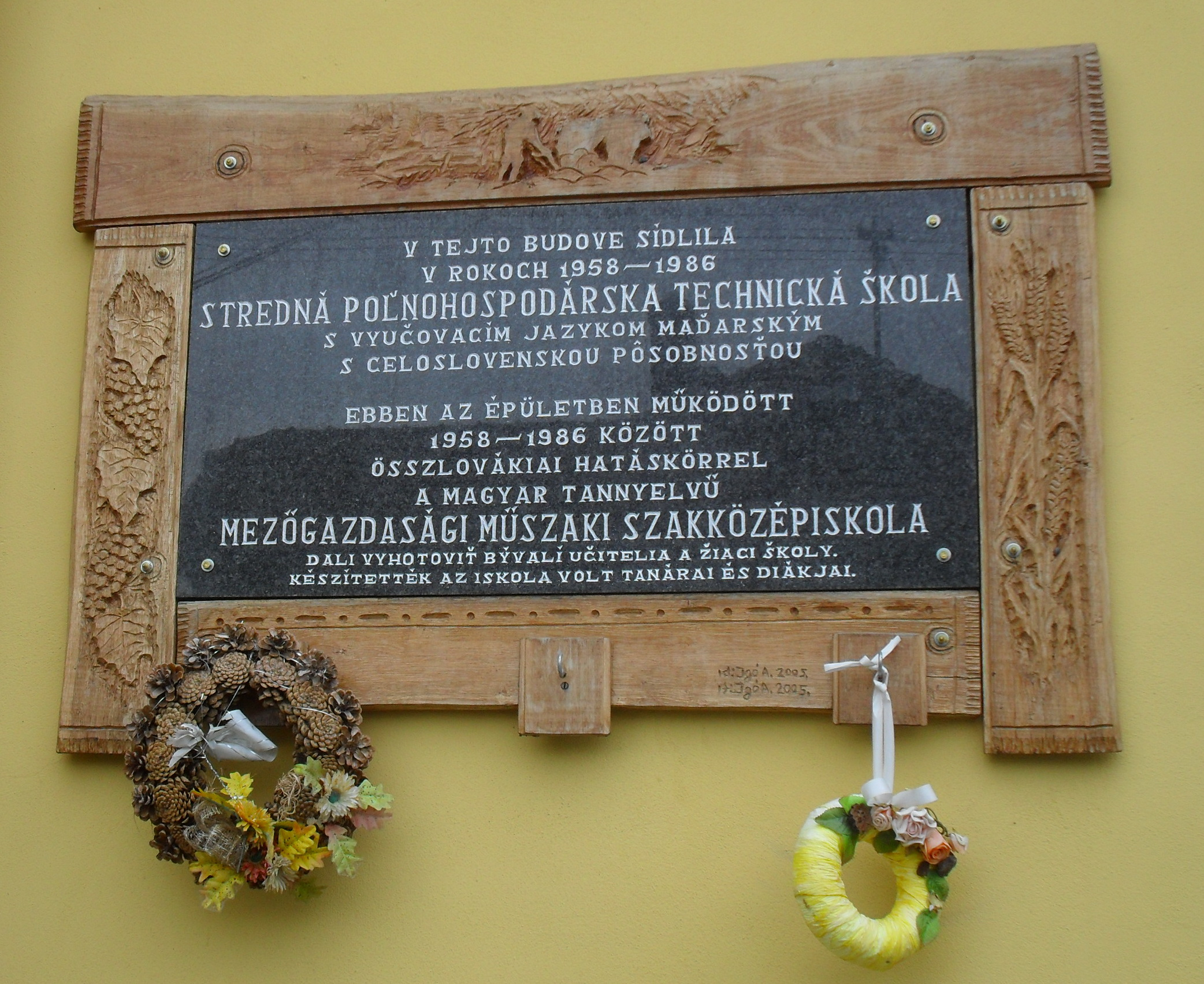
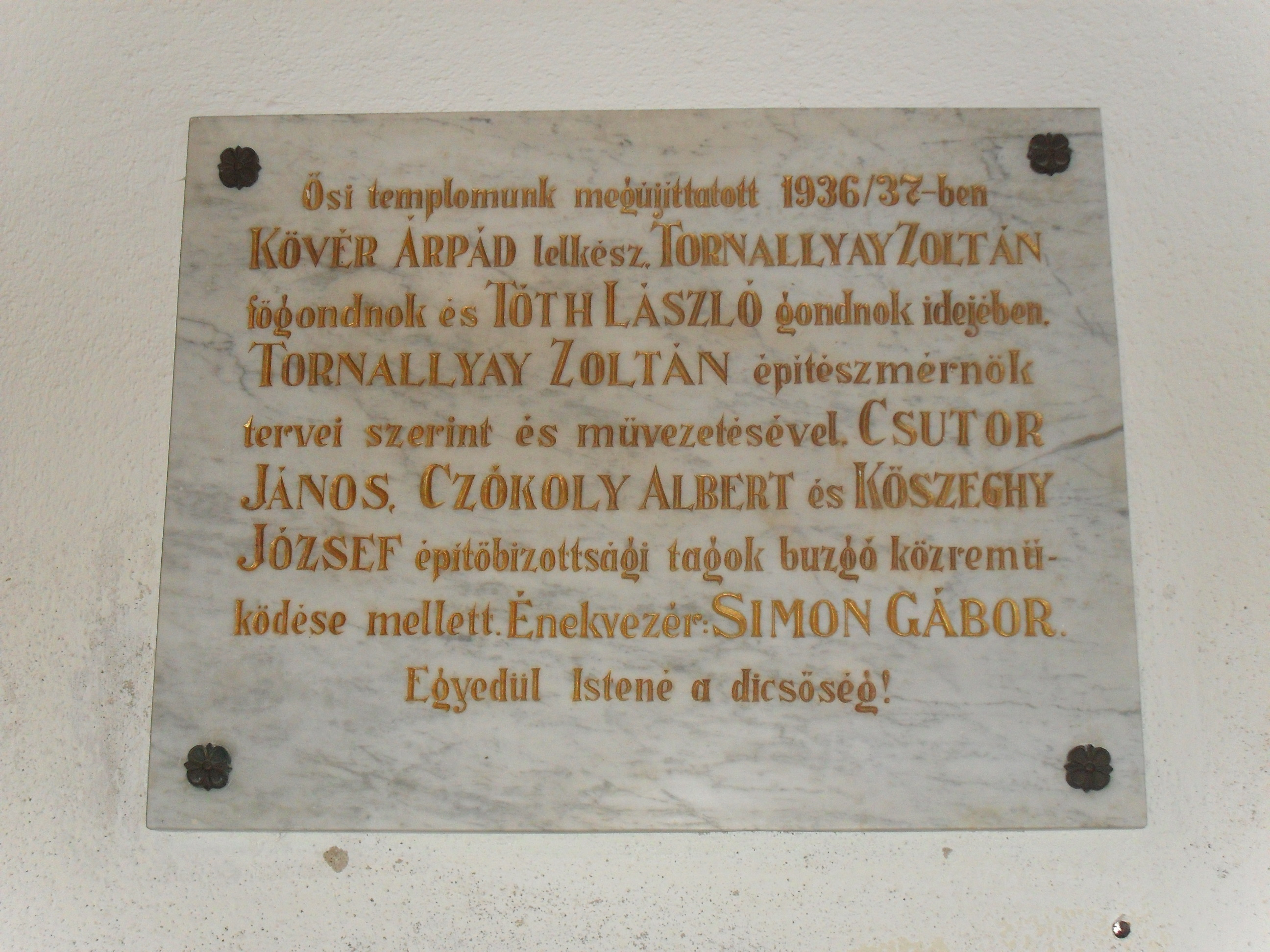
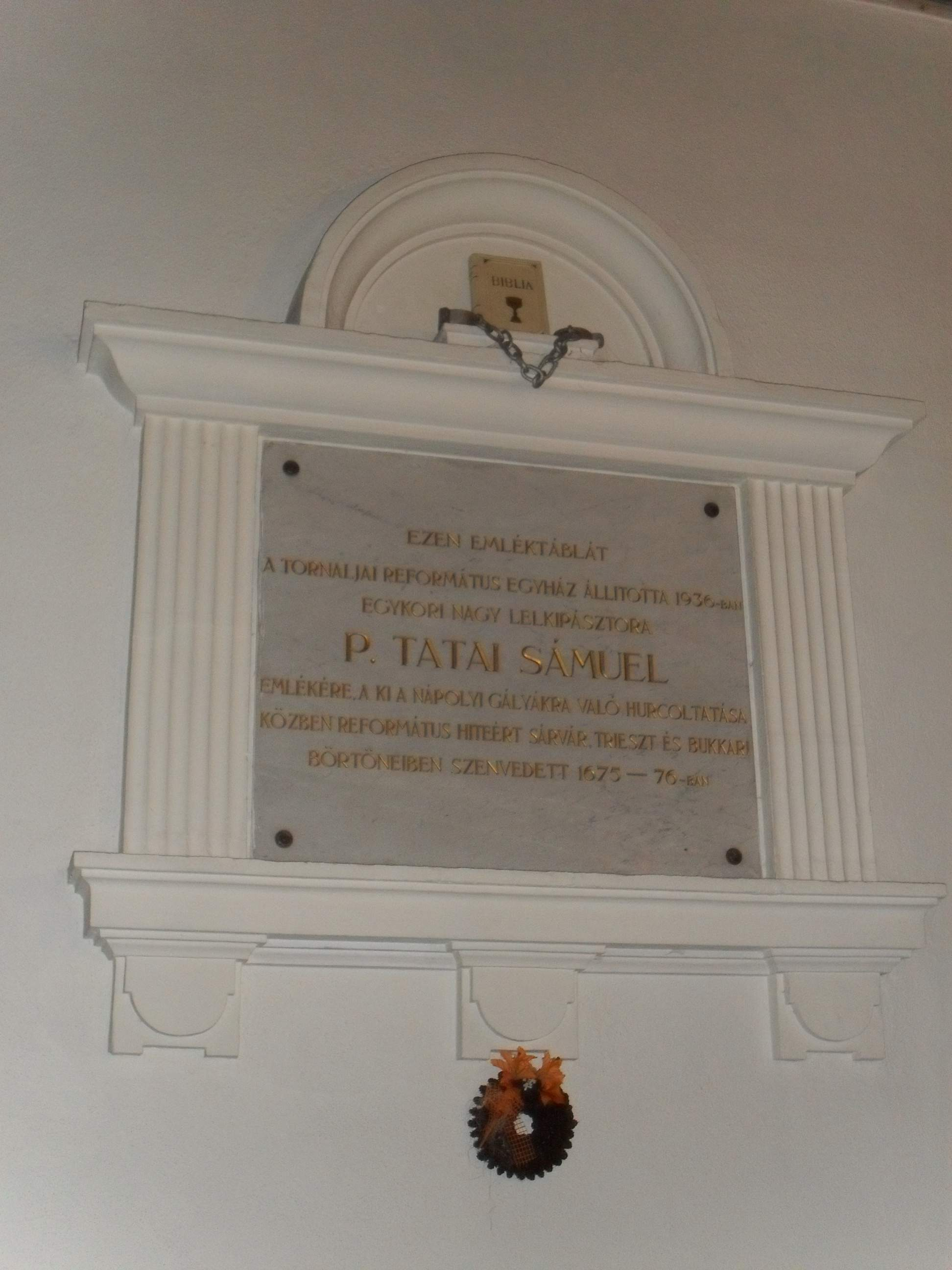
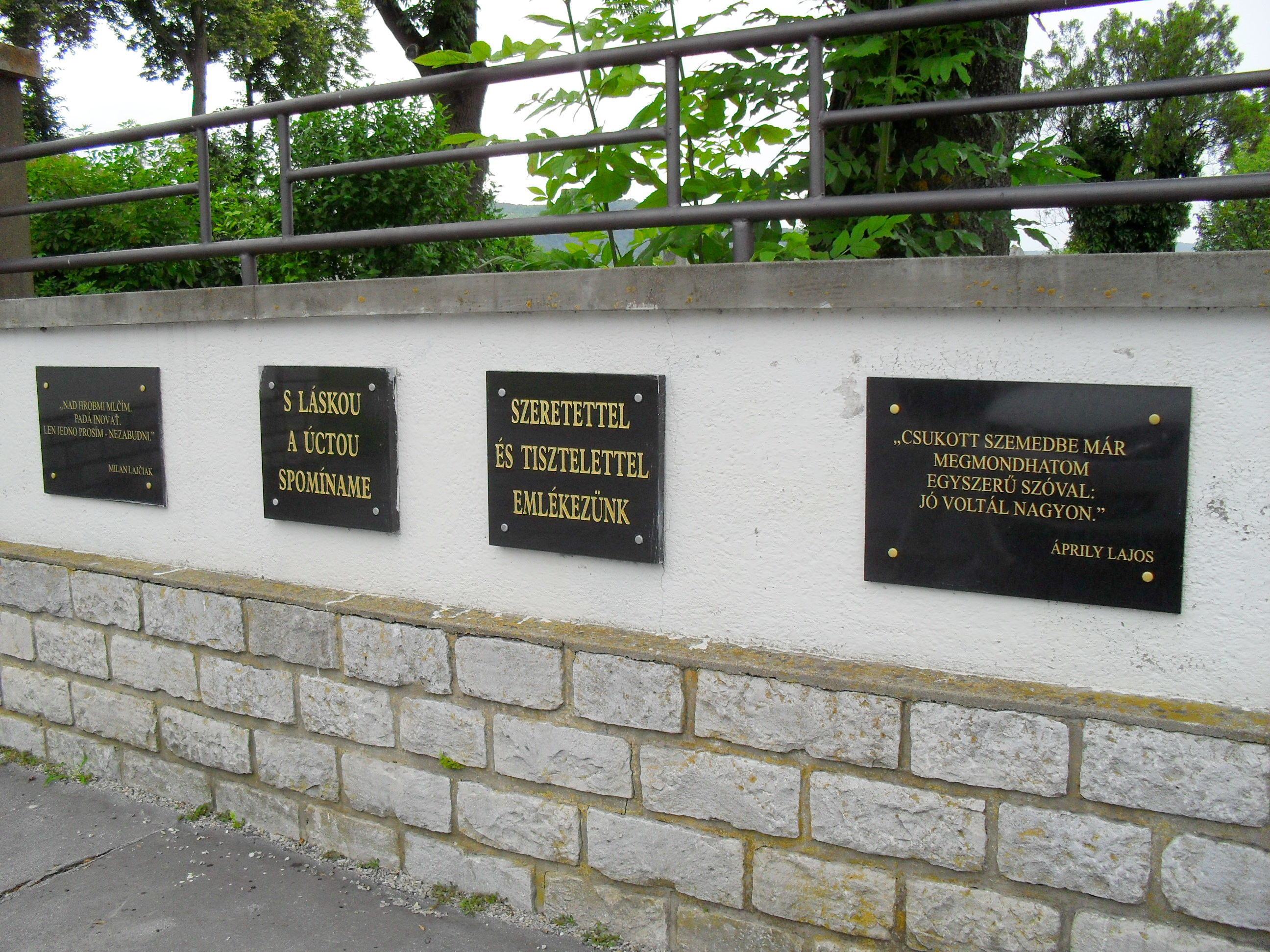
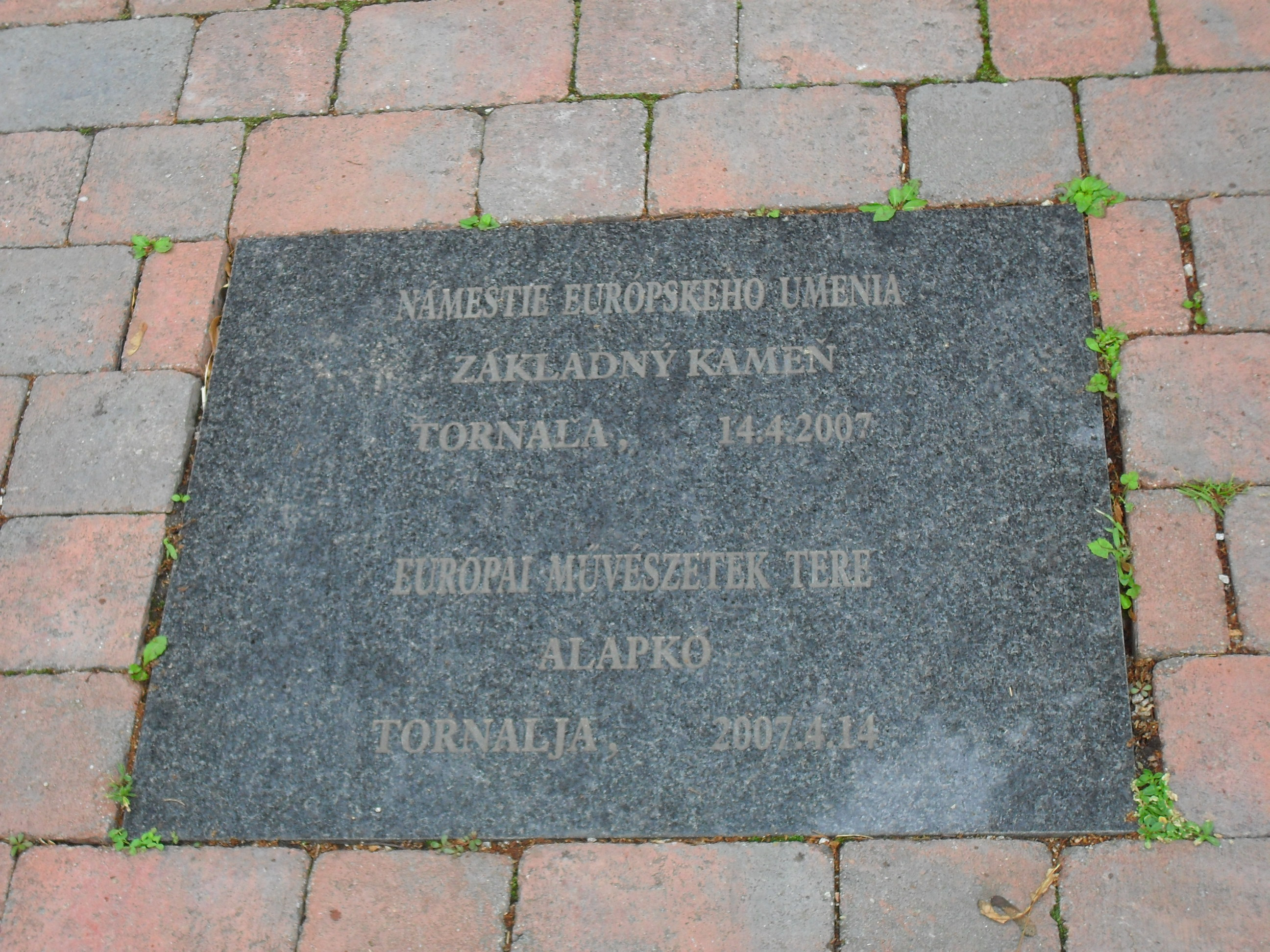
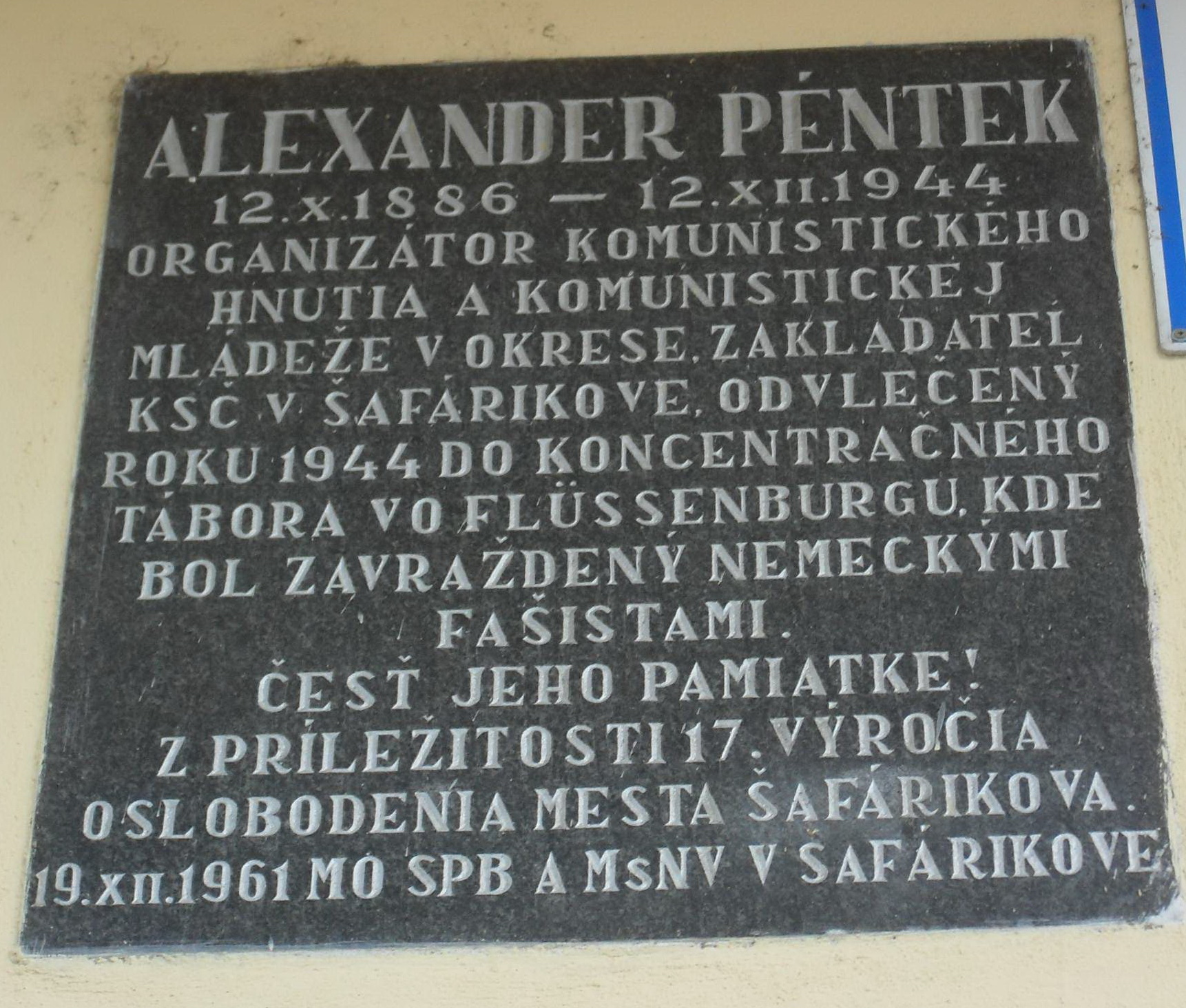
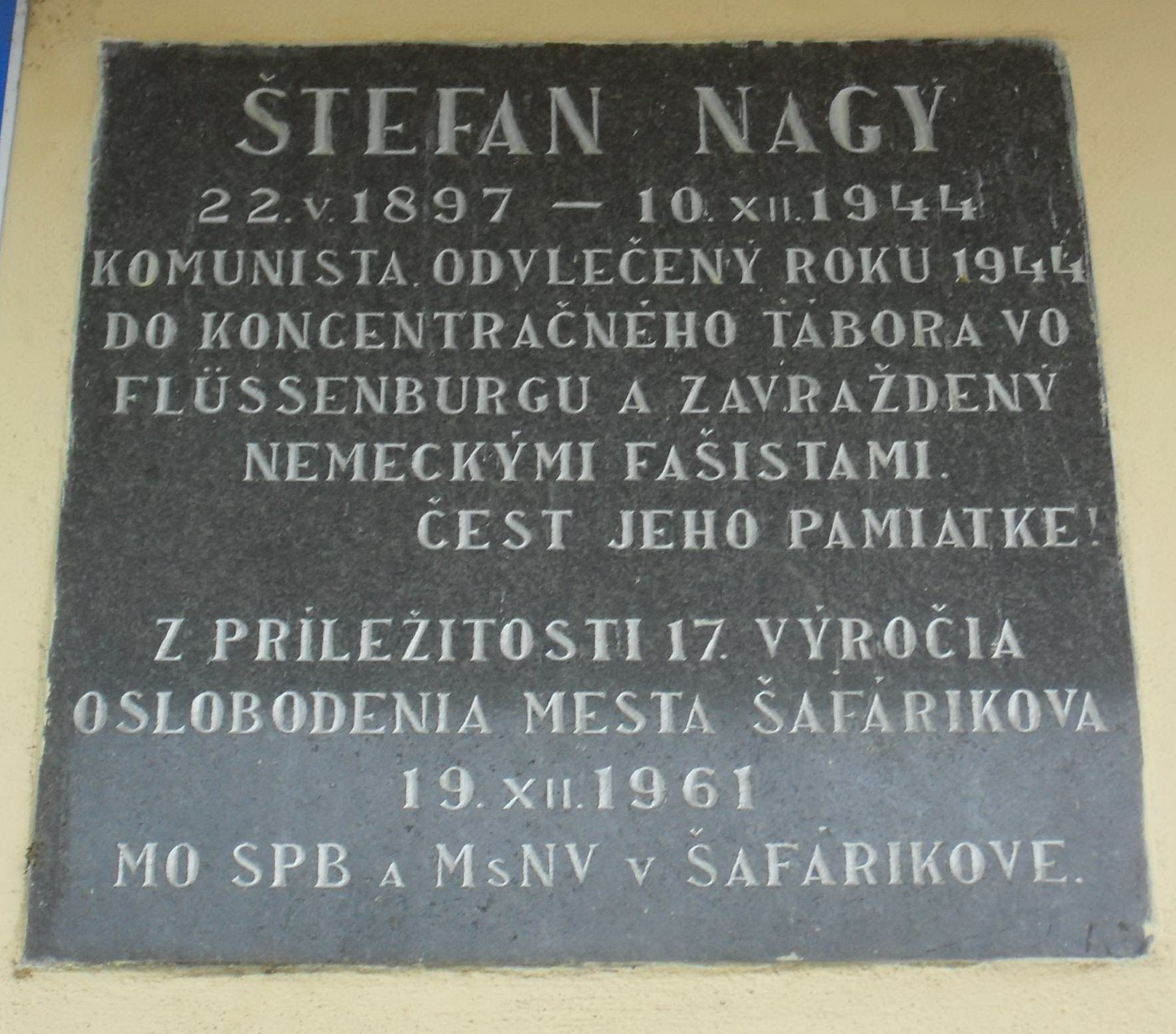
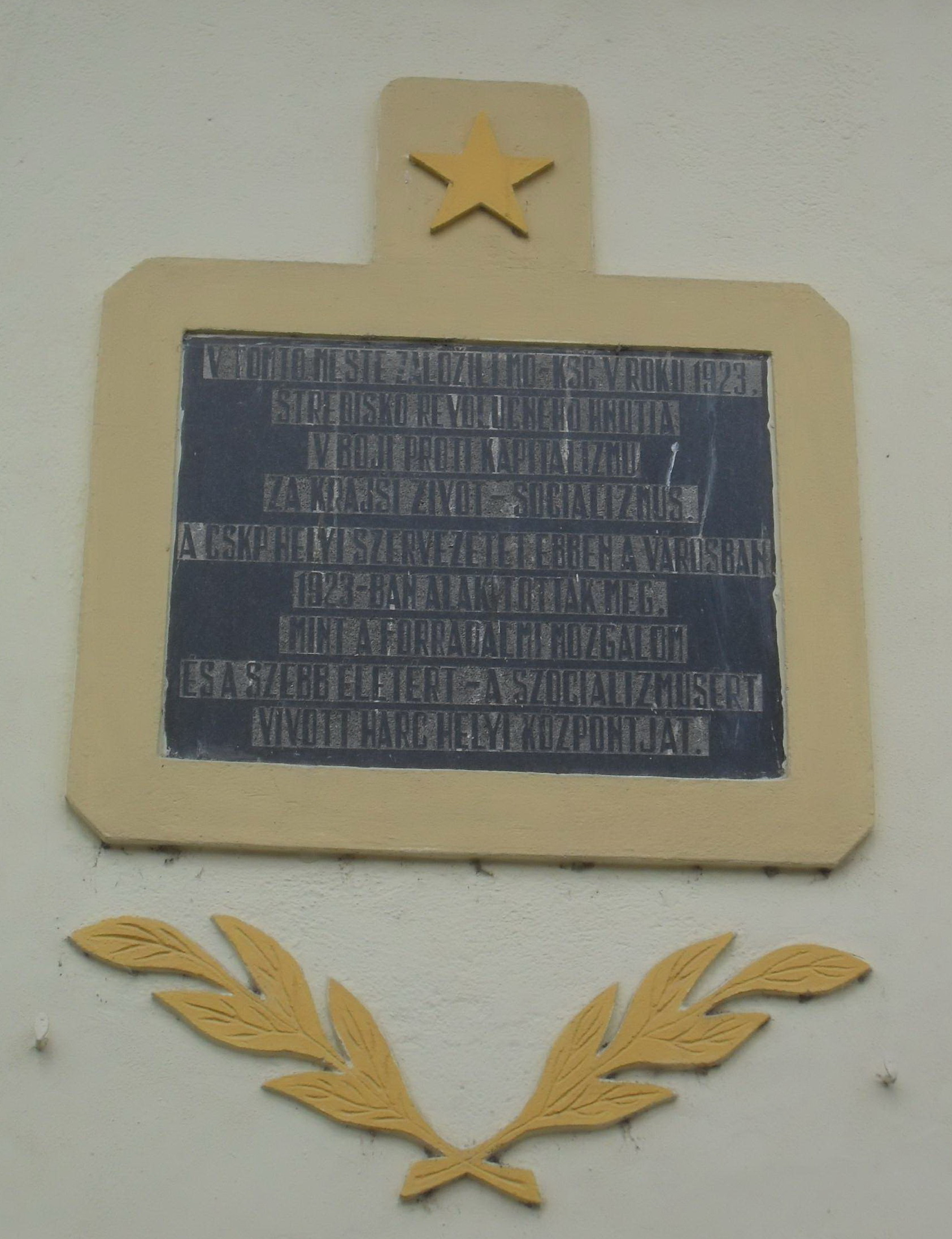
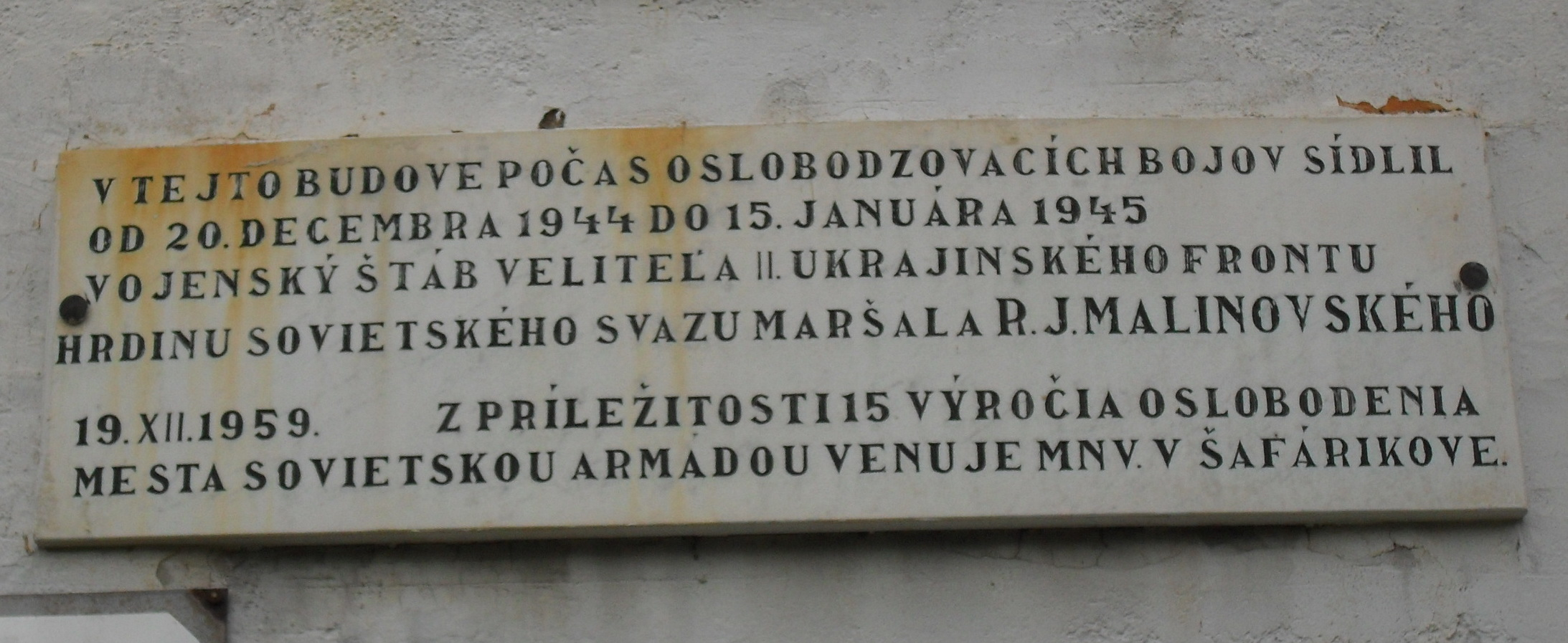

## Neves személyek
- Sajókirályin született 1793-ban Szentmiklóssy Alajos író, költő.
- Itt született 1803-ban Czente István katolikus pap, költő.
- Itt született 1882-ben Tornallyay Zoltán építész, Pecz Samu, Schulek Frigyes és Hauszmann Alajos tanítványa.
- Itt született 1903-ban Basilides Barna festőművész, Rudnay Gyula tanítványa.
- Itt született 1949. január 24-én Miklós László ökológus, egyetemi tanár, politikus.

## Képtár

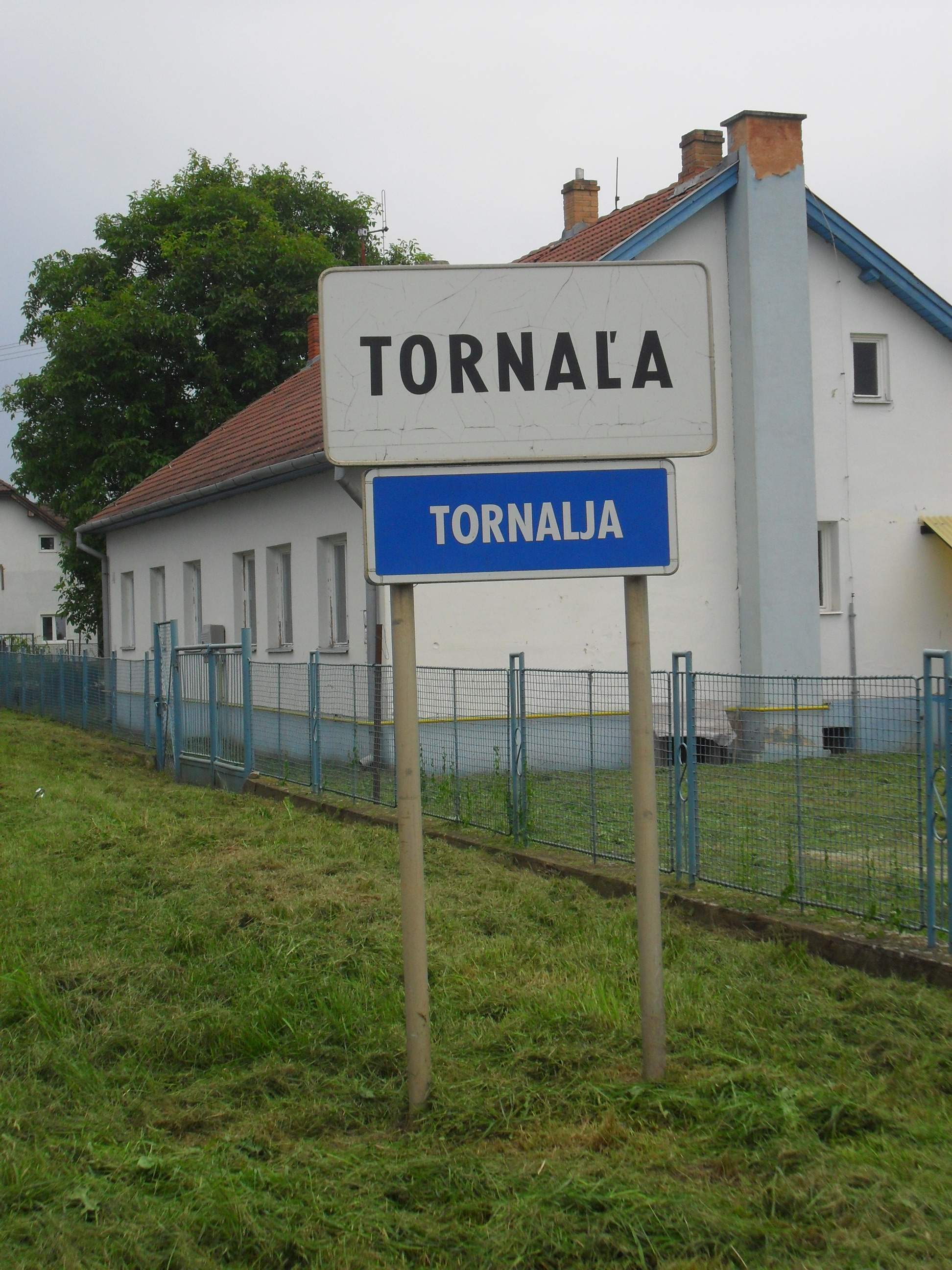
Kétnyelvű helységnévtábla
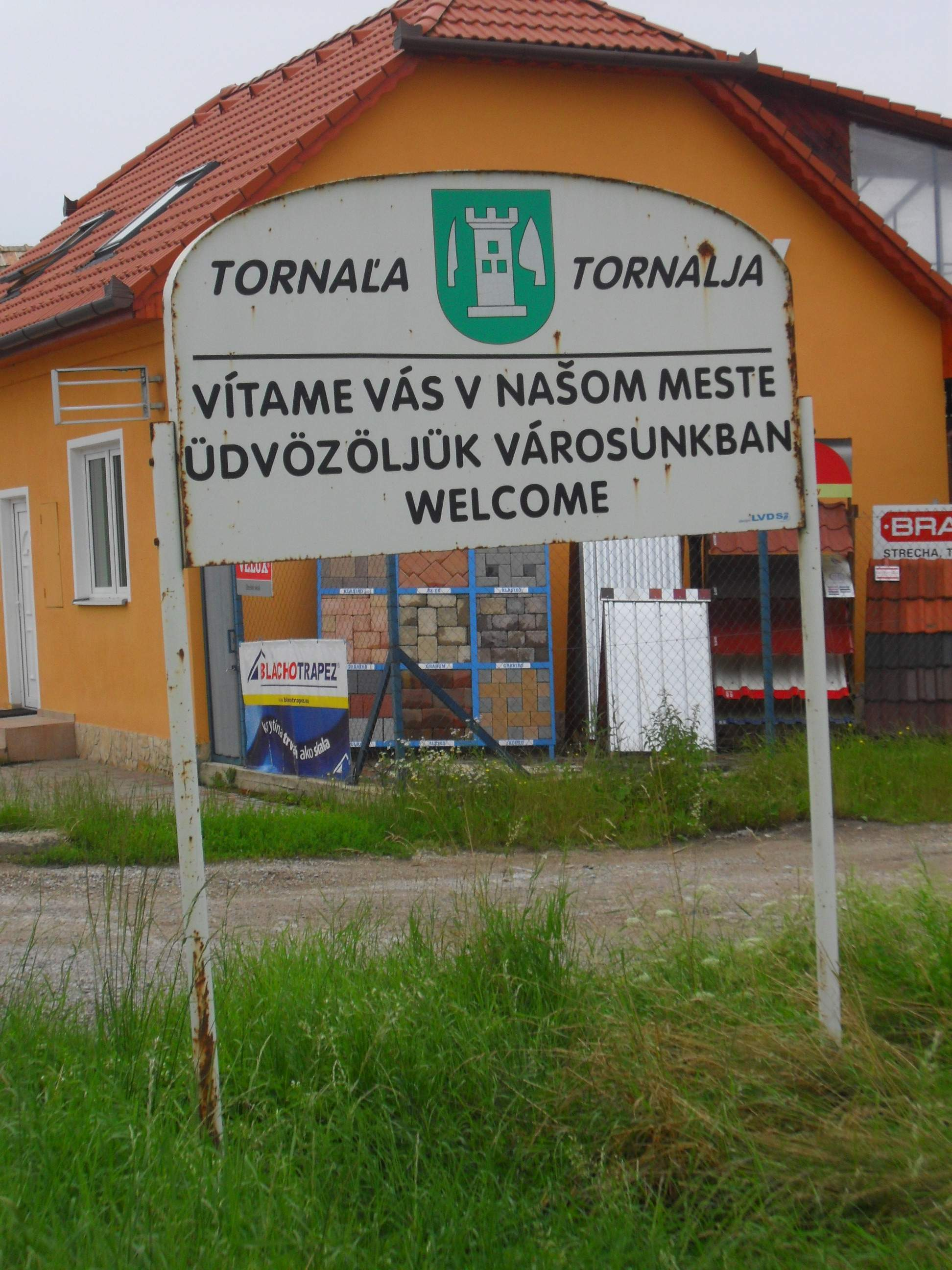
Üdvözlőtábla
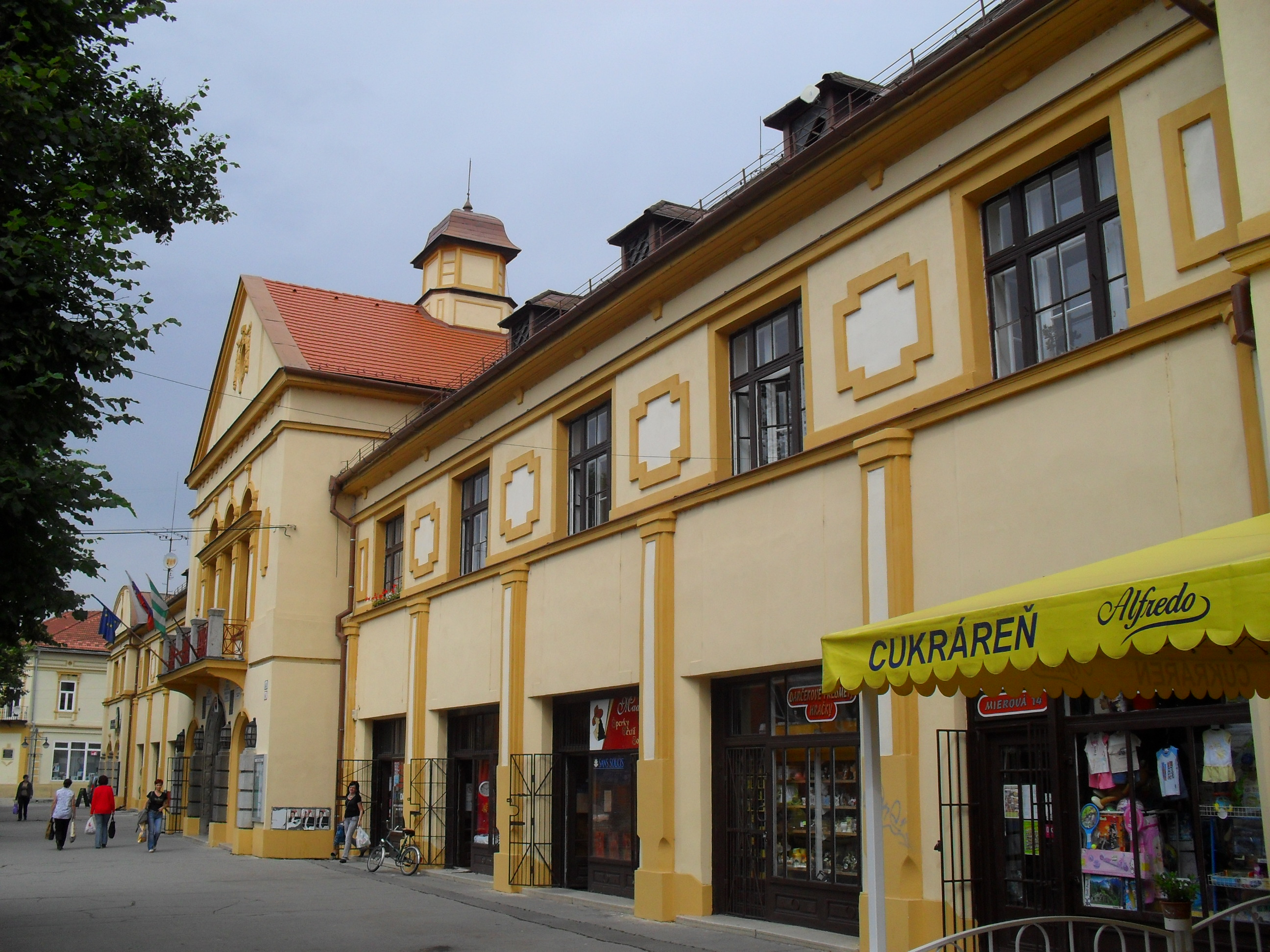
Városháza
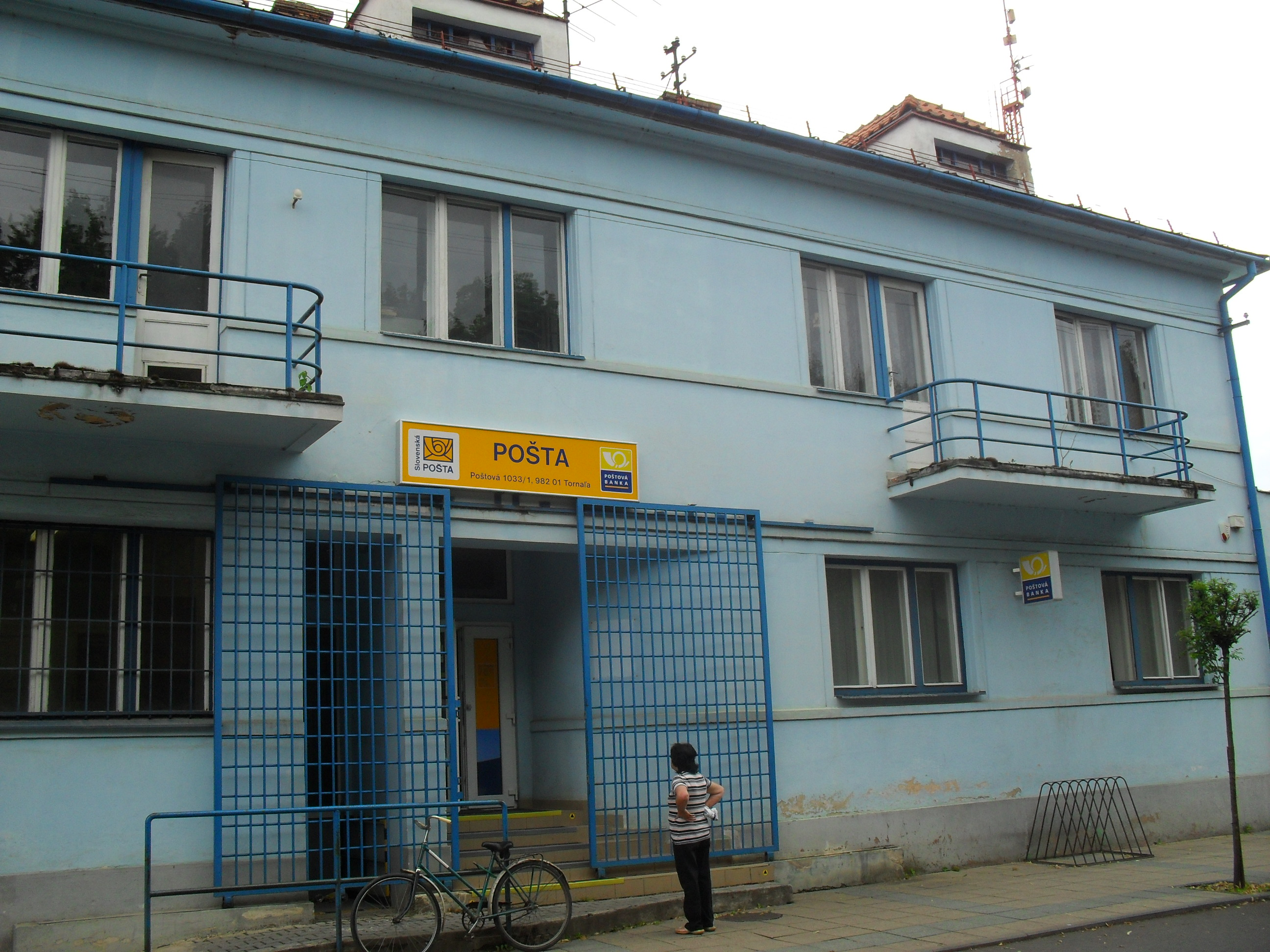
Posta
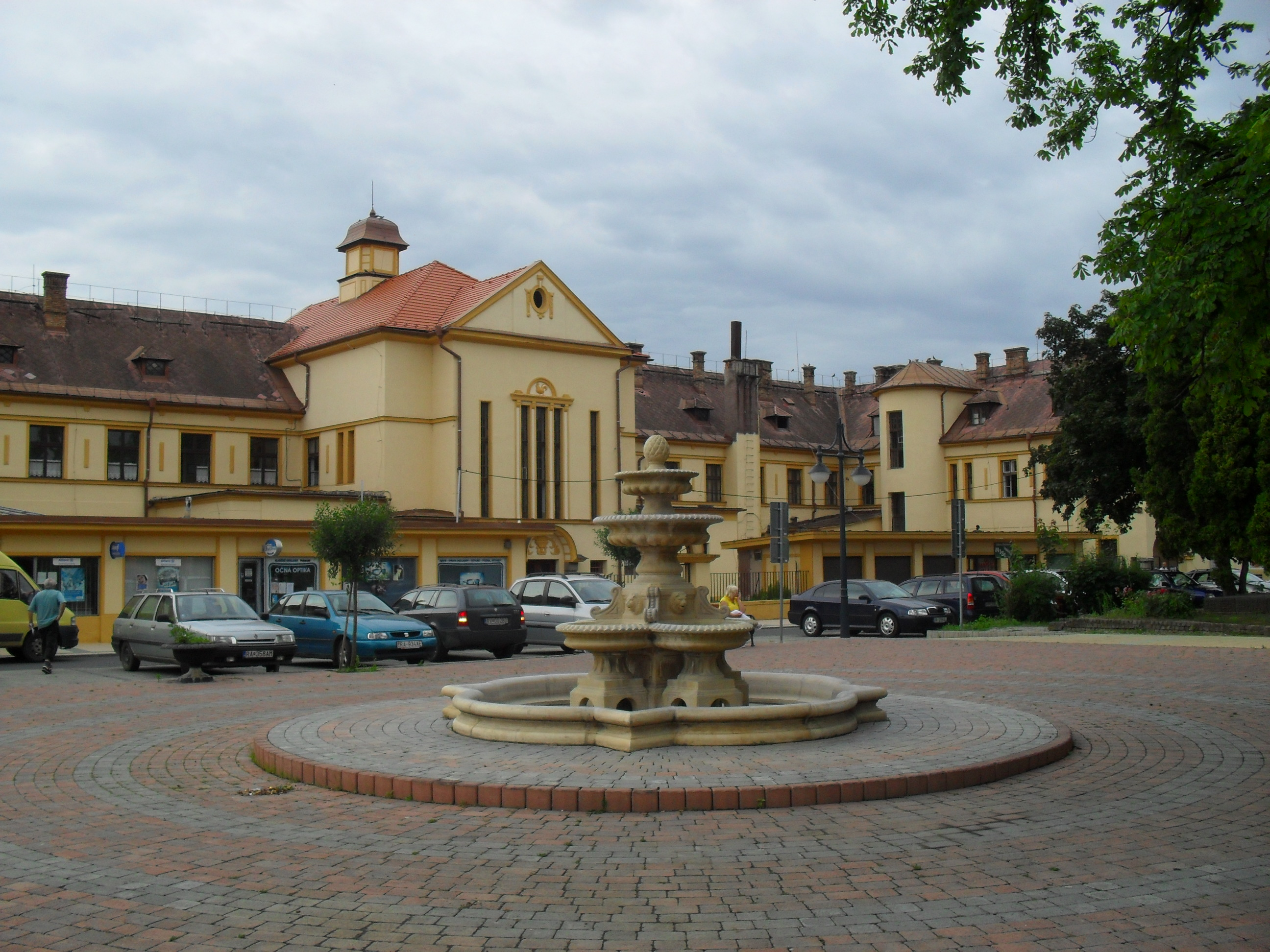
Fő tér
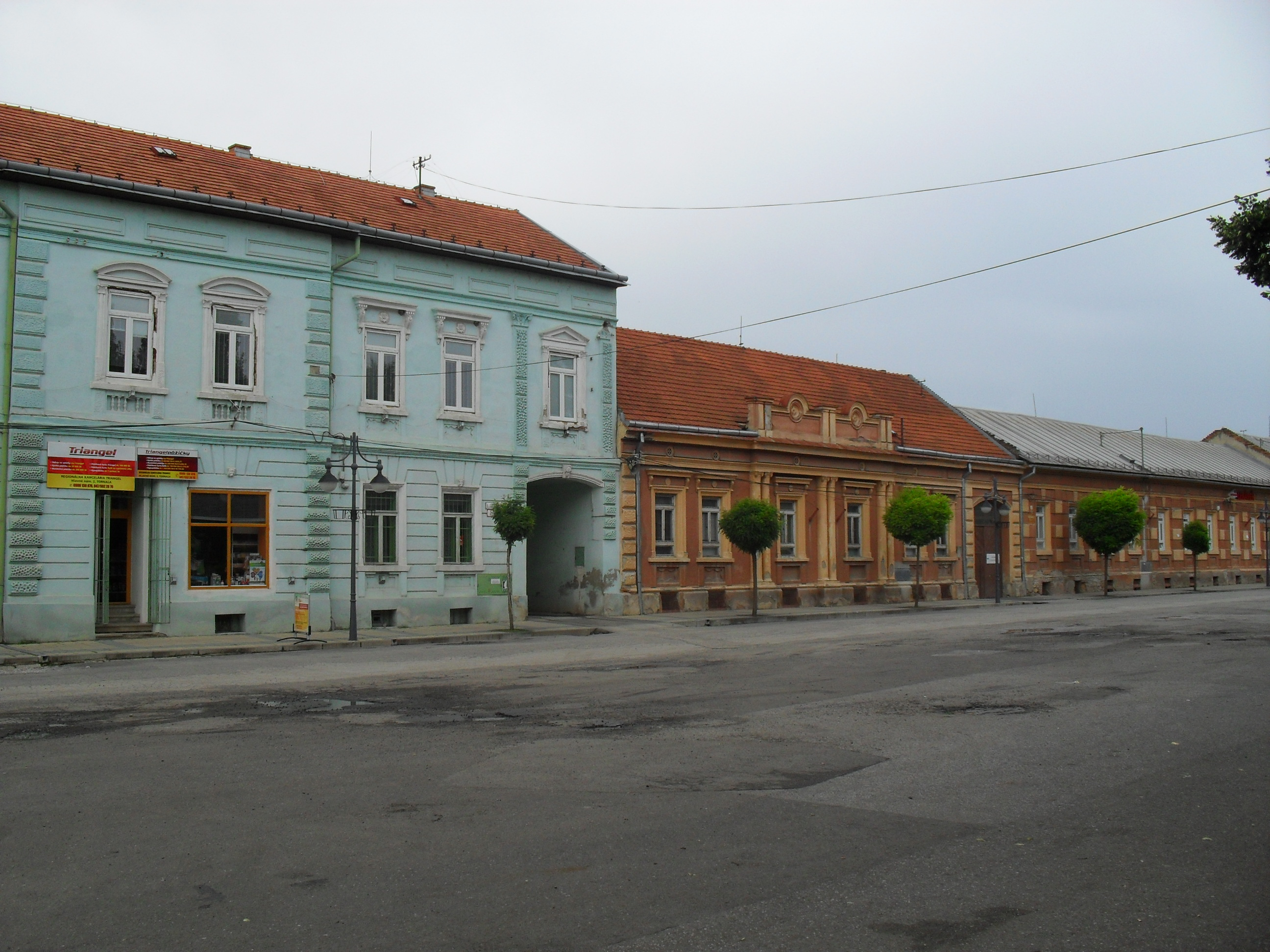
Fő tér
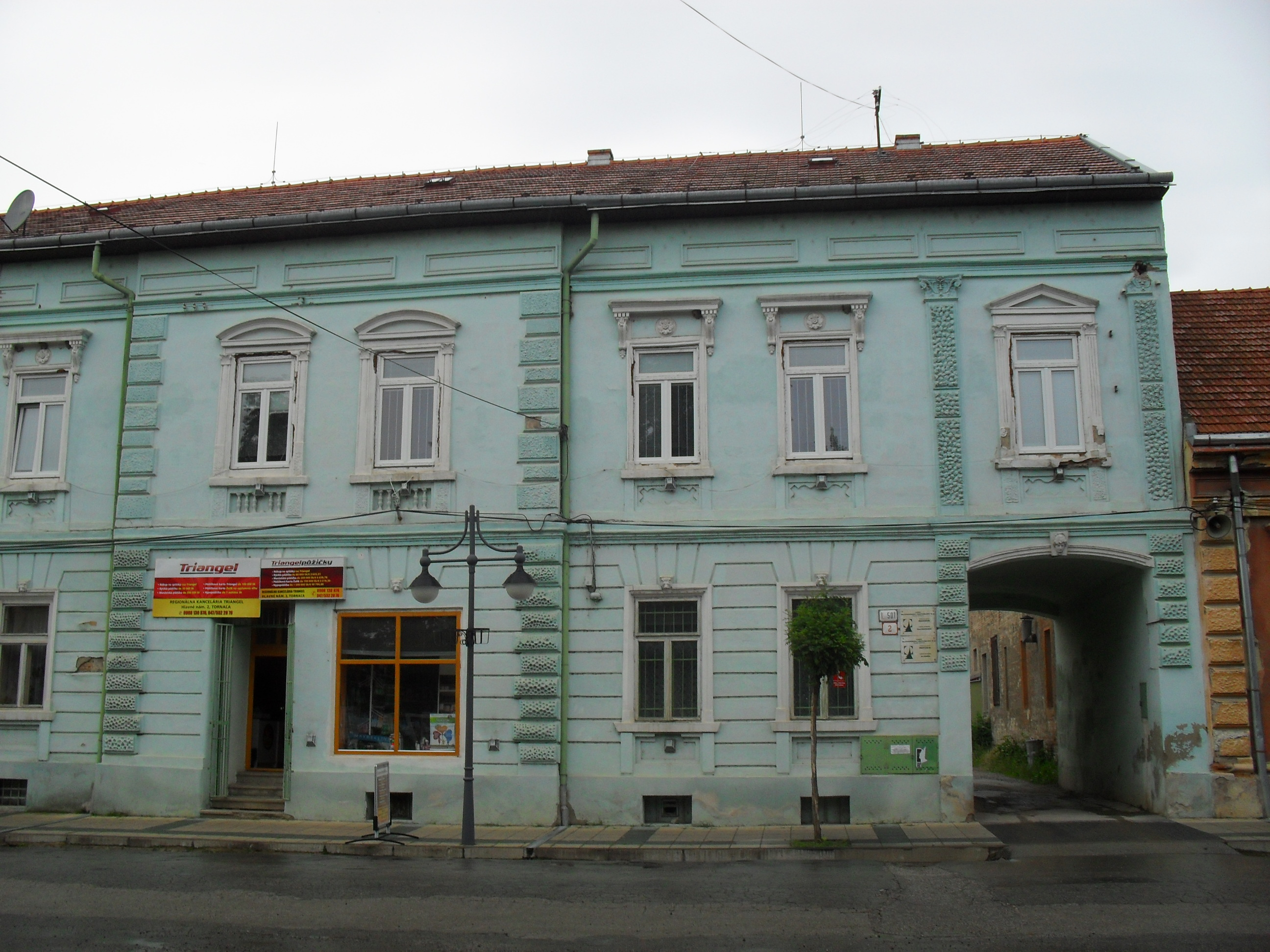
Fő tér
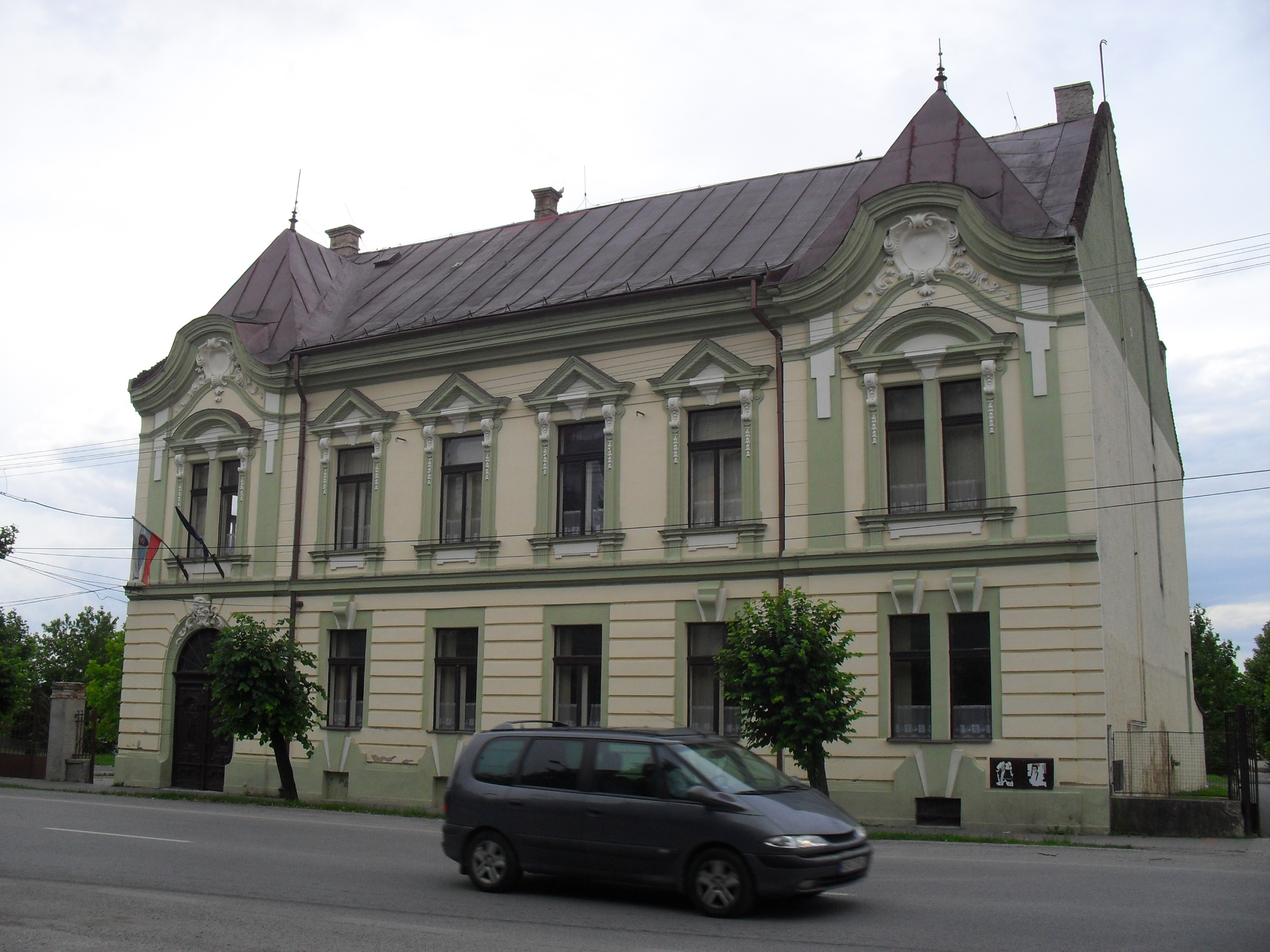
Béke utca
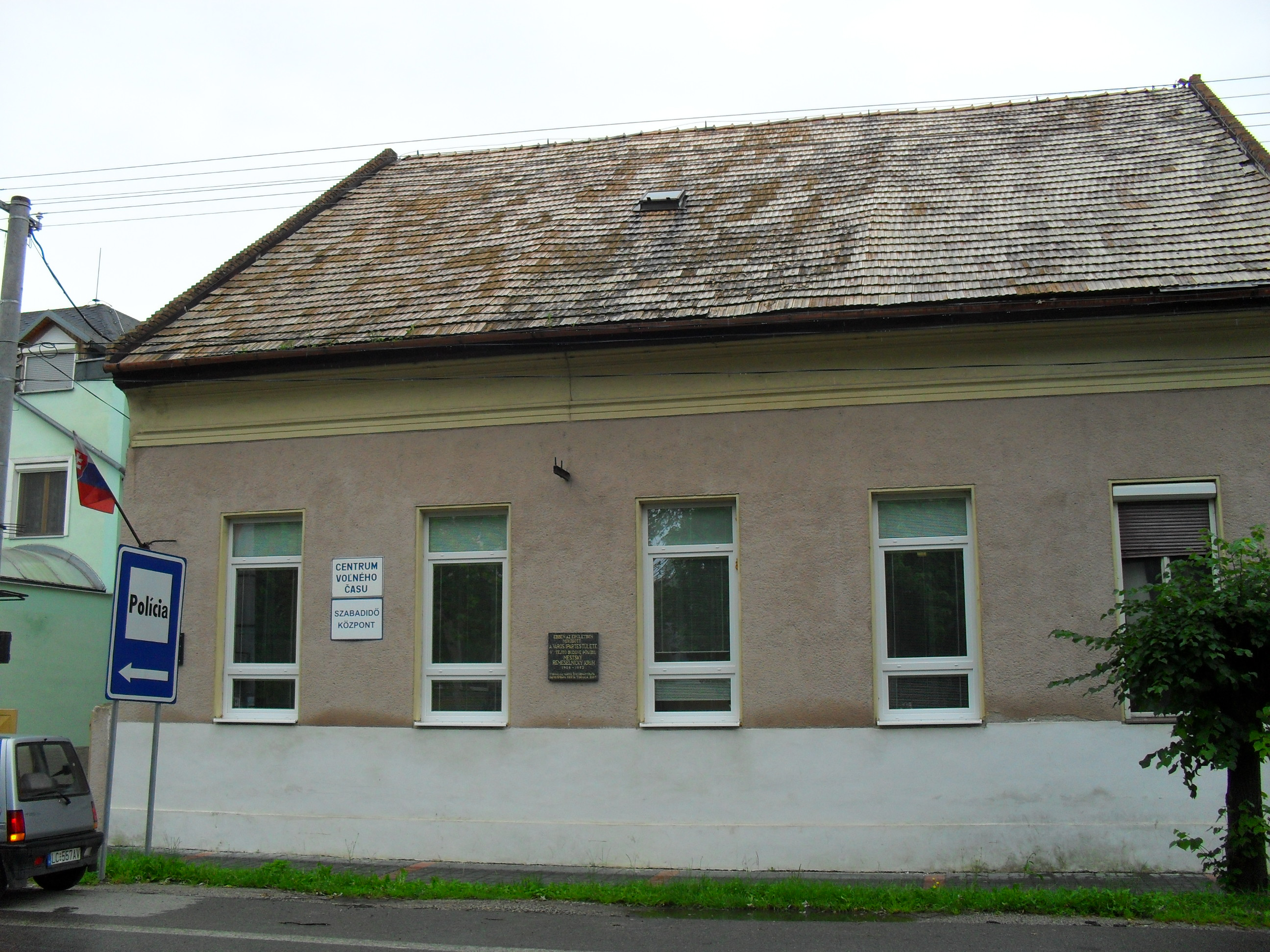
Szabadidőközpont (volt ipartestületi székház)
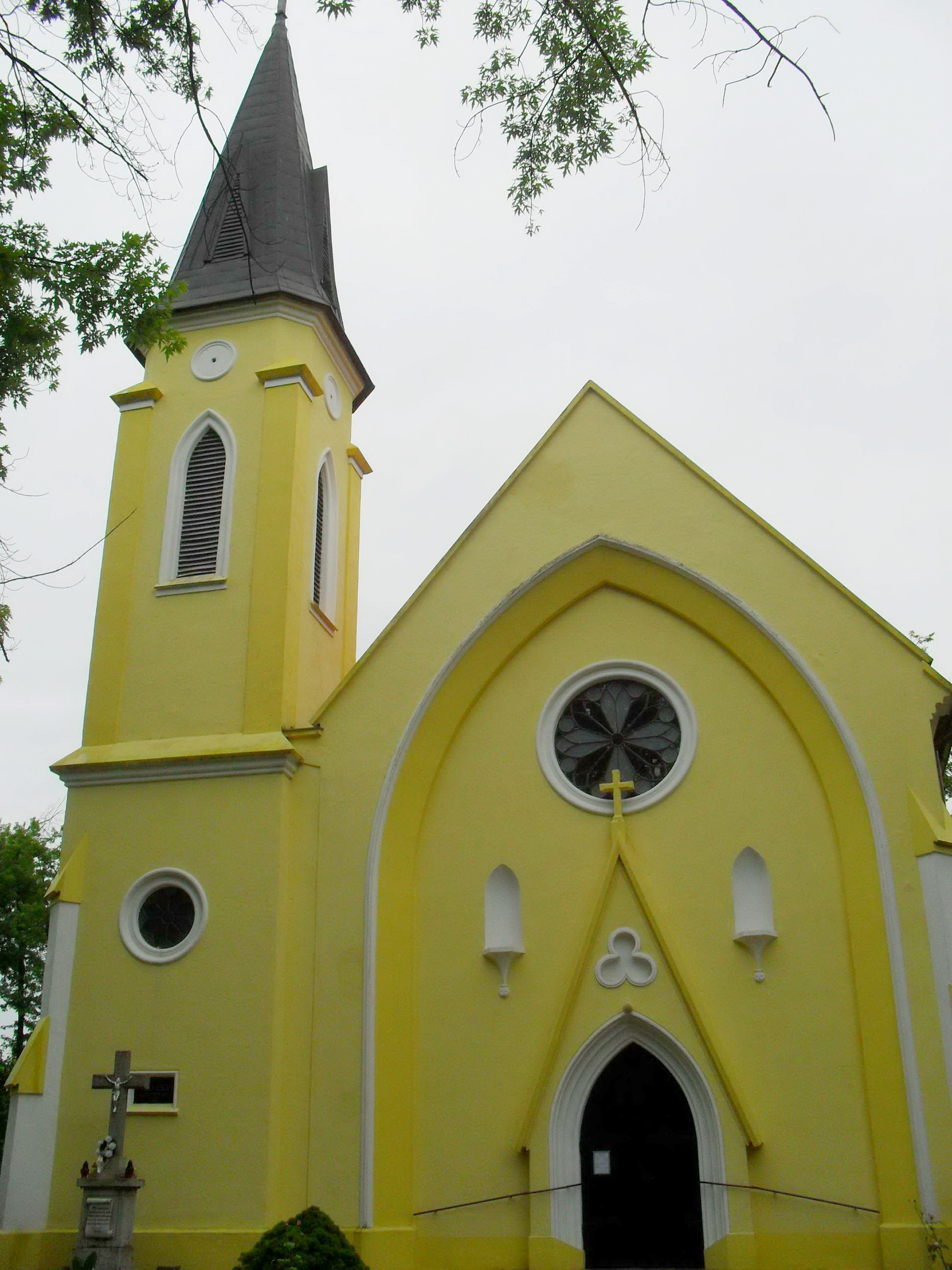
Katolikus templom
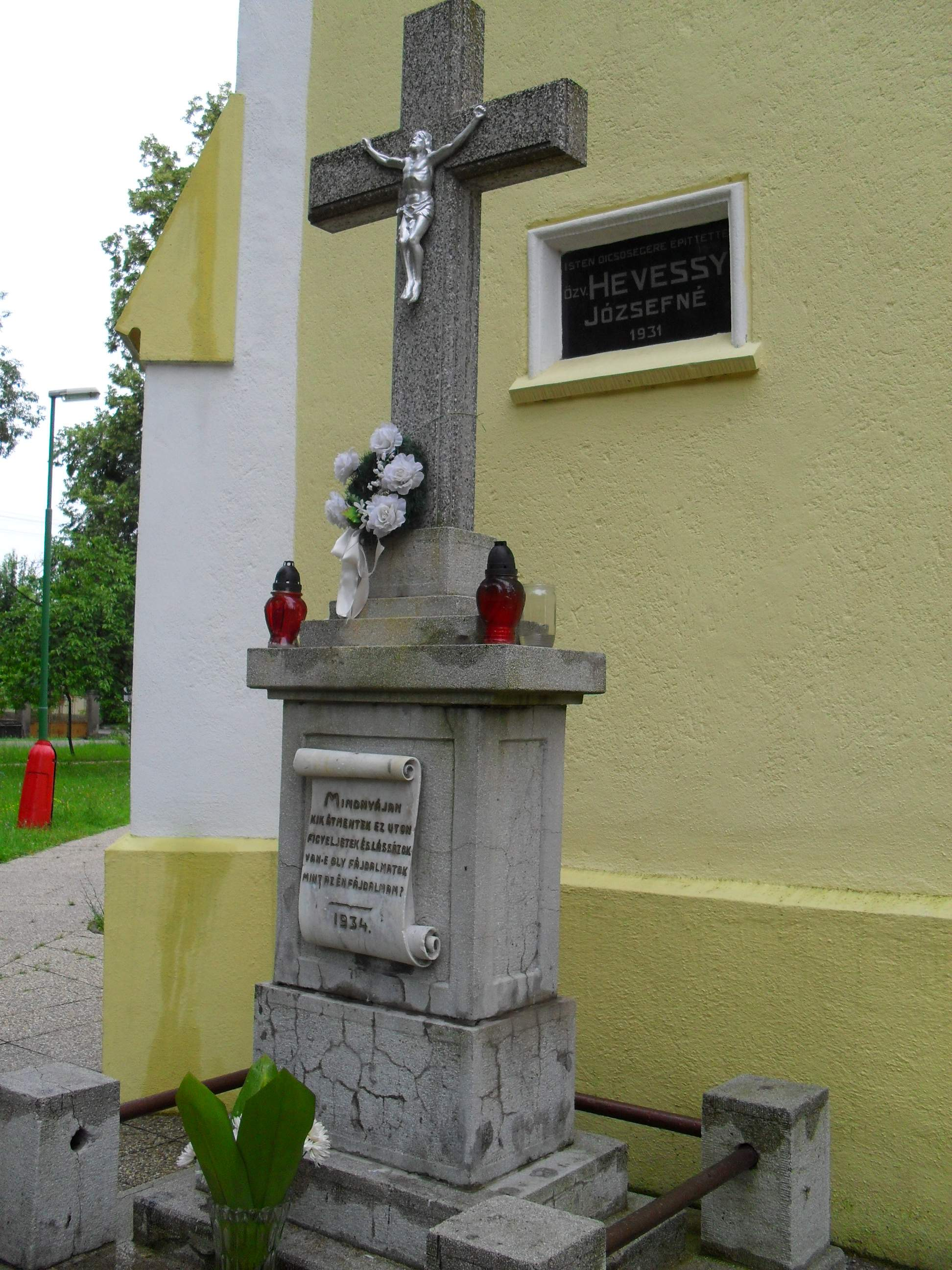
Feszület a katolikus templom mellett
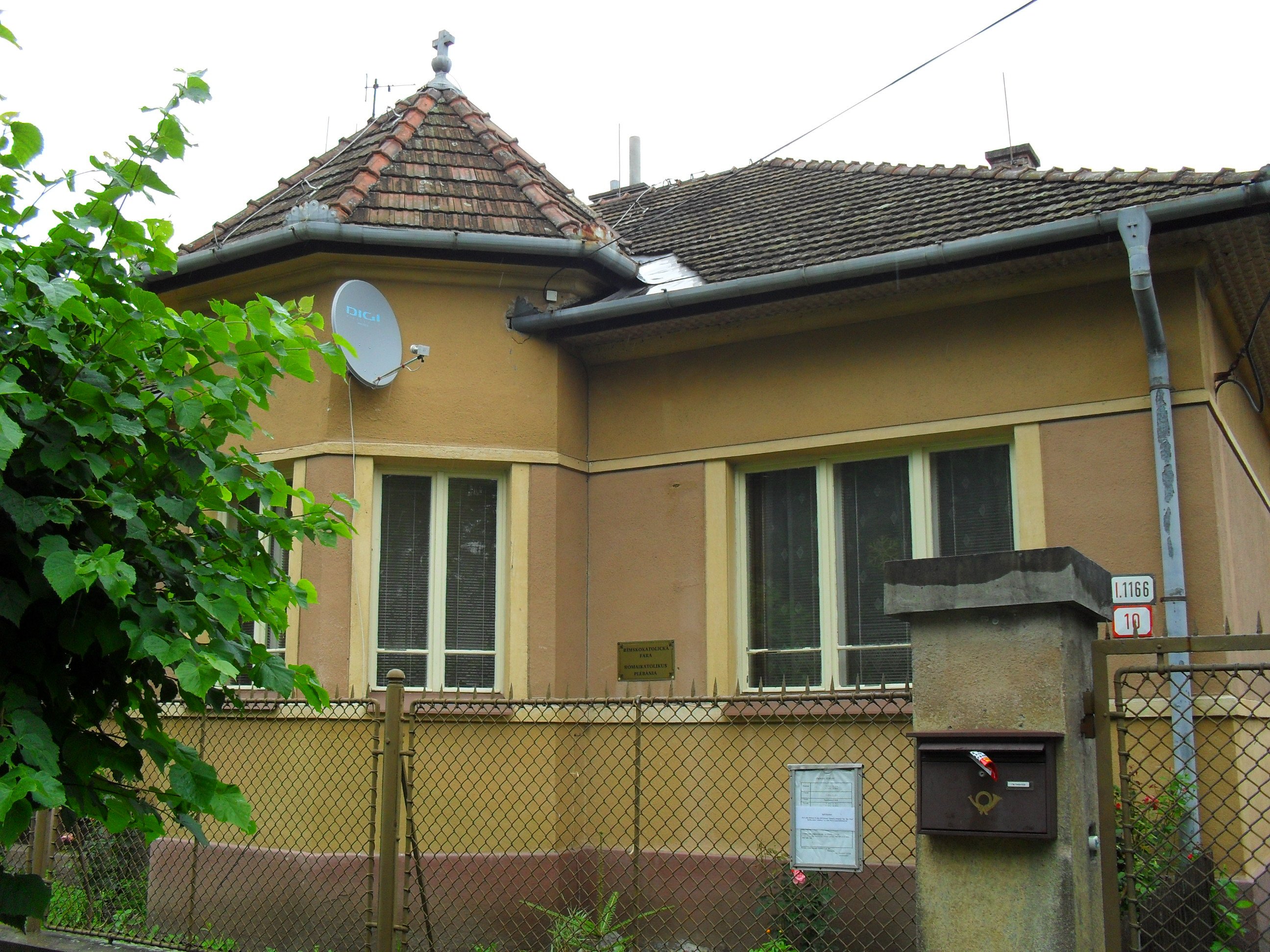
Plébánia
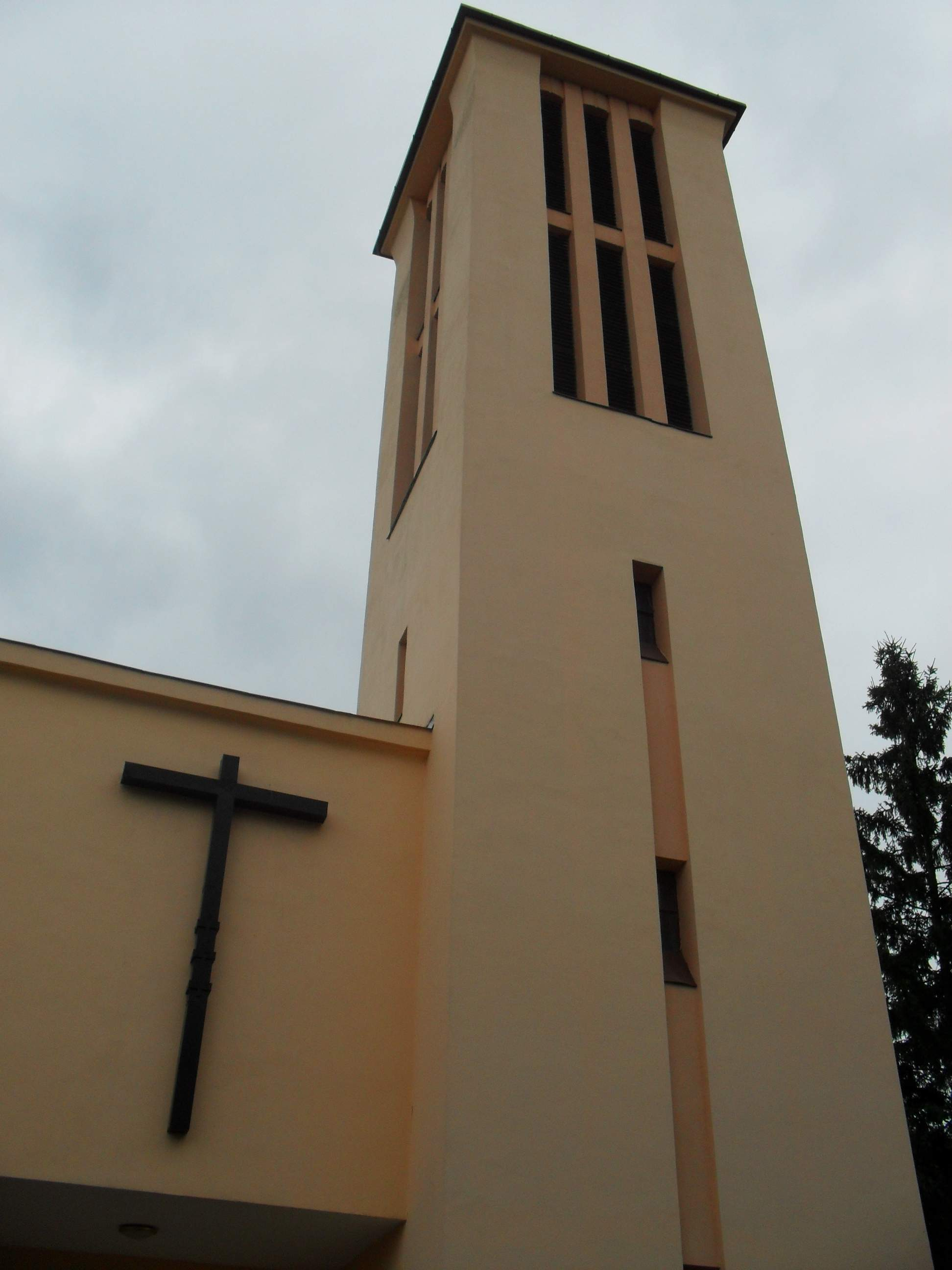
Evangélikus templom
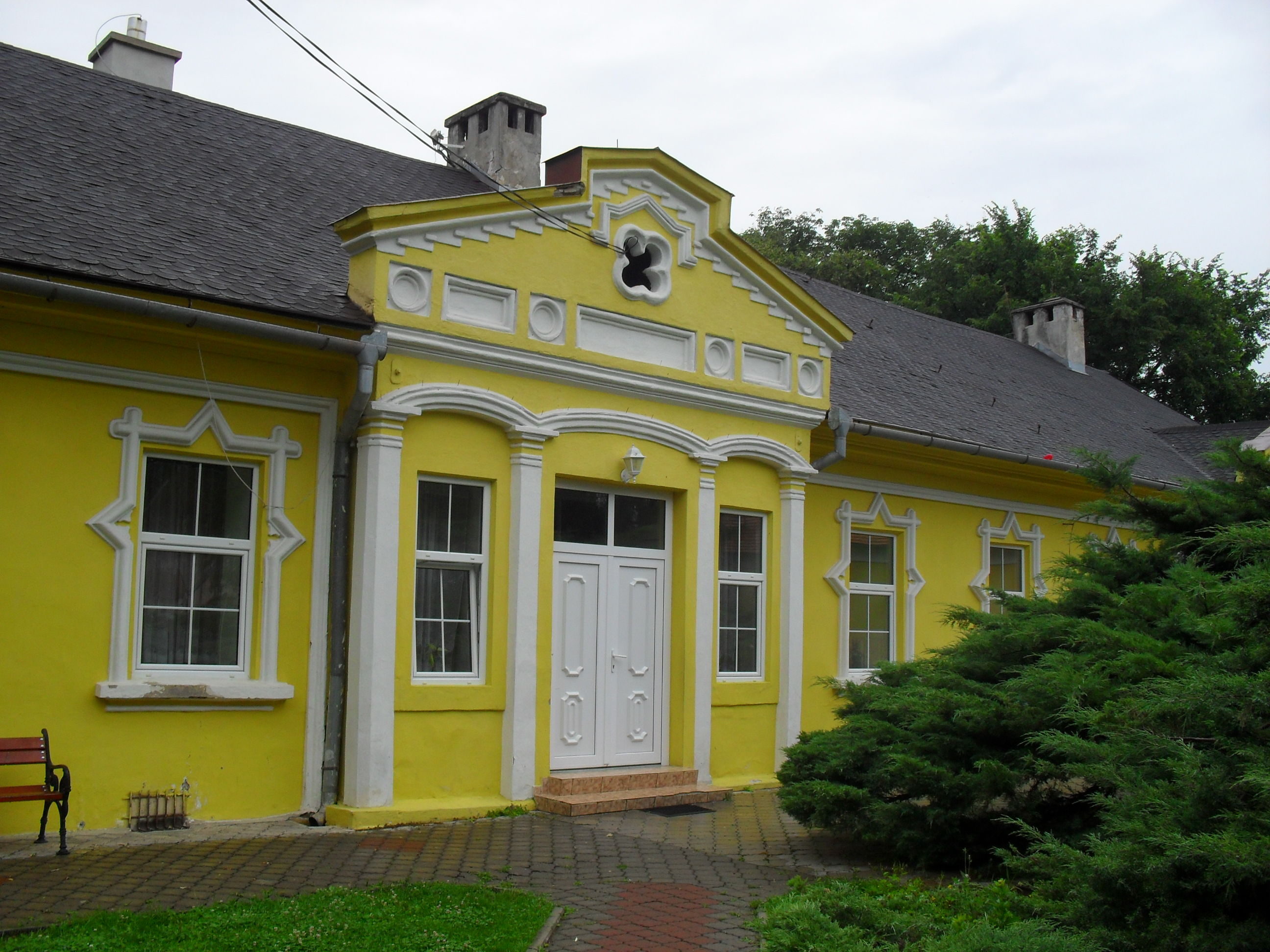
Egykori Tornallyay-kúria (gyermekotthon)
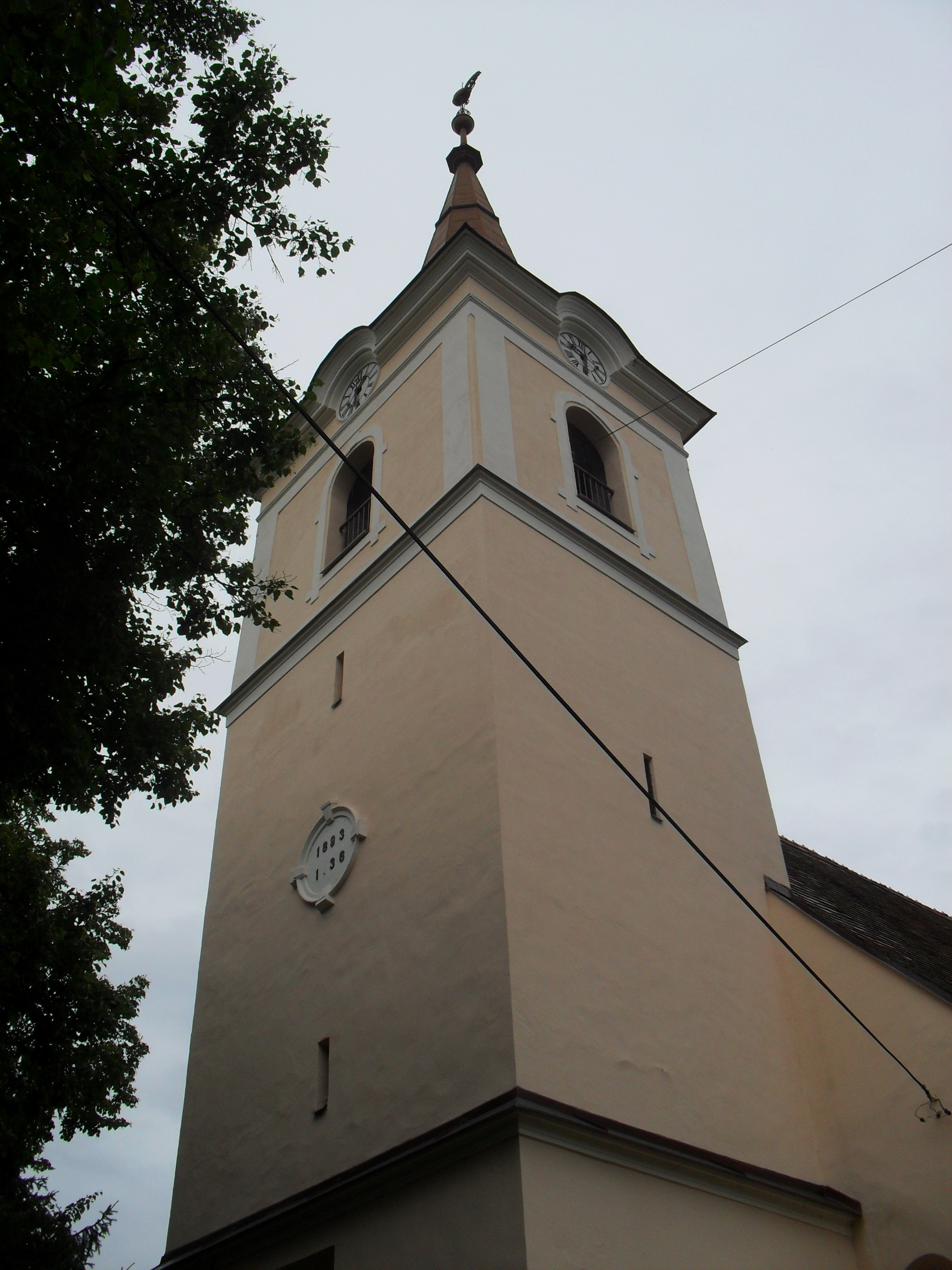
Református templom
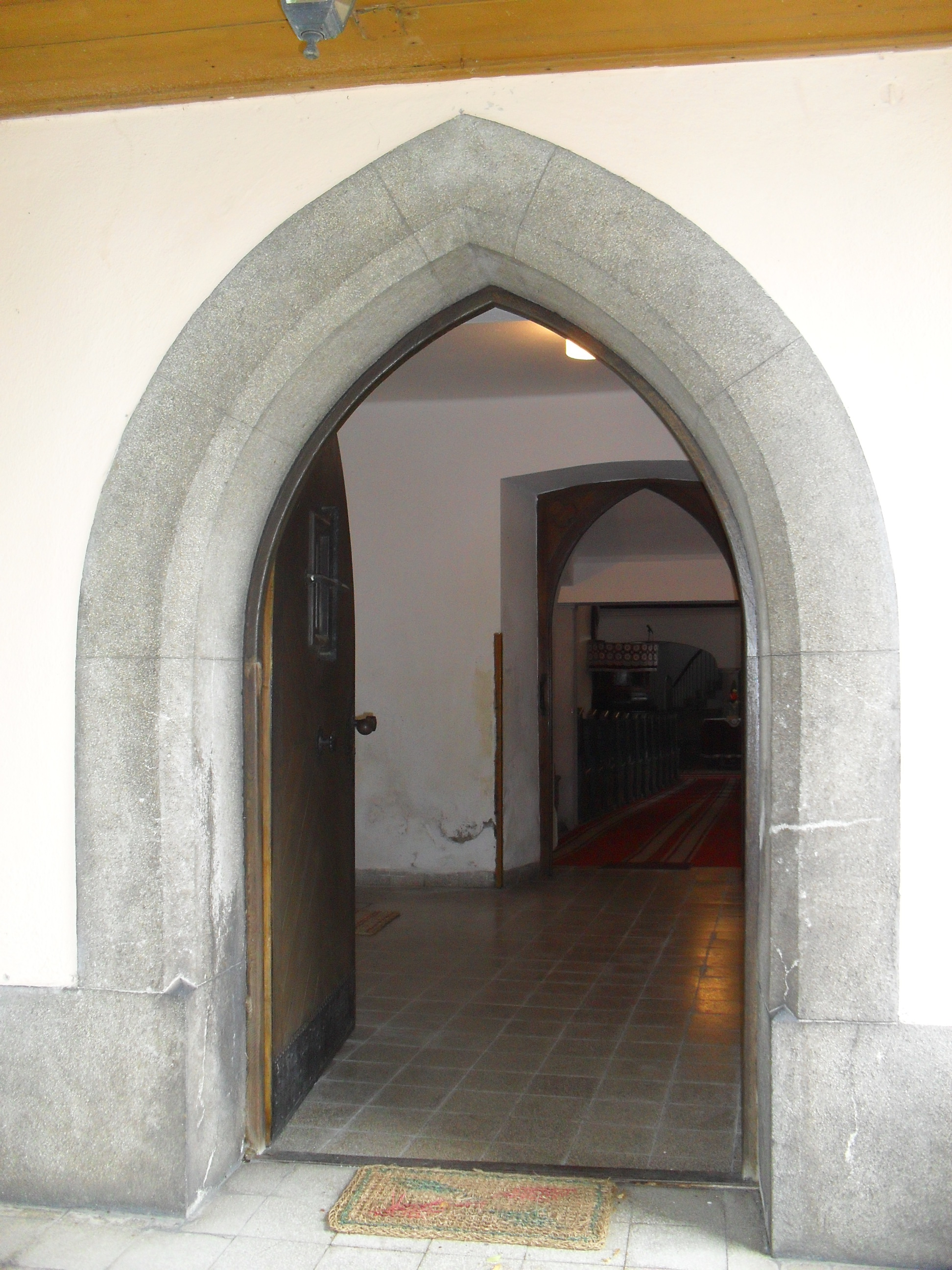
Református templom
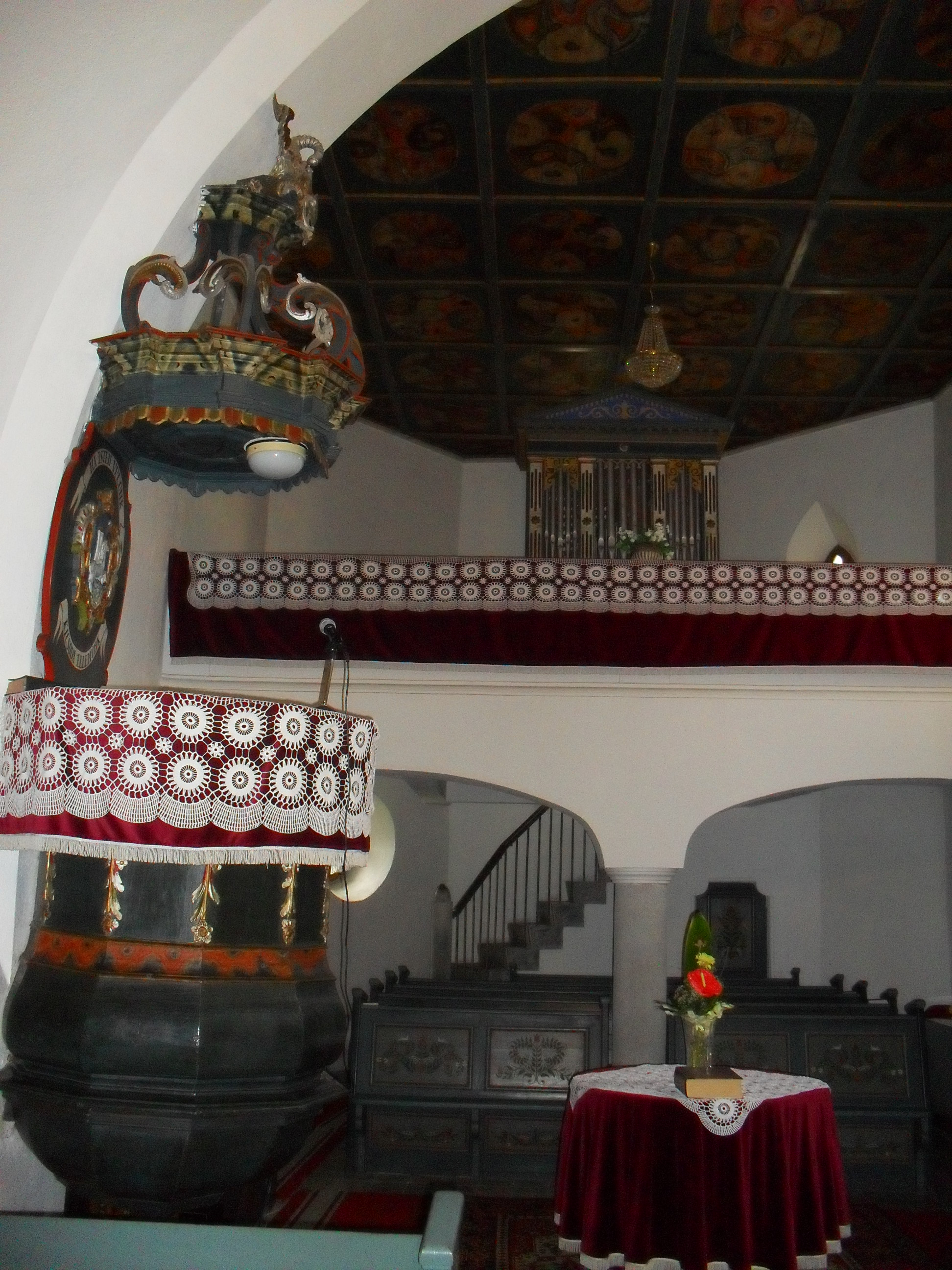
Református templom
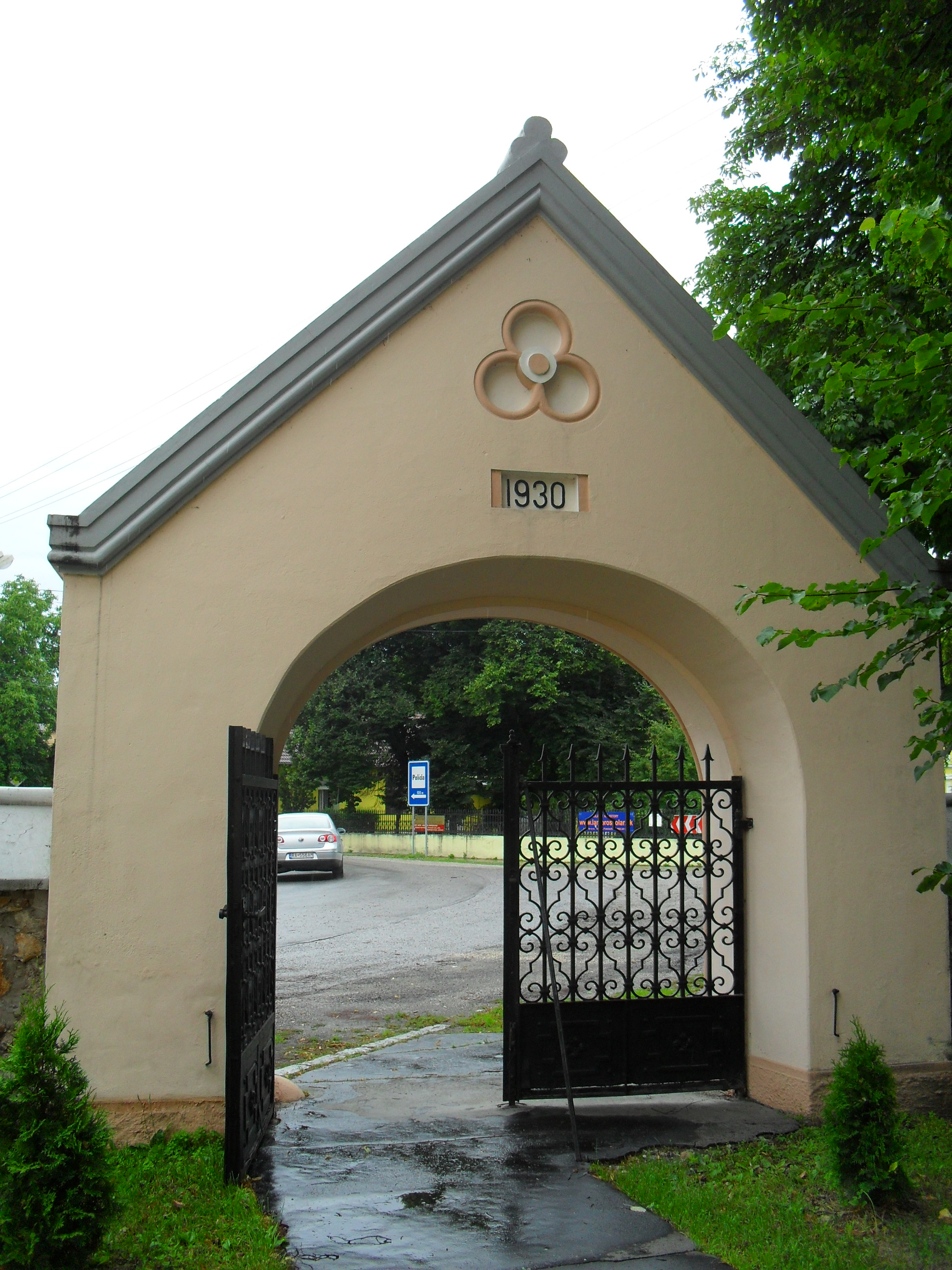
A református templom kapuja
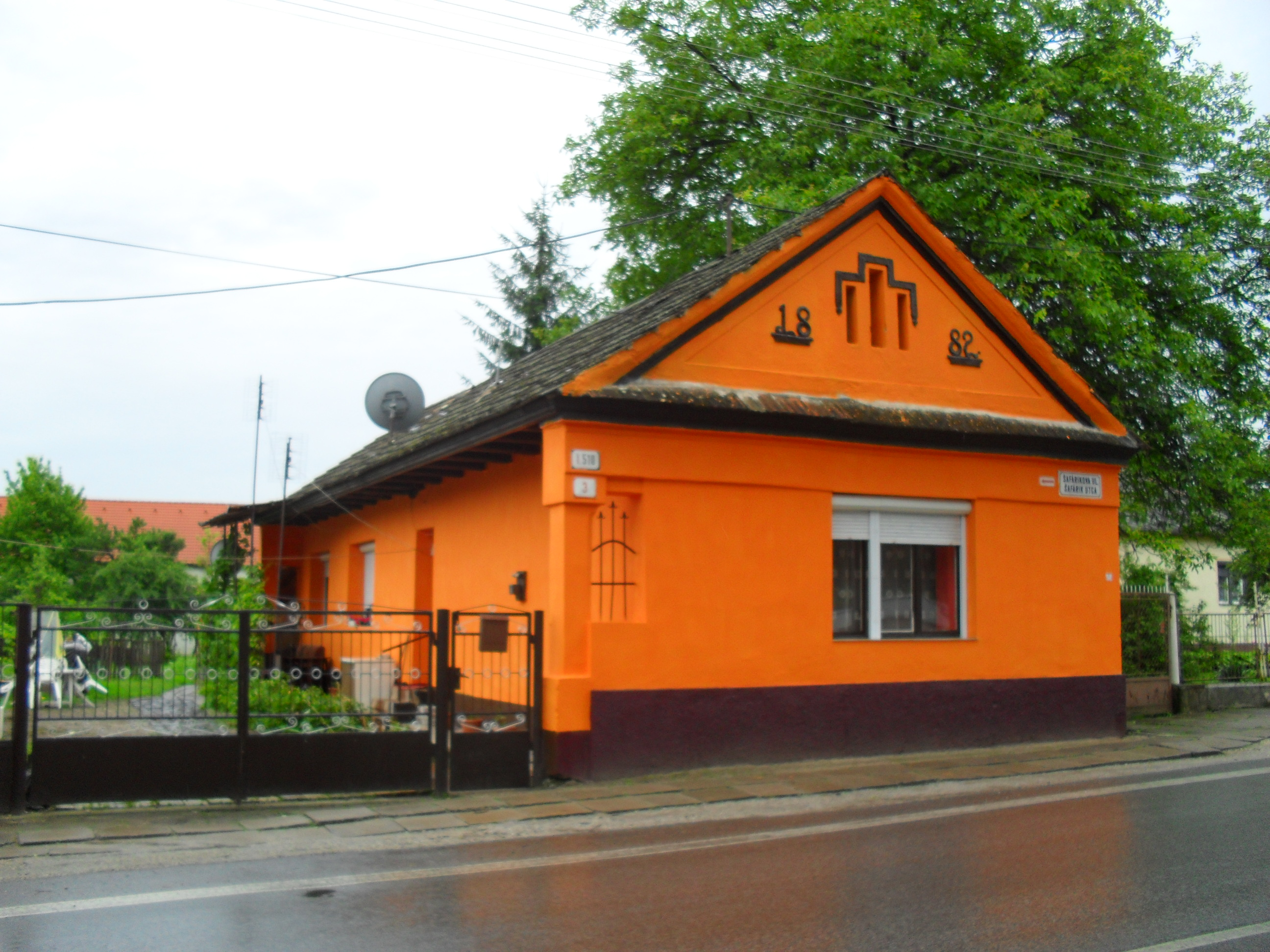
Régi ház a Šafárik utcában
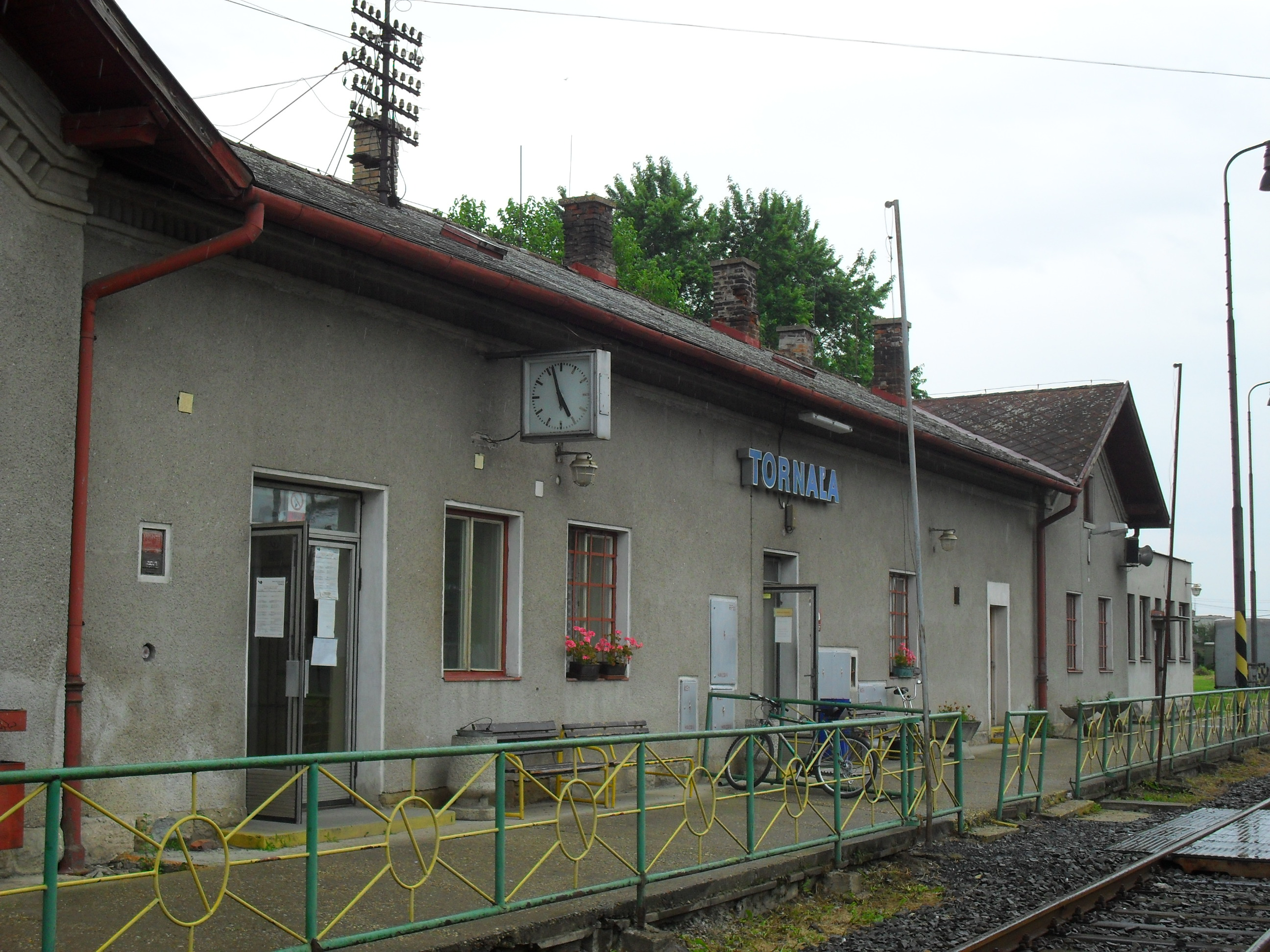
Vasútállomás
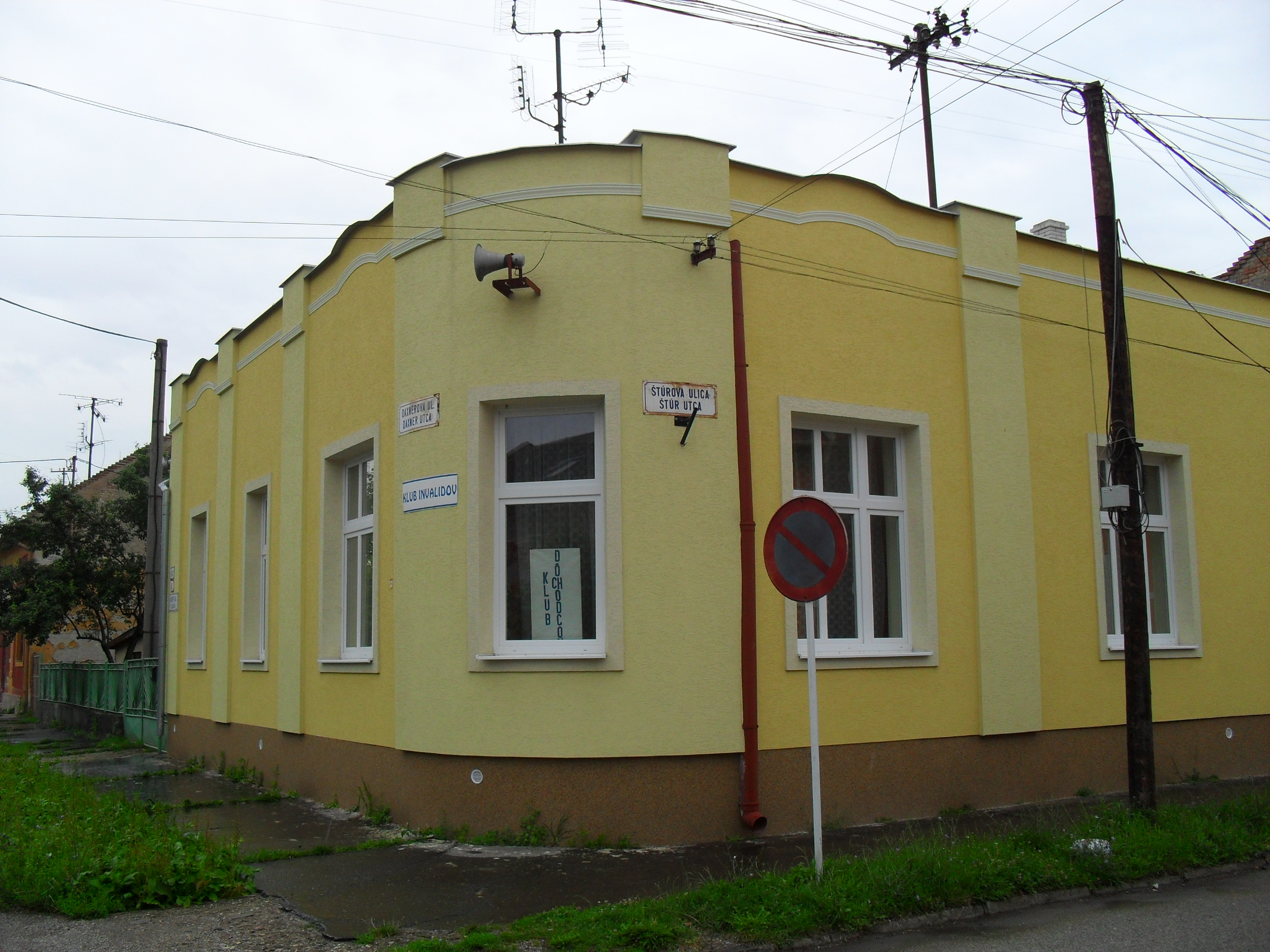
Štúr utca
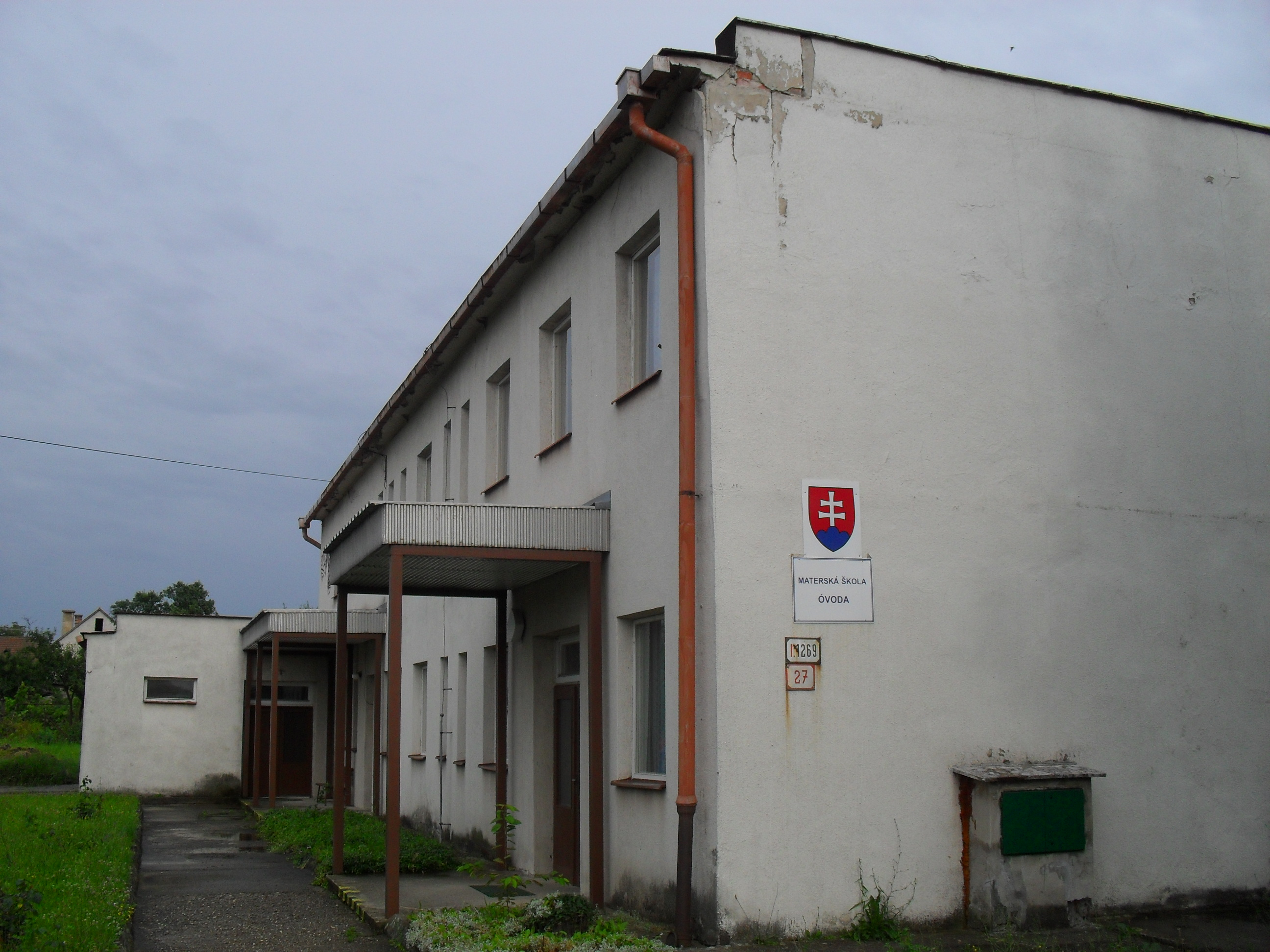
Óvoda (Iskola utca)
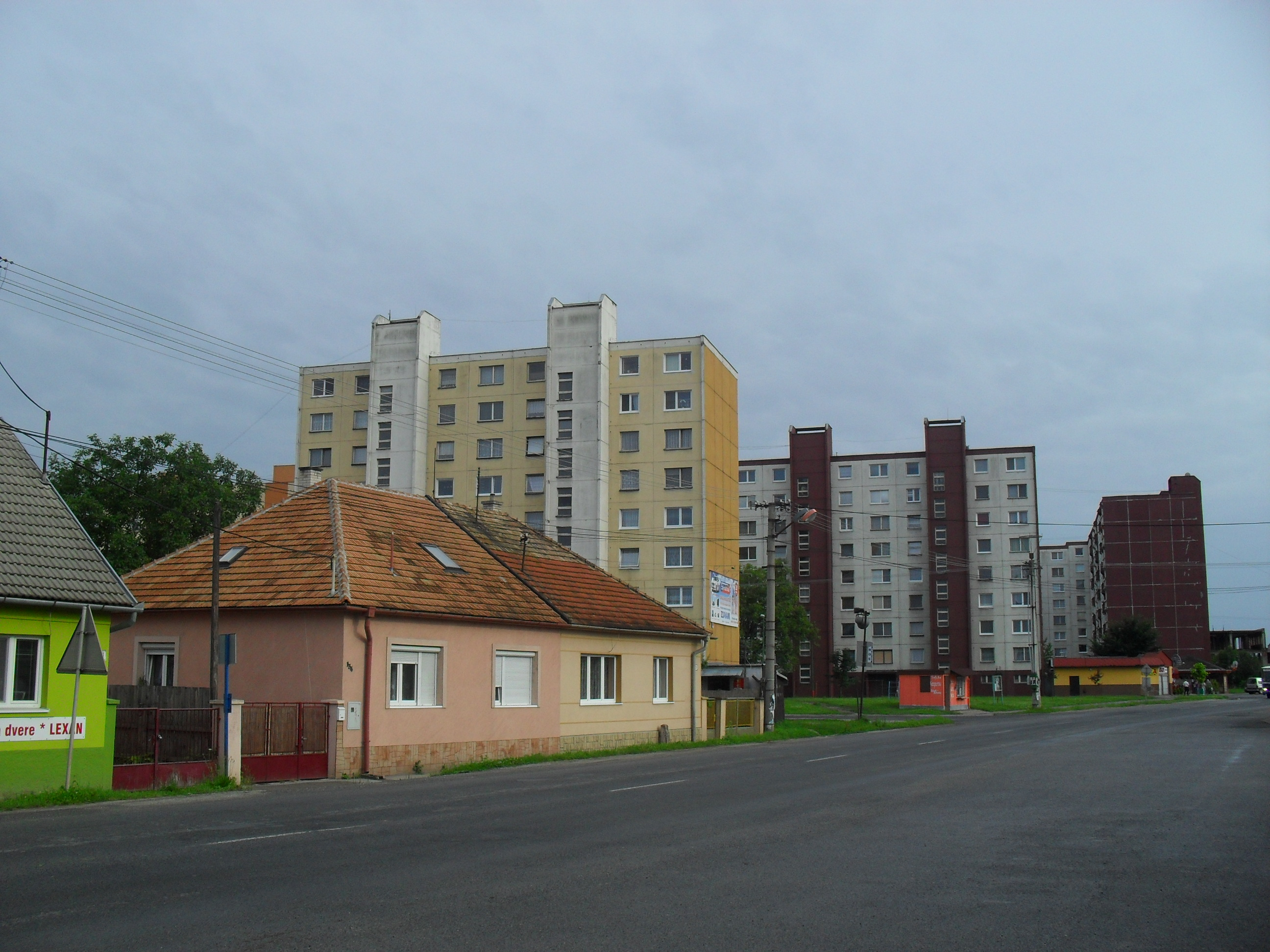
Béke utca
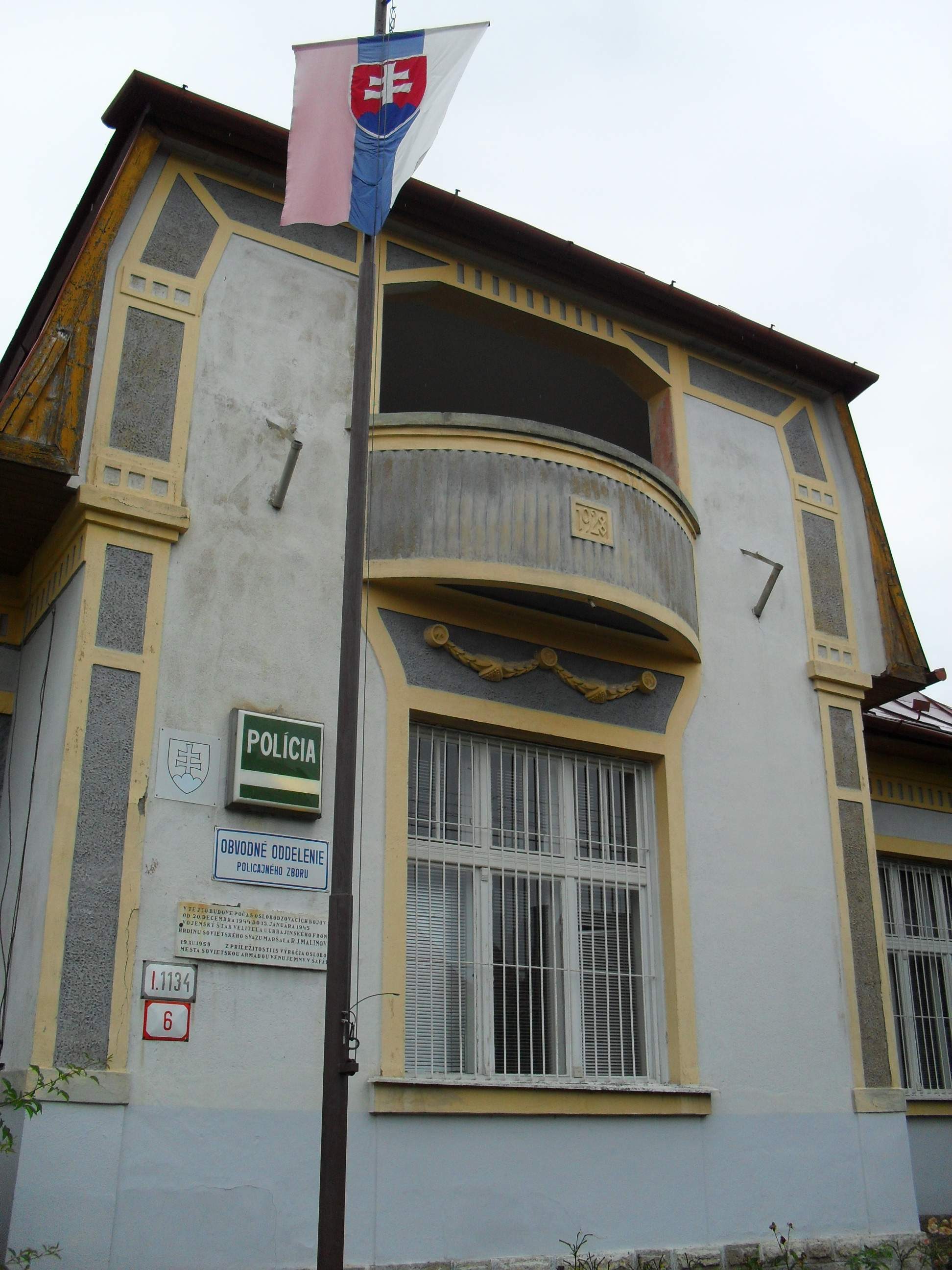
Rendőrség
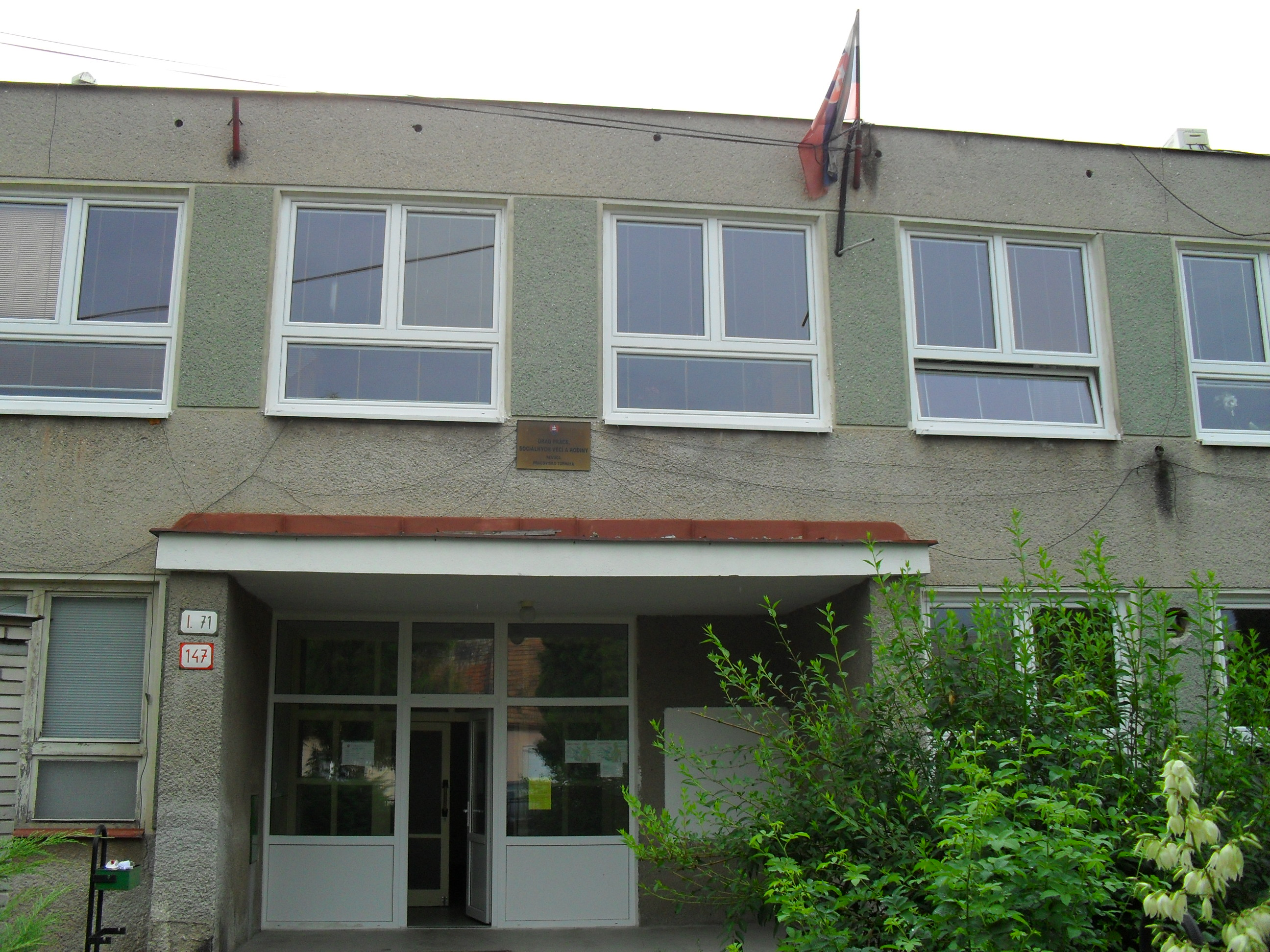
Munkahivatal
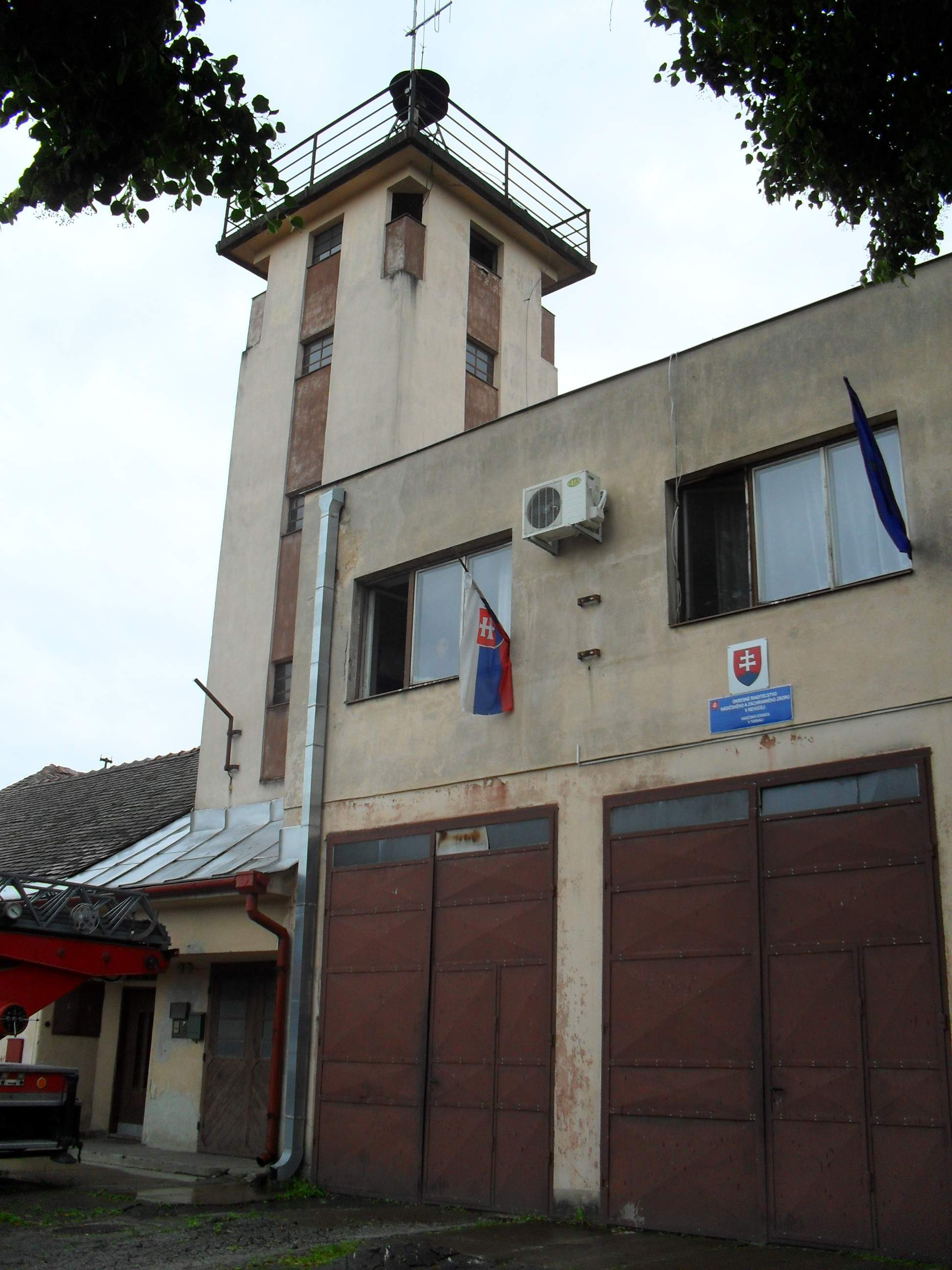
Tűzoltóság